# Lijst van Nederlandse kunstschilders
Dit is een lijst van Nederlandse kunstschilders die zijn geboren in Nederland of er voornamelijk actief waren. In het algemeen wordt bij de namen de voorkeurspelling volgens het RKD-Nederlands Instituut voor Kunstgeschiedenis gebruikt.

## 14e eeuw
- Jan van Aken (Aken ca. 1380 - 's-Hertogenbosch 1454)
- Jan Maelwael (Nijmegen ca. 1365 - Parijs 1419)
- Gebroeders Van Limburg (Nijmegen voor 1385 - Frankrijk ca. 1416)

## 15e eeuw

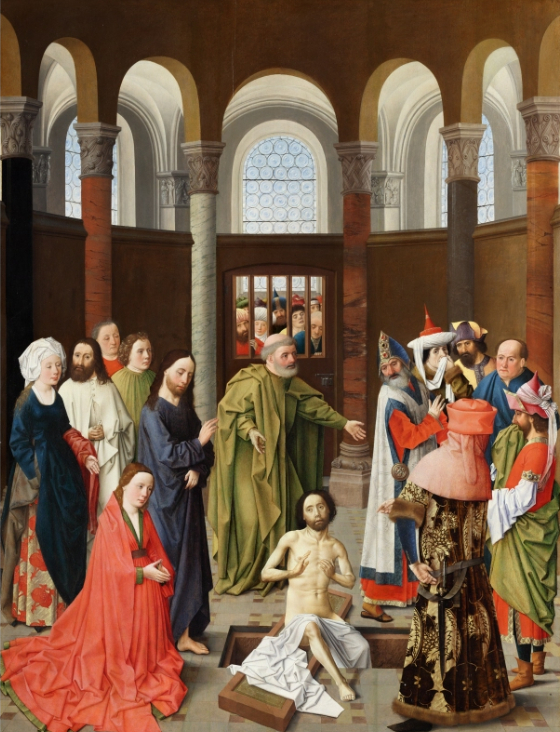
Albert van Ouwater, ca. 1450

- Anthonis Aken (Nijmegen ca. 1420 - 's-Hertogenbosch 1478)
- Anthonis Goessens van Aken ('s-Hertogenbosch 1478 - 's-Hertogenbosch 1516)
- Goessen van Aken ('s-Hertogenbosch 1440 - 's-Hertogenbosch 1499)
- Jheronimus Bosch ('s-Hertogenbosch ca. 1450 - 's-Hertogenbosch 1516)
- Dirk Bouts (Haarlem? 1415 - Leuven 1475)
- Petrus Christus (Baarle ca. 1425 - Brugge 1476)
- Jan van den Dale (Diest ca. 1460 – Brussel 1522)
- Gerard David (Oudewater 1460 - Brugge 1523)
- Cornelis Engebrechtsz. (Leiden ca. 1462 – Leiden 1527)
- Geertgen tot Sint Jans (Haarlem? ca. 1460 - Haarlem 1495)
- Jan Joest van Calcar (Kalkar ca. 1450 - Haarlem 1519)
- Johan van den Mynnesten (Schüttorf 1425 - Zwolle 1504)
- Albert van Ouwater (Oudewater ca. 1410 - Haarlem? na 1475)

## 16e eeuw

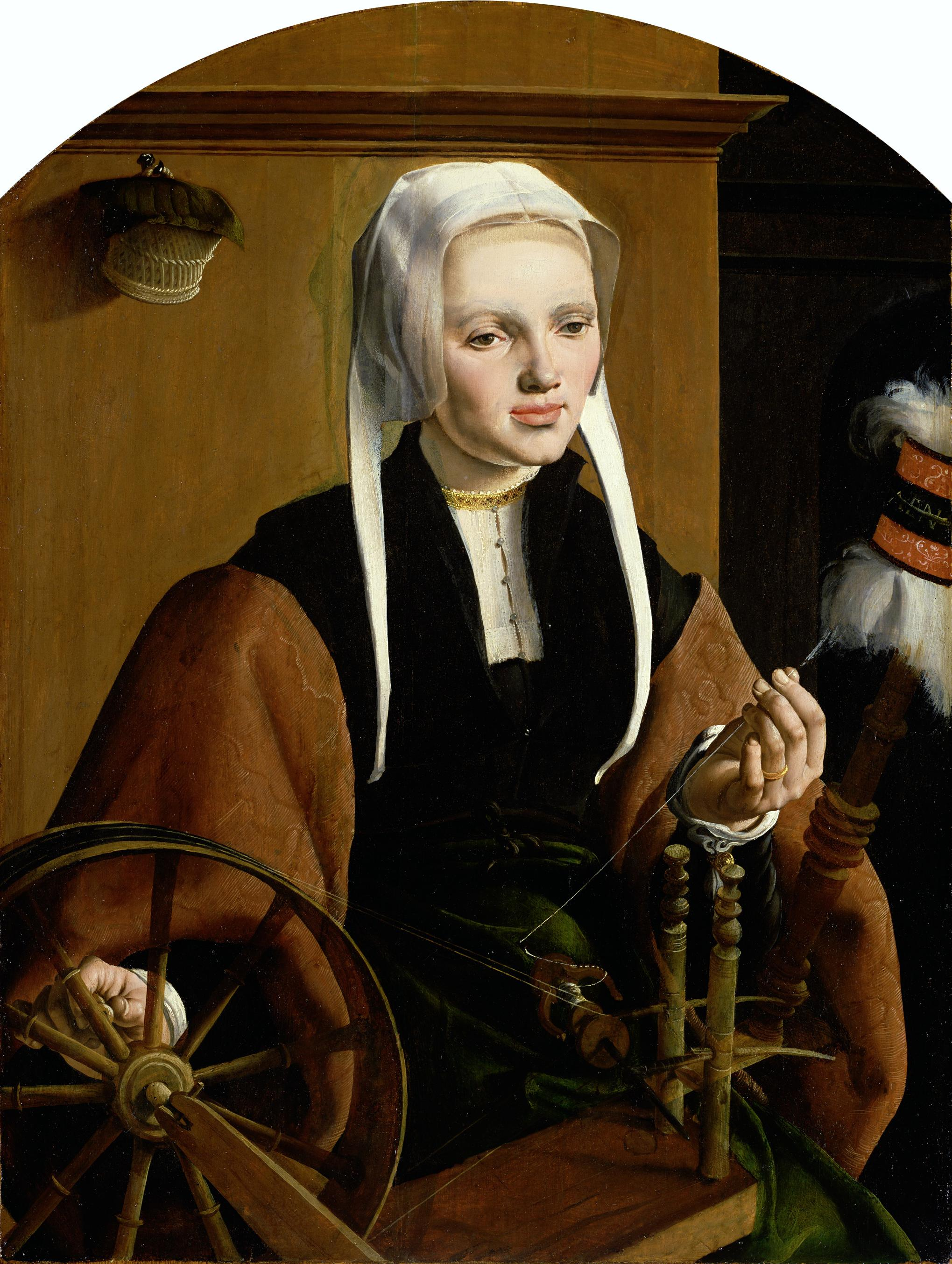
Maarten van Heemskerck, 1529

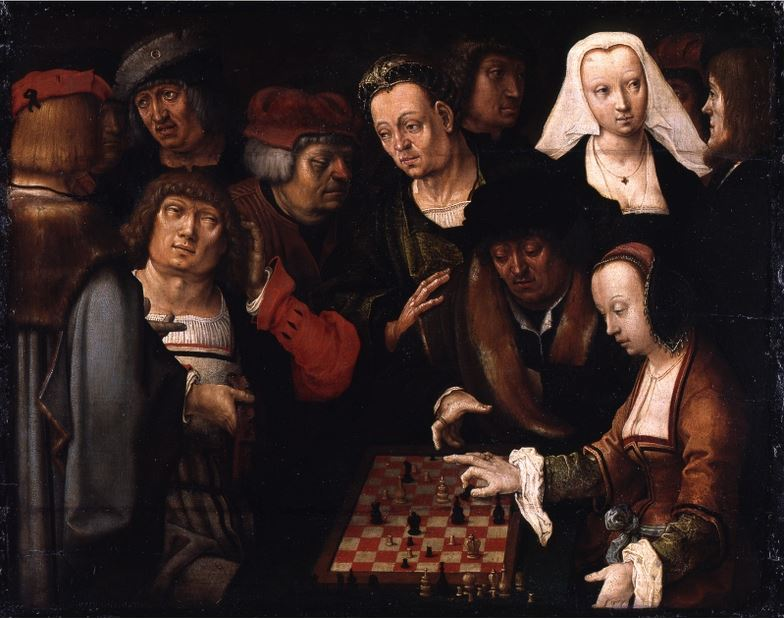
Lucas van Leyden, ca. 1508

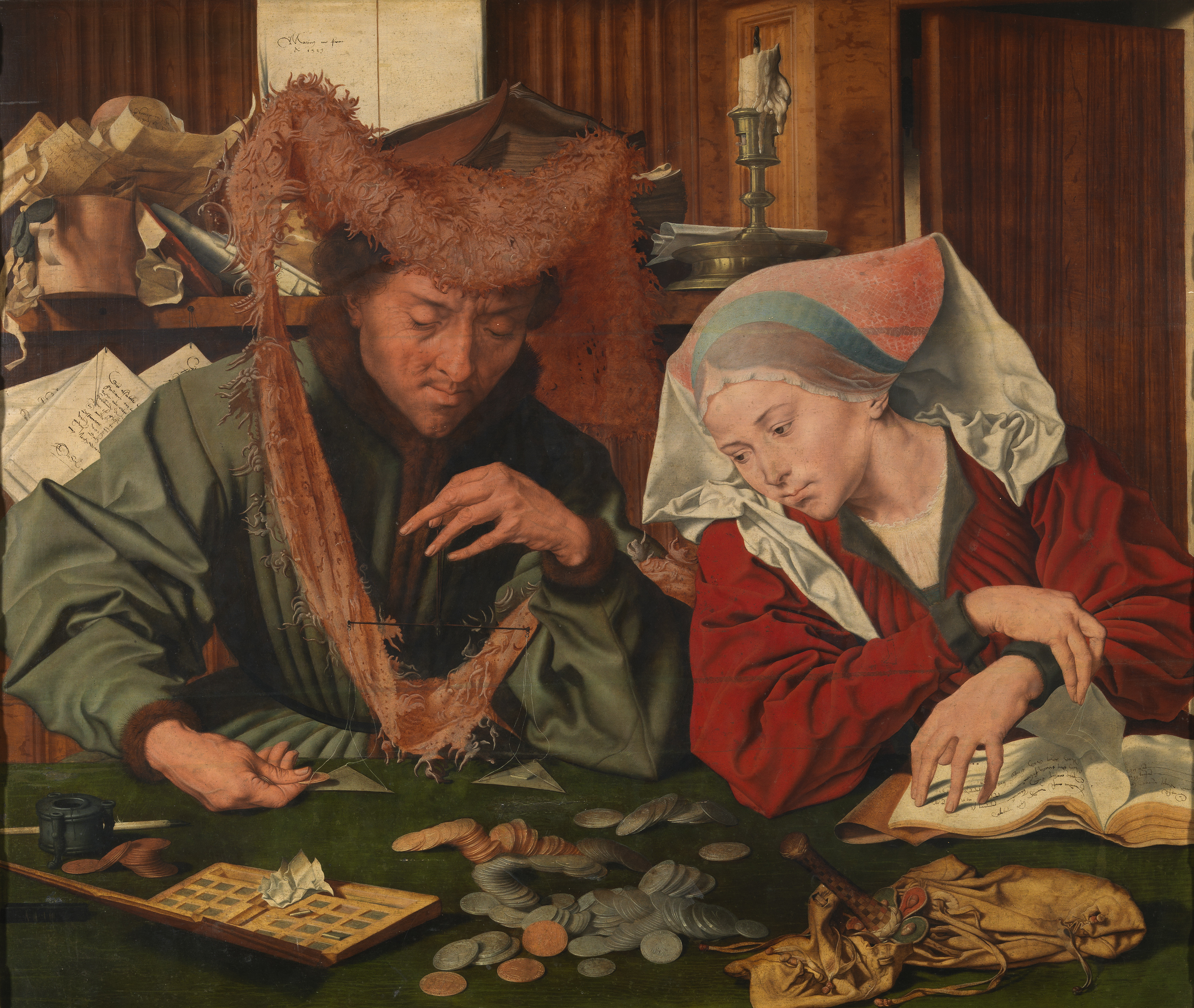
Marinus van Reymerswale, 1539

- Pieter Aertsen (Amsterdam 1508 - Amsterdam 1575)
- Rijckaert Aertsz. (Wijk aan Zee 1482 - Antwerpen 1577)
- Jan van Amstel (Amsterdam ca. 1500 - Antwerpen ca. 1542)
- Dirck Barendsz (Amsterdam 1475 - Amsterdam 1528)
- Jan de Beer (Antwerpen 1580 - Antwerpen 1624)
- Christiaen Jansz van Bieselingen (Delft 1558 – Middelburg 1600)
- Anthonie Blocklandt van Montfoort (Montfoort 1533 of 1534 – Utrecht 1583)
- Pieter Bruegel de Oude (Breda? 1525 - Brussel 1569)
- Joos van Cleve  (Kleef? ca. 1485/1490 – Antwerpen 1540-41)
- Jan Wellens de Cock (Leiden? ca. 1480 - Antwerpen 1527)
- Gillis van Coninxloo (Antwerpen 1544 - Amsterdam 1607)
- Adriaen van Cronenburg (Schagen ca. 1545 - Bergum ca. 1604)
- Jacob Cornelisz. van Oostsanen (Oostzaan 1472 - Amsterdam 1533)
- Cornelis van Dalem (Antwerpen ca. 1530 - Breda 1573)
- Jacob Willemsz. Delff (Gouda ca. 1550 - Delft 1601)
- Barend Dircksz (alias 'Doove Barend') (Amsterdam? ca. 1500 - Amsterdam? na 1557)
- Pieter Feddes van Harlingen (Harlingen 1586 – Leeuwarden ca. 1623)
- Hendrick Goltzius (Mulbracht (bij Venlo) 1558 - Haarlem 1617)
- Jan Gossaert (Maubeuge 1478 - Middelburg 1532)
- Cornelis van Goude (Gouda 1510 - Gouda na 1552)
- Corneille de la Haye (Den Haag 1505 - Lyon 1575)
- Maarten van Heemskerck (Heemskerk] 1498 - Haarlem 1574)
- Dirck Jacobsz. (Amsterdam ca. 1497 - Amsterdam 1567)
- Cornelis Ketel (Gouda 1548 - Amsterdam 1616)
- Willem Key (Breda 1515 - Antwerpen 1568)
- Pieter Cornelisz Kunst (Leiden 1484 - Leiden 1561)
- Aertgen Claesz van Leyden (Leiden 1498 - Leiden 1564)
- Lucas van Leyden (Leiden 1494 - Leiden 1533)
- Jan Gossaert van Mabuse (Maubeuge 1478 - Middelburg 1532)
- Karel van Mander (Meulebeke 1548 - Amsterdam 1606)
- Jan Mandijn (Haarlem 1500 - Antwerpen 1560)
- Anthonis Mor (Utrecht 1519 - Antwerpen 1576)
- Jan Mostaert (Haarlem 1475 - Haarlem 1555)
- Jacob Cornelisz. van Oostsanen (Oostzaan 1472 - Amsterdam 1533)
- Pieter Pietersz (Antwerpen 1541 - Amsterdam 1603)
- Pieter Pourbus (Gouda 1523 - Brugge 1584)
- Marinus van Reymerswale (Reimerswaal ca. 1490 - Goes 1546)
- Jan Roos (Antwerpen 1591 – Genua 1638)
- Jan Saenredam (Zaandam 1565 - Assendelft 1607)
- Jan van Scorel (Schoorl 1495 - Utrecht 1562)
- Jan Soens (Den Bosch 1547/48 - Parma 1611/14)
- Hendrick I van Steenwijck (Kampen ca. 1550 - Frankfurt am Main 1603)
- Lambert Sustris (Amsterdam ca. 1515 - Venetië 1591)
- Jacob van Utrecht (Utrecht? 1479 – Lübeck? na 1530)
- Gerard Terborch de Oude (Zwolle 1582/3 – Zwolle 1662)
- Jan Cornelisz Vermeyen (Beverwijk 1500 - Brussel 1559)
- Jacob Woutersz. Vosmaer (Delft ca. 1584 – Delft 1641)
- Hans Vredeman de Vries (Leeuwarden 1527 – Antwerpen of Hamburg 1606)
- Jan van Wtenbrouck (Den Haag 1585 – Den Haag ca. 1650)
- Moyses van Wtenbrouck (Den Haag ca. 1595 – Den Haag ca. 1647)

## 17e eeuw

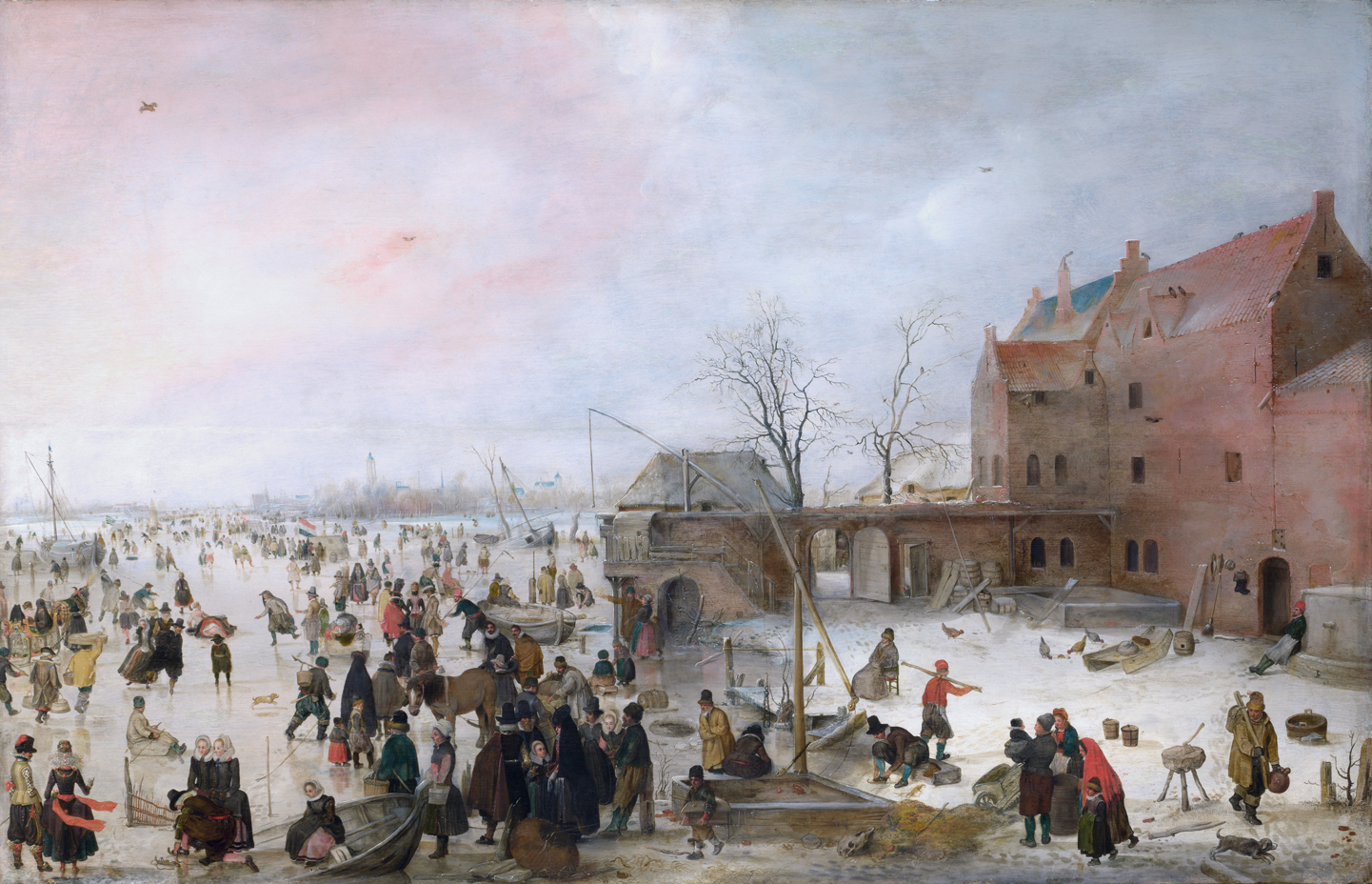
Hendrick Avercamp, 1610

- Johannes van der Aeck (Leiden 1636 - aldaar 1682)
- Evert van Aelst (Delft 1602 - Delft 1657)
- Willem van Aelst (Delft 1627 - Amsterdam 1687)
- Jan van Aken (Amsterdam 1614 - aldaar 1661)
- Herman van Aldewereld (Amsterdam 1628 - aldaar 1669)
- Philips Angel I (Middelburg 1616 - na 22 oktober 1683)
- Philips Angel II (Leiden ca. 1618 - na 1664)
- Pieter van Anraedt (Utrecht 1635 - Deventer 1678)
- Arnoldus van Anthonissen (Amsterdam 1631 - Zierikzee 1703)
- Hendrick van Anthonissen (Amsterdam 1605 - Amsterdam 1656)
- Aert Anthonisz (Antwerpen 1580 - Amsterdam 1620)
- Bartholomeus Appelman (Den Haag ca. 1628 - aldaar 1686)

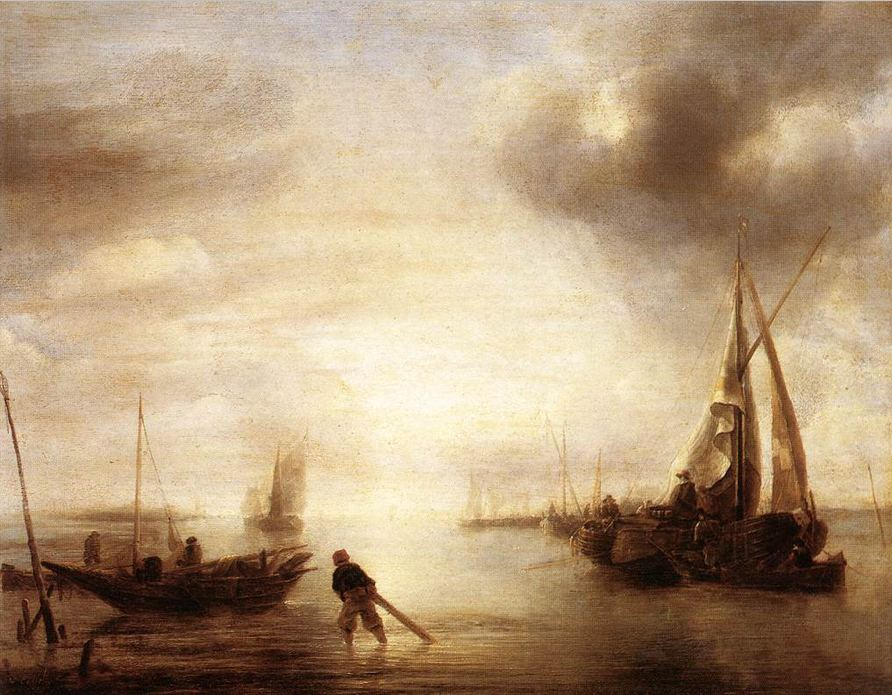
Jan van de Cappelle, 1655

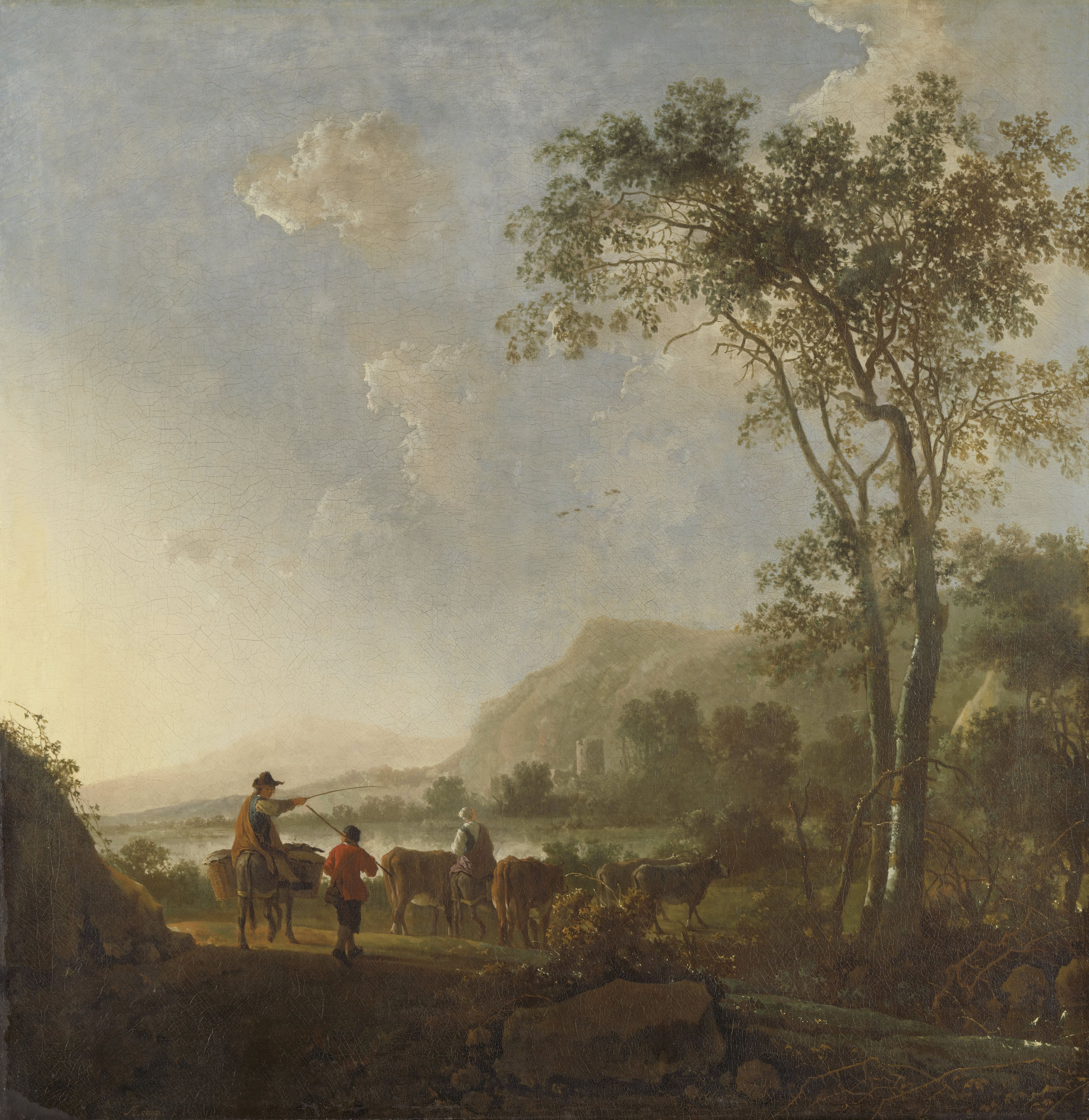
Aelbert Cuyp, 1660

- Arent Arentsz (Amsterdam 1585 - aldaar 1631)
- Vincenzo Armanno (ook genoemd Vincent Malo) Kamerijk ca. 1605 - Rome ca. 1650)
- Pieter Jansz. van Asch (Delft 1603 - aldaar 1678)
- Jan Asselijn (Diemen of Dieppe ca. 1610 - Amsterdam 1652)
- Jan van Assen (Amsterdam 1635 - aldaar 1697)
- Bartholomeus Assteyn (Dordrecht 1607 - Dordrecht voor 1677)
- Balthasar van der Ast (Middelburg 1593 - Delft 1657)
- Barend Avercamp (Kampen 1612 - Kampen 1679)
- Hendrick Avercamp (Amsterdam 1585 - Kampen 1634)

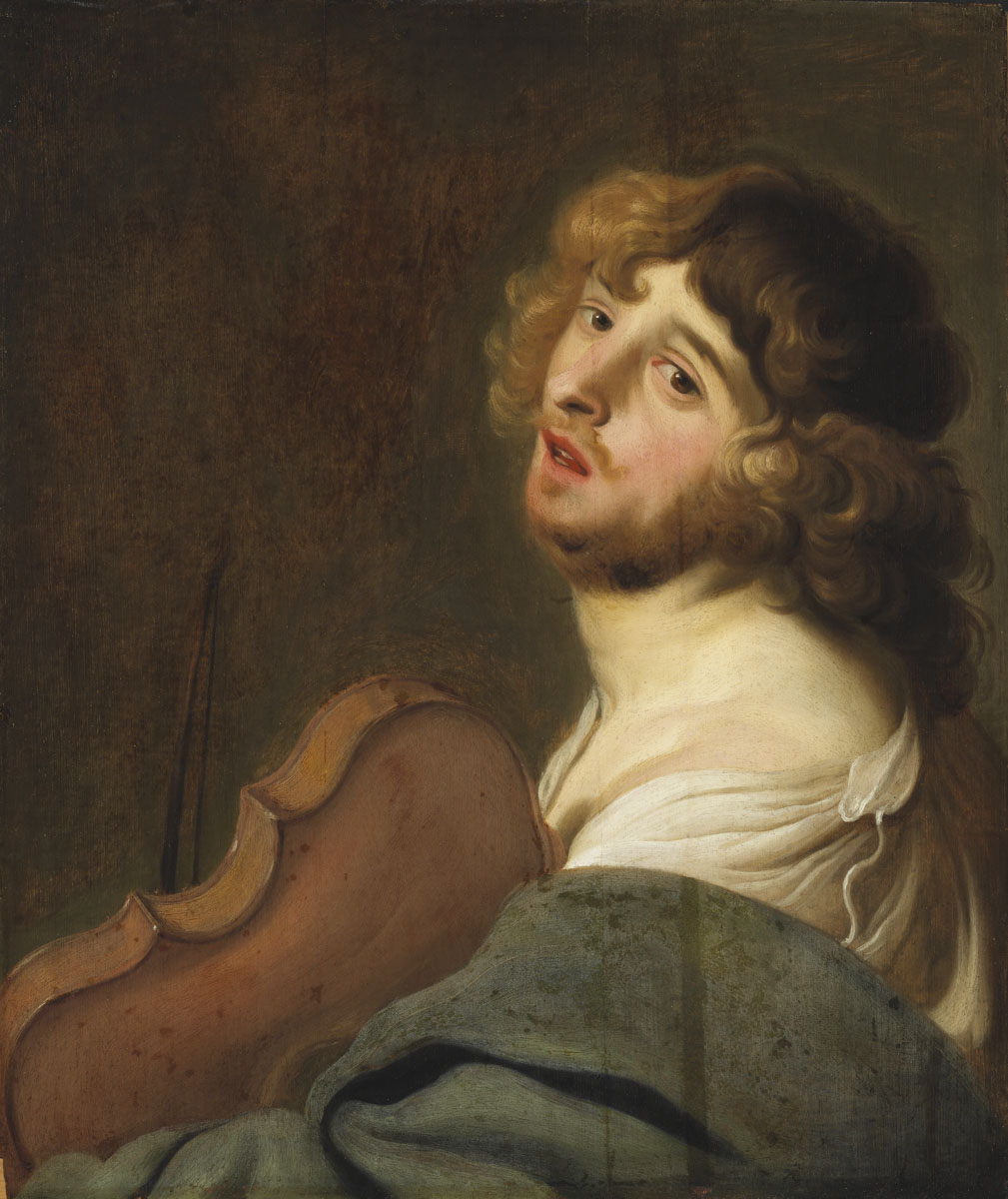
Jacob Adriaensz Backer, 1635

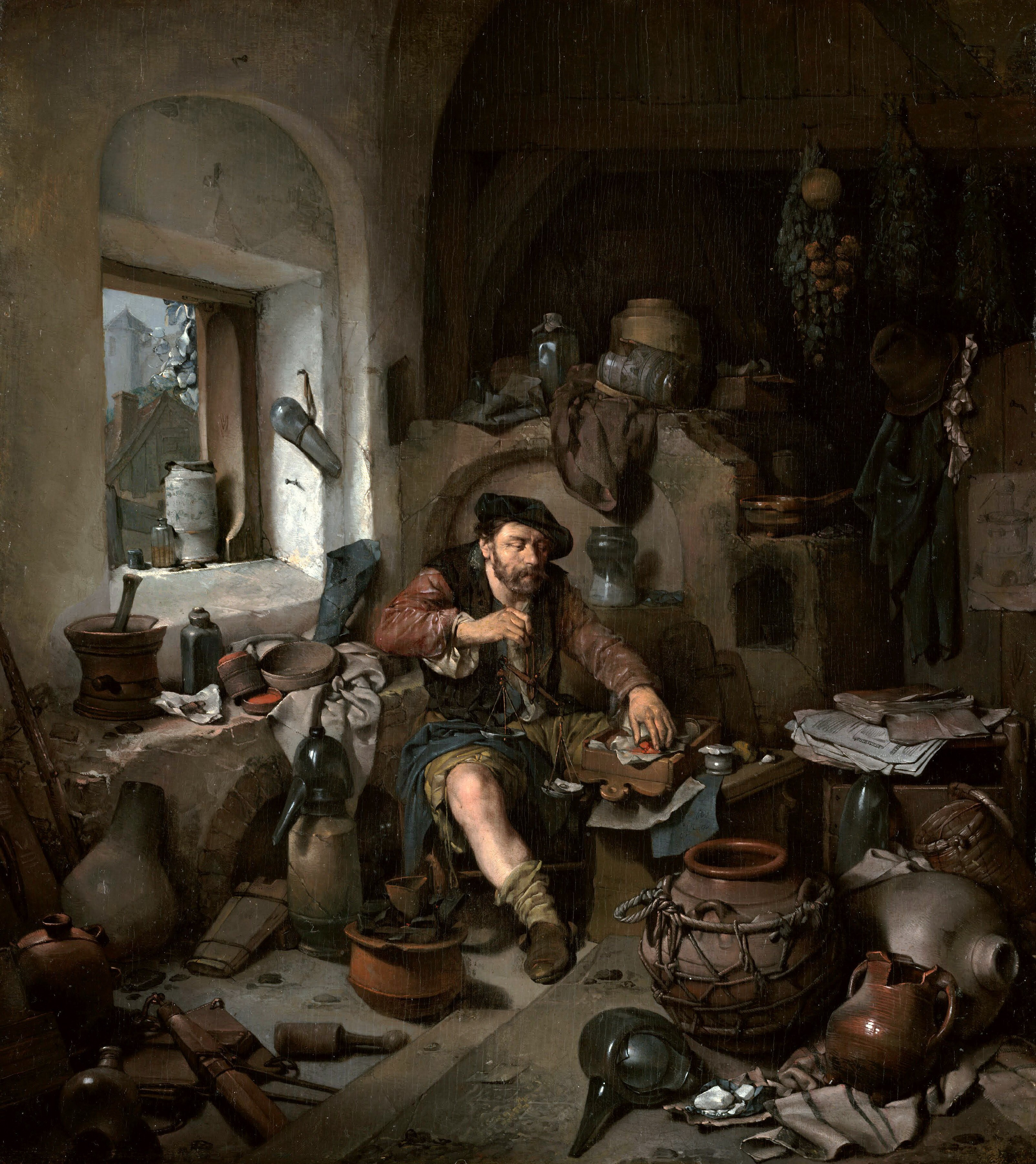
Cornelis Pietersz Bega, 1663

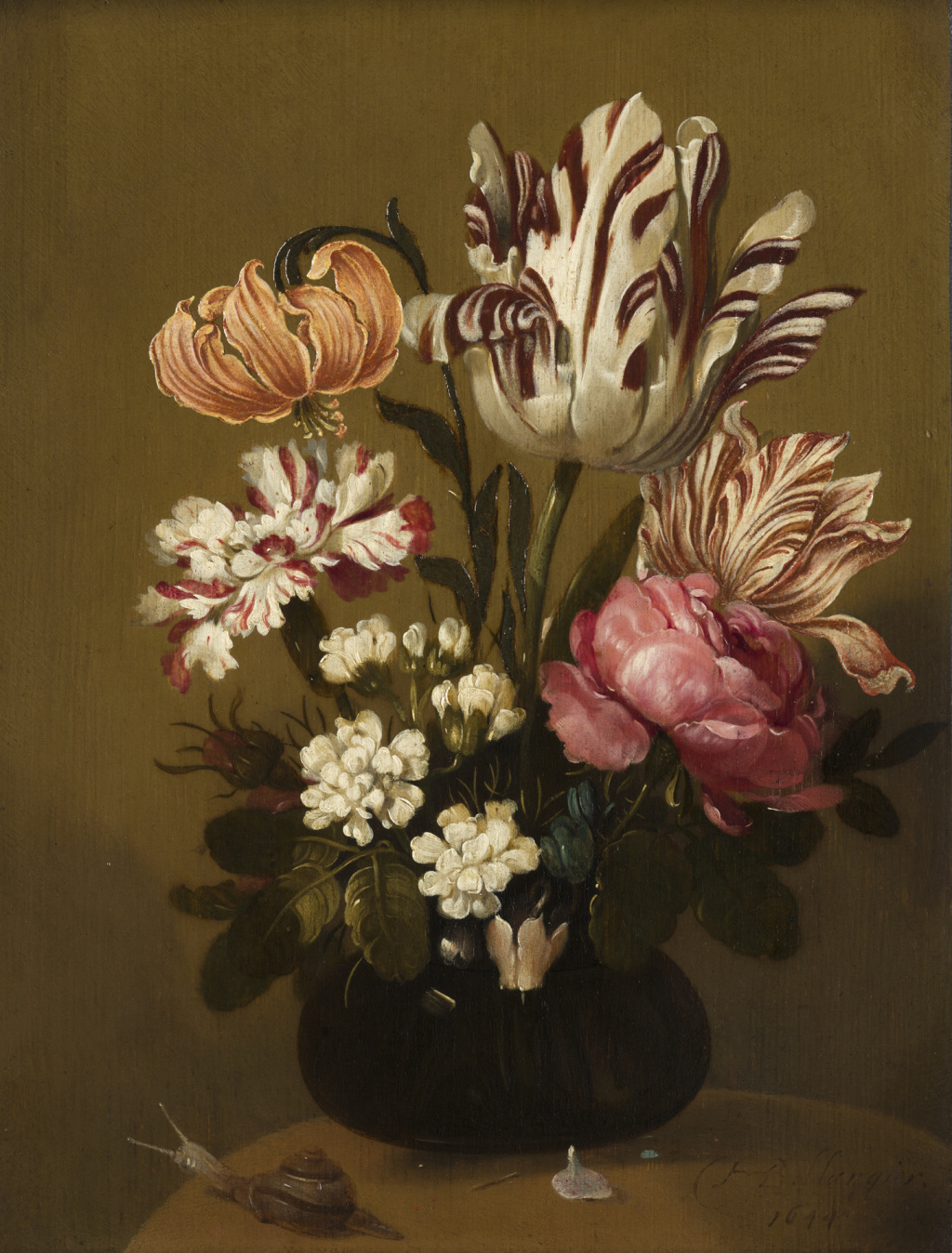
Hans Bollongier, 1644

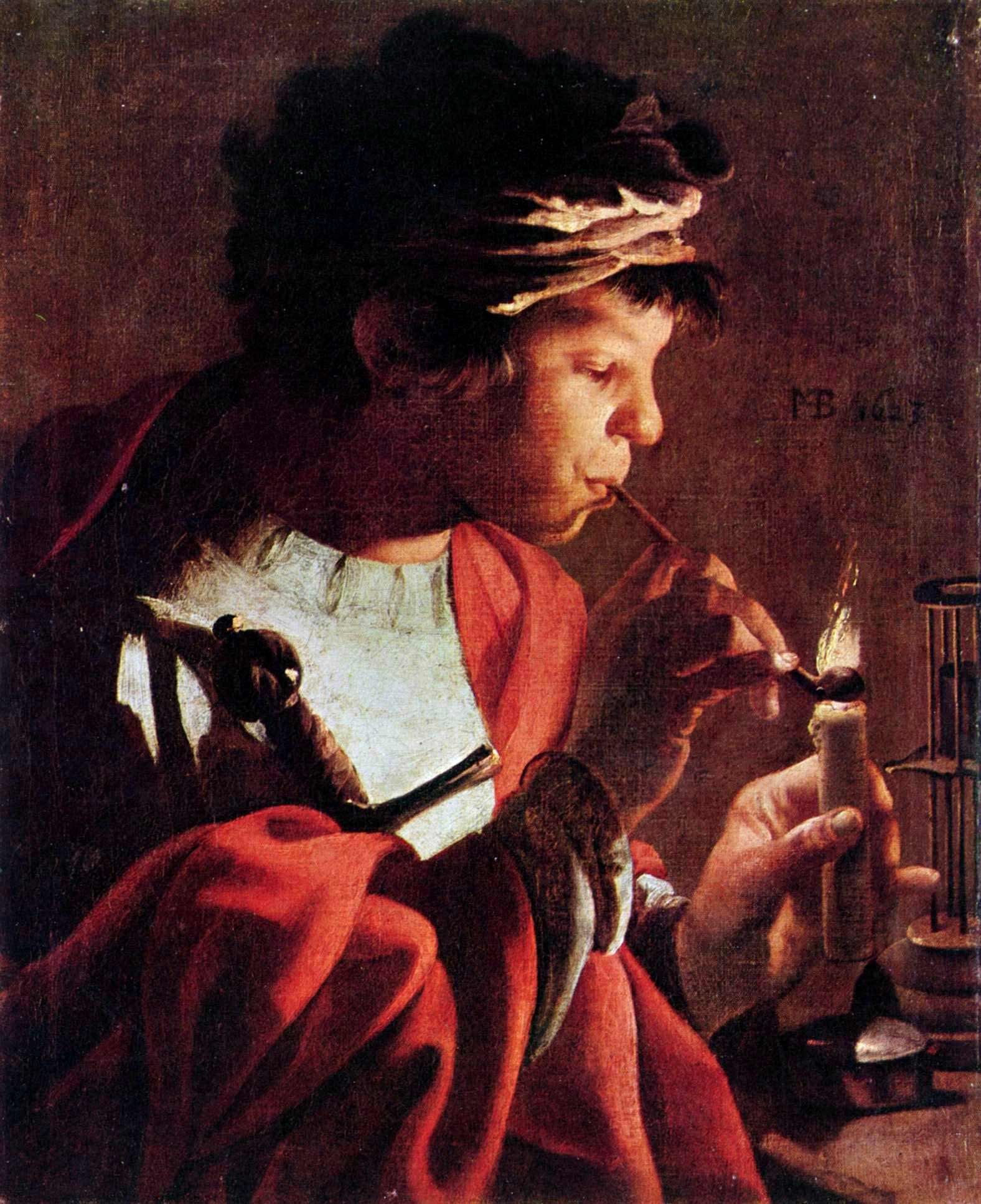
Hendrick ter Brugghen, 1623

- Sara van Baalbergen (Haarlem 1607 - na 1638)
- Dirck van Baburen (Wijk bij Duurstede 1595 - Utrecht 1624)
- Adriaen Backer (Amsterdam 1635 - aldaar 1684)
- Jacob Adriaensz Backer (Harlingen 1608 - Amsterdam 1651)
- Jacobus de Baen (Den Haag 1673 - Wenen 1700)
- Jan de Baen (Haarlem 1633 - Den Haag 1702)
- David Bailly (Leiden 1584 - Leiden 1657)
- Ludolf Bakhuizen (Emden 1630 - Amsterdam 1708)
- Johannes Barra (Den Bosch of Middelburg 1581 - Londen 1634)
- Willem Bartsius (Enkhuizen 1612 - aldaar 1657)
- Hendrik Bary (Gouda ca. 1640 - Gouda 1707)
- Bartholomeus van Bassen (Antwerpen 1590 - Den Haag 1652)
- Gerrit Battem (Rotterdam ca. 1636 - Rotterdam 1684)
- David Beck (Delft 1621 - Den Haag 1656)
- Johannes van der Beeck (Amsterdam 1589 - Amsterdam 1644)
- Andries Beeckman (Hasselt 1628 - Amsterdam 1664)
- Jan Karel Donatus van Beecq (Amsterdam 1638 - aldaar 1722)
- Adriaen Cornelisz. Beeldemaker (Rotterdam 1618 - Den Haag 1709)
- François Beeldemaker (Dordrecht 1659 - Rotterdam 1728)
- Cornelis Beelt (Rotterdam ca. 1630 - Haarlem of Rotterdam 1702)
- Abraham Beerstraaten (Amsterdam 1643 - na 1666)
- Anthonie Beerstraaten (Amsterdam 1646 - na 1665)
- Jan Abrahamsz Beerstraaten (Amsterdam 1622 - Amsterdam 1666)
- Sybrand van Beest (ca. 1610 - 1674)
- Cornelis Pietersz Bega (Haarlem 1632 - Haarlem 1664)
- Abraham Jansz Begeyn (Leiden 1637 - Berlijn 1697)
- Abraham van Beijeren (Den Haag 1620 - Overschie 1690)
- Leendert van Beijeren (Noordwelle 1619/1620 - Amsterdam 1649)
- Jacob Bellevois (Rotterdam 1621 - aldaar 1676)
- Willem van Bemmel (Utrecht 1630 - Neurenberg 1708)
- Johannes van der Bent (Amsterdam ca. 1650 - aldaar 1690)
- Nicolaes Pietersz Berchem (Haarlem 1620 - Amsterdam 1683)
- Gerrit Adriaensz Berckheyde (Haarlem 1638 - Haarlem 1698)
- Job Adriaensz Berckheyde (Haarlem 1630 - Haarlem 1693)
- Hendrick Berckman (Klundert 1629 - Middelburg 1679)
- Pieter van Berendrecht (Haarlem 1616 - Weesp 1672)
- Claes van Beresteyn (Haarlem 1617/1627/1637 - aldaar 1684)
- Dirck van Bergen (Haarlem ca. 1645 - aldaar na 1690)
- Gillis Gillisz. de Bergh (Delft ca. 1600 - aldaar 1669)
- Jan van den Bergh (Alkmaar 1587 – aldaar 1660)
- Matthijs van den Bergh (Ieper 1618 - Alkmaar 1687)
- Christoffel van den Berghe (Middelburg 1590 - Middelburg 1645)
- Wilhelmus Beurs (Dordrecht 1656 - Zwolle 1700)
- Cornelis de Bie (1621 - Amsterdam 1664)
- Jan van Bijlert (Utrecht 1597 - Utrecht 1671)
- Barend Bispinck (Dordrecht 1622 - na 1658)
- Cornelis Bisschop (Dordrecht 1630 - Dordrecht 1674)
- Jan de Bisschop (Amsterdam 1628 - Den Haag 1671)
- Jan Theunisz. Blanckerhoff (Alkmaar 1628 - Amsterdam 1669)
- Richard van Bleeck (Den Haag 1670 - Londen na 1748)
- Peter van Bleeck (Den Haag 1697 - Londen 1764)
- Dirck Bleker (Haarlem ca. 1621 - onbekend voor 1702)
- Gerrit Claesz Bleker (Haarlem ca. 1600 - Haarlem 1656)
- Daniël de Blieck (Middelburg ca. 1610 - aldaar 1673)
- Jacob Reyersz Block (Gouda 1598/1599 - Sint-Winoksbergen ≥1646)
- Abraham Bloemaert (Gorinchem 1566 - Utrecht 1651)
- Adriaen Bloemaert (Utrecht ca. 1609 - aldaar 1666)
- Cornelis Bloemaert (Utrecht 1603 - Rome 1692)
- Hendrick Bloemaert (Utrecht 1601 of 1602 - aldaar 1672)
- Reyer van Blommendael (Amsterdam 1628 - Haarlem 1675)
- Arnoldus Bloemers (Amsterdam 1792 - Den Haag 1844)
- Pieter de Bloot (Rotterdam 1601 - Rotterdam 1658)
- Zacharias Blyhooft (ca. 1630 - Middelburg 1681)
- Maarten Boelema (de stomme) (Leeuwarden 1611 - Haarlem 1644)
- Hendrick Bogaert (Amsterdam 1630 – aldaar 1675)
- Ferdinand Bol (Dordrecht 1616 - Amsterdam 1680)
- Hans Bollongier (Haarlem ca. 1600 - Haarlem 1675)
- Horatius Bollongier (Haarlem 1601 - Haarlem 1675)
- Paulus Bor (Amersfoort 1601 - Amersfoort 1669)
- Gerard (I) ter Borch (Zwolle 1583 - Zwolle 1662)
- Gerard (II) ter Borch (Zwolle 1617 - Deventer 1681)
- Gesina ter Borch (Zwolle 1633 - Deventer 1690)
- Moses ter Borch (Zwolle 1645 - Harwich 1667)
- Johannes Borman (Den Haag ca. 1620 - Amsterdam na 1659)
- Pieter Borsseler (Middelburg 1633/34 - aldaar na 1787)
- Anthonie van Borssom (Amsterdam 1631 - Amsterdam 1677)
- Jasper van den Bos (Hoorn 1634 – aldaar 1656)
- Abraham Bosschaert (Middelburg 1612 - Utrecht 1643)
- Ambrosius (I) Bosschaert (Antwerpen 1573 - Den Haag 1621)
- Ambrosius (II) Bosschaert (Utrecht 1609 - Utrecht 1645)
- Andries Both (Utrecht 1612 - Venetië 1642)
- Jan Both (Utrecht ca. 1614 - Utrecht 1652)
- Esaias Boursse (Amsterdam 1631 - op zee 1672)
- Richard Brakenburg (Haarlem 1650 - Haarlem 1702)
- Leonard Bramer (Delft 1596 - Delft 1674)
- Dirck de Bray (Haarlem ca. 1635 - Goch 1694)
- Jan de Bray (Haarlem 1627 - Haarlem 1697)
- Joseph de Bray (Haarlem ? - Haarlem 1664)
- Salomon de Bray (Amsterdam 1597 - Haarlem 1664)
- Bartholomeus Breenbergh (Deventer 1598 - Amsterdam 1657)
- Quiringh Gerritsz van Brekelenkam (Zwammerdam 1622 - Leiden 1669)
- Elias van den Broeck (Antwerpen 1649 - Amsterdam 1708)
- André Broedelet (Batavia 1872 – Leiden 1936)
- Jan Gerritsz van Bronckhorst (Utrecht 1603 - Amsterdam 1661)
- Adriaen Brouwer (Oudenaarde 1605 - Antwerpen 1638)
- Hendrick ter Brugghen (Utrecht 1588 - Utrecht 1629)
- Hendrick van der Burgh (Naaldwijk 1627 - Leiden? na 1666)
- Willem Pietersz Buytewech (Rotterdam 1591 - Rotterdam 1624)

- Arent Arentsz (Amsterdam 1586 - Amsterdam 1631)
- Jan I van Call (Nijmegen 1656 - Den Haag 1703)
- Abraham van Calraet (Dordrecht 1642 - Dordrecht 1722)
- Jacob van Campen (Haarlem 1596 - Amersfoort 1657)
- Govert Dircksz Camphuysen (Gorinchem 1623 - Amsterdam 1672)
- Jan van de Cappelle (Amsterdam 1626 - Amsterdam 1679)
- Pieter Claesz. (Berchem 1597 - Haarlem 1660)
- Jacques de Claeuw (Dordrecht 1642 - Leiden na 1694)
- Pieter Codde (Amsterdam 1599 - Amsterdam 1678)
- Edwaert Collier (Breda ca. 1640 - Londen 1708)
- Herman Collenius (Kollum 1650 – Groningen 1723)
- Adriaen Coorte (IJzendijke ca. 1660 - Middelburg na 1707)
- Hendrick Coster (Arnhem? ca. 1615 - Groningen? na 1664)
- Christiaen van Couwenbergh (Delft 1604 - Keulen 1667)
- Wouter Crabeth (Gouda 1594 - Gouda 1644)
- Anthonie Jansz. van der Croos (Alkmaar 1606 - Den Haag 1663)
- Aelbert Cuyp (Dordrecht 1620 - Dordrecht 1691)
- Benjamin Gerritsz Cuyp (Dordrecht 1612 - Dordrecht 1652)
- Jacob Gerritsz. Cuyp (Dordrecht 1594 - Dordrecht 1652)

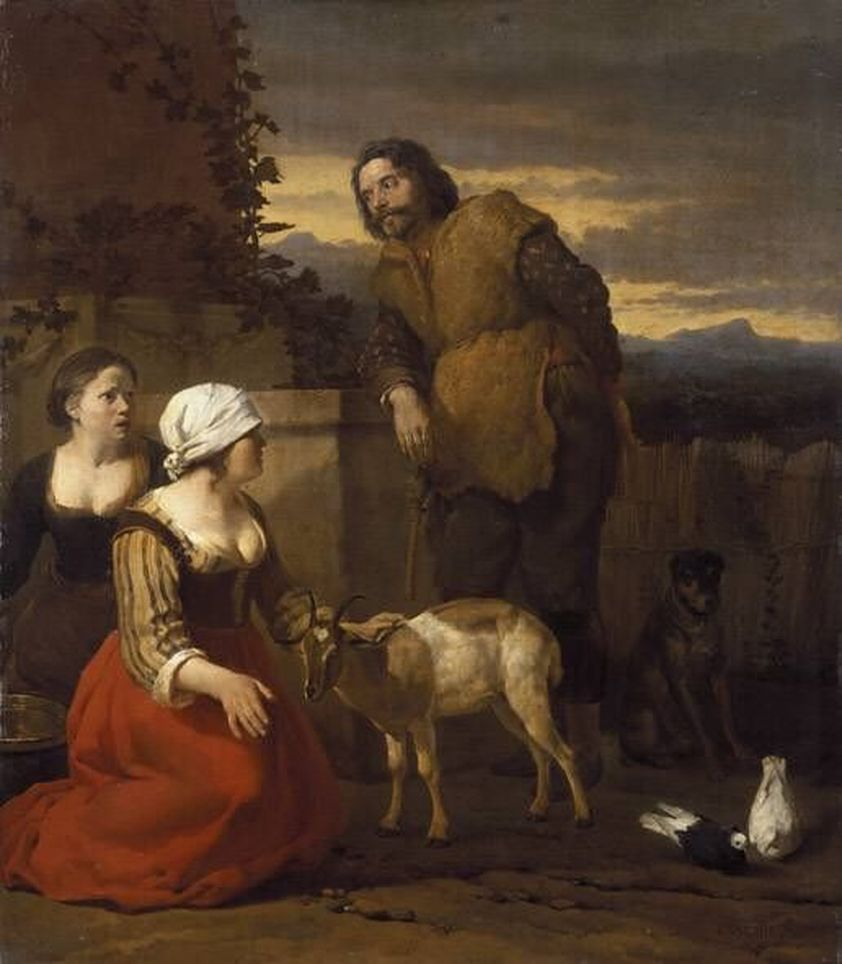
Karel Dujardin, midden 17e eeuw

- Hendrick Danckerts (Den Haag 1625 - Amsterdam 1680)
- Cornelis Gerritsz. Decker (Haarlem? 1623 - Haarlem 1678)
- Dirck van Delen (Heusden 1605 - Arnemuiden1671)
- Cornelis Jacobsz. Delff (Gouda 1570 - Delft 1643)
- Jacob Willemsz. Delff (II) (Delft 1619 - Delft 1661)
- Willem Jacobsz. Delff (Delft 1580 - Delft 1638)
- Abraham van Diepenbeeck ('s-Hertogenbosch 1596 - Antwerpen 1675)
- Abraham Diepraam (Rotterdam 1622 - Rotterdam? 1670)
- Adriaen van Diest (Den Haag 1655 - Londen 1704)
- Jeronymus van (I) Diest (Den Haag ca. 1600 - ?)
- Jeronymus van (II) Diest (Den Haag 1631 - Den Haag na 1677)
- Willem van Diest (Den Haag? 1590/1610 - 1668/1688)
- Jacob van der Does (Amsterdam 1623 - Sloten 1673)
- Simon van der Does (Den Haag 1653 - Antwerpen 1717)
- Gerard Donck (ca. 1600 - ca. 1650)
- Lambert Doomer (Amsterdam 1624 - Amsterdam 1700)
- Gerard Dou (Leiden 1613 - Leiden 1675)
- Willem Doudijns Den Haag 1630 - Den Haag 1697
- Cornelis Droochsloot (Utrecht 1630 - na 1673)
- Joost Cornelisz Droochsloot (Utrecht 1586 - Utrecht 1666)
- Willem Drost (Amsterdam 1633 - Amsterdam 1659)
- Pieter Dubordieu (L'Île-Bouchard 1609 - Amsterdam? na 1678)
- Jacob Duck (Utrecht 1600 - Utrecht 1667)
- Jan Duif (Gouda 1617 - Gouda 1649)
- Karel Dujardin (Amsterdam 1626 - Venetië 1678)
- Heyman Dullaert (Rotterdam 1636 - Rotterdam 1684)
- Cornelis Dusart (Haarlem 1660 - Haarlem 1704)
- Pieter Duyfhuysen (Rotterdam 1608 - Rotterdam 1677)
- Willem Cornelisz. Duyster (Amsterdam 1599 - Amsterdam 1635)
- Floris Claesz. van Dyck (Haarlem 1575 - Haarlem 1651)
- Gerbrand van den Eeckhout (Amsterdam 1621 - Amsterdam 1674)
- Justus van Egmont (Leiden 1601 - Antwerpen 1674)
- Simon Eikelenberg (Alkmaar 1663 – Alkmaar 1738)
- Pieter Janssens Elinga (Brugge 1623 - Amsterdam 1682)
- Jacob Esselens (Amsterdam 1626 - Amsterdam 1687)
- Allaert van Everdingen (Alkmaar 1617 - Amsterdam 1675)
- Cesar Boetius van Everdingen (Alkmaar 1617 - Alkmaar 1678)
- Willem Eversdijck (Goes 1616/1620 - Middelburg 1671)

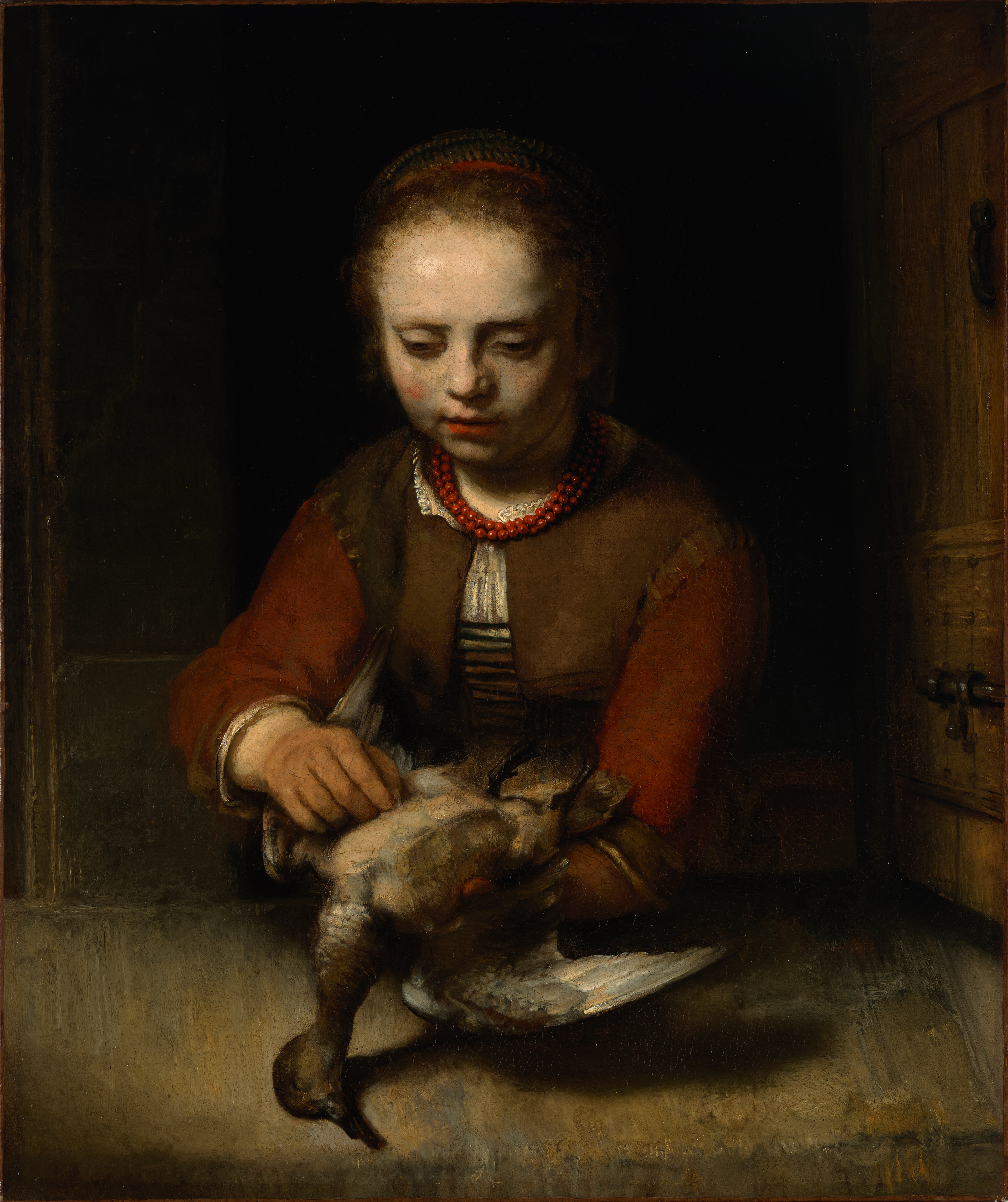
Barent Fabritius

- Barent Fabritius (Middenbeemster 1624 - Amsterdam 1673)
- Carel Fabritius (Middenbeemster 1622 - Delft 1654)
- Govert Flinck (Kleef 1615 - Amsterdam 1660)
- Bartram de Fouchier (Bergen op Zoom 1609 - Bergen op Zoom 1673)
- Jan Baptist van Fornenburgh (Antwerpen ca. 1590 - Den Haag 1648)
- Hendrik de Fromantiou (Maastricht 1633 - Potsdam? na 1700)
- Abraham Furnerius (Rotterdam 1628 - Rotterdam 1654)

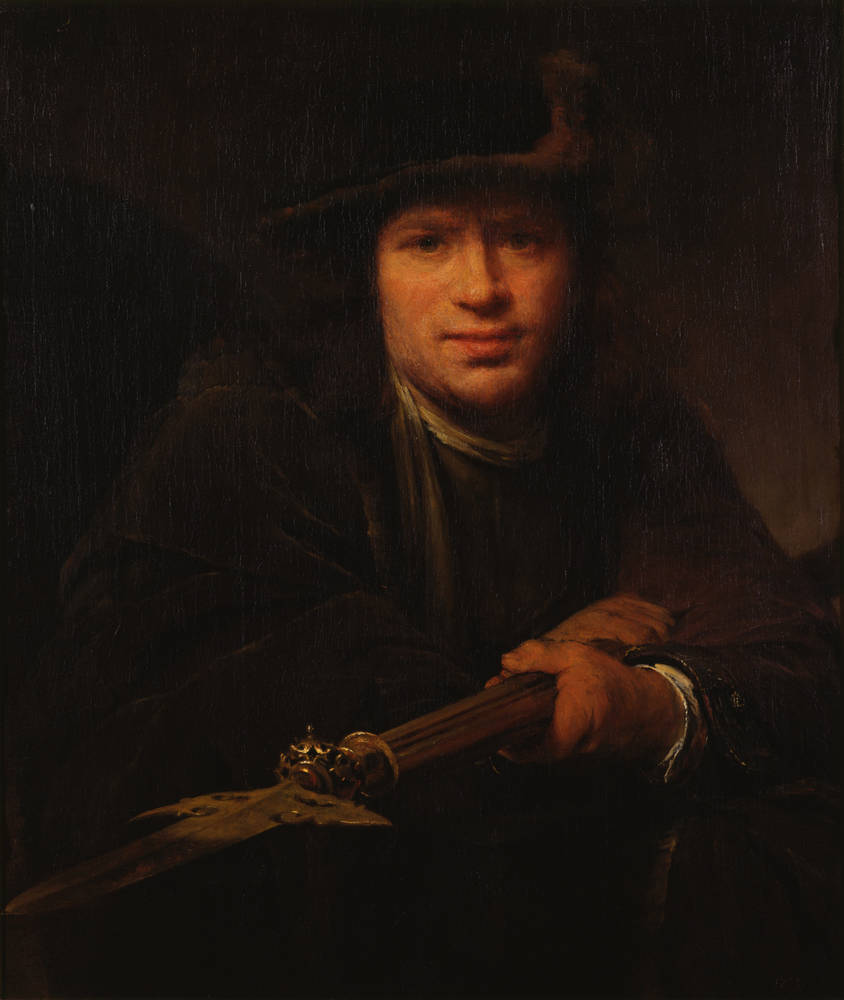
Arent de Gelder, ca. 1696

- Wybrande de Geest (Leeuwarden 1592 - Leeuwarden ca. 1661)
- Arent de Gelder (Dordrecht 1645 - Dordrecht 1727)
- Jacob de (II) Gheyn (Antwerpen 1565 - Den Haag 1629)
- Jacob Gillig (Utrecht ca. 1636 - aldaar 1701)
- Nicolaes Gillis (Antwerpen - Haarlem 1632 of later)
- Diana Glauber (Amsterdam 1650 – Hamburg na 1721)
- Hendrick Goudt (Den Haag ca. 1583 - Utrecht 1648)
- Jan Josefsz van Goyen (Leiden 1596 - Den Haag 1656)
- Maria de Grebber (Haarlem 1602 - Enkhuizen 1680)
- Pieter Fransz de Grebber (Haarlem ca. 1600 - Haarlem 1652)
- Aleida Greve (Zwolle 1670 – Zwolle 1742)
- Jan (I) Griffier (Amsterdam 1645 - Londen 1718)

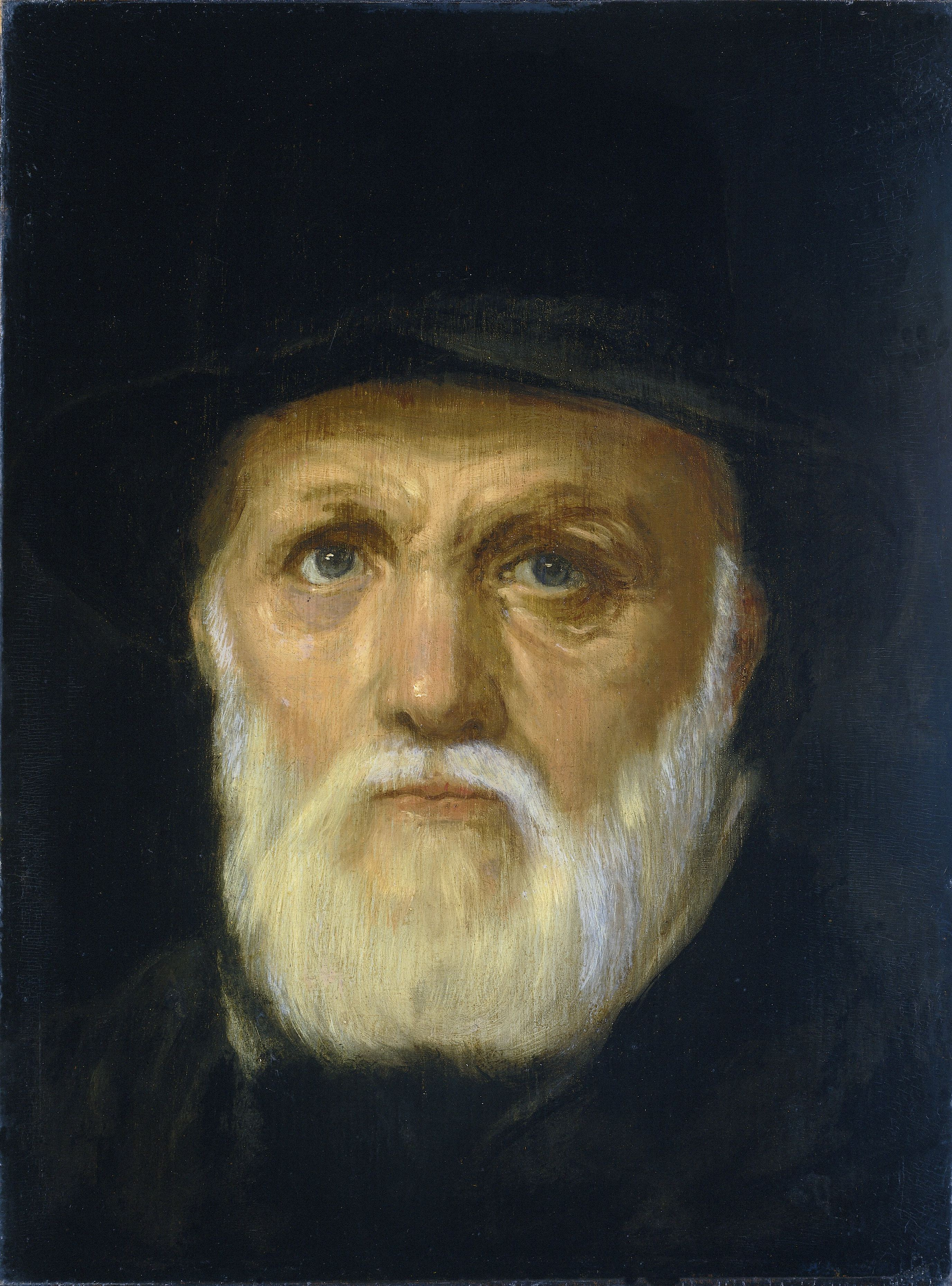
Cornelis van Haarlem, ca. 1590

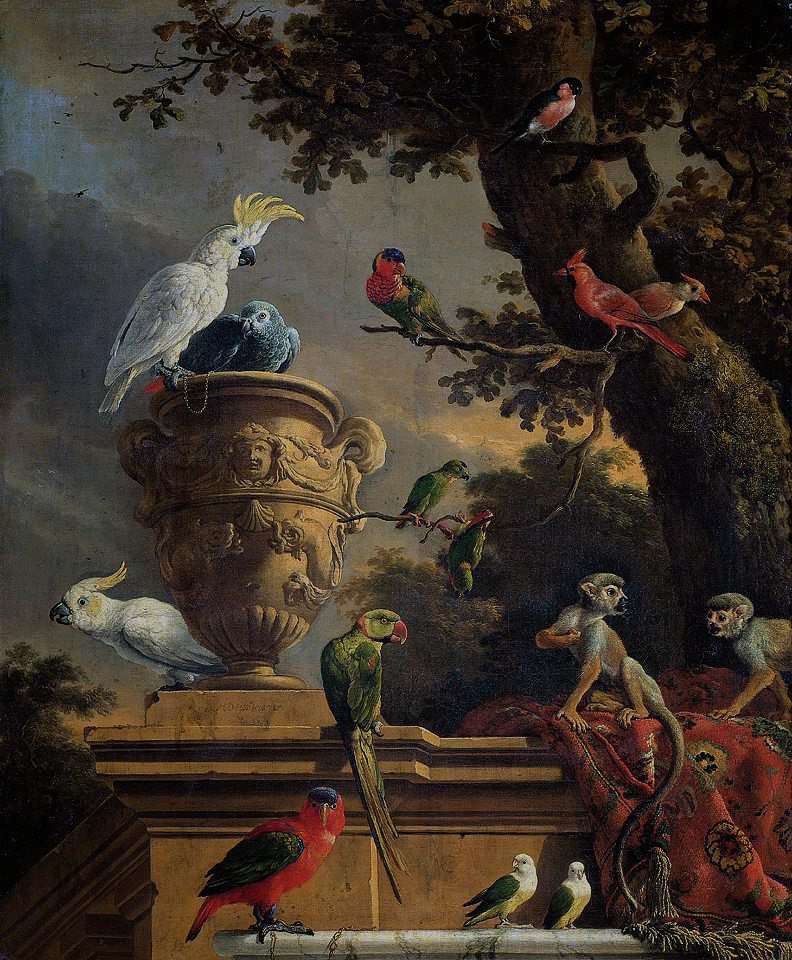
Melchior d'Hondecoeter

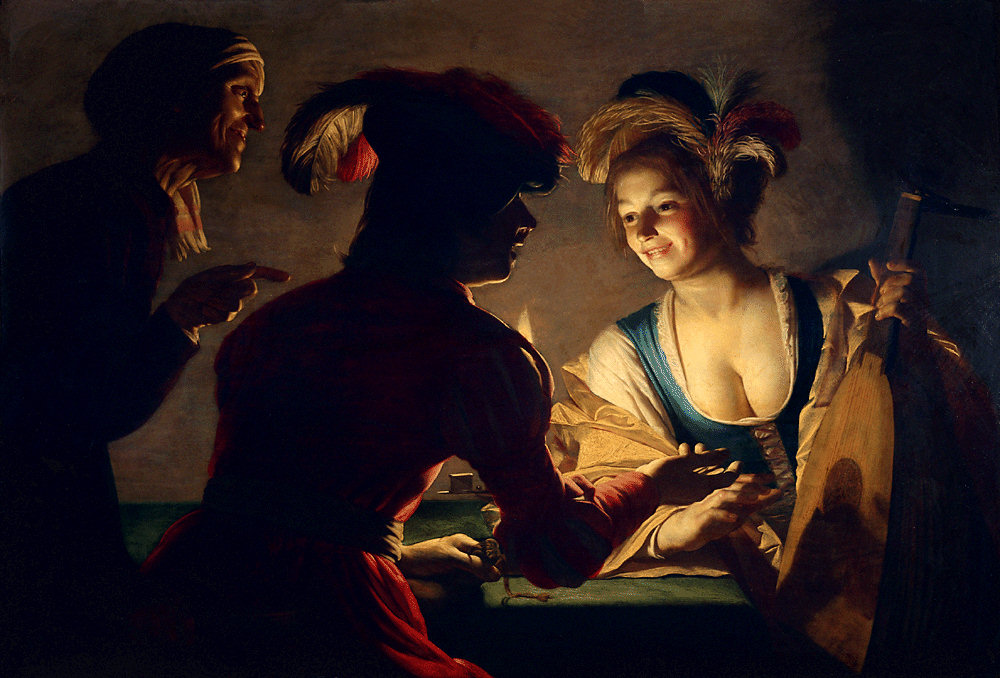
Gerard van Honthorst, 1625

- Joris van der Haagen (Arnhem 1615 - Den Haag 1669)
- Cornelis Cornelisz. van Haarlem (Haarlem 1562 - Haarlem 1638)
- Jan Hackaert (Amsterdam 1628 - Amsterdam na 1685)
- Dirck Hals (Haarlem 1591 - Haarlem 1656)
- Frans Hals (Antwerpen 1582 - Haarlem 1666)
- Adriaen Hanneman (Den Haag ca. 1604 - Den Haag 1671)
- Margaretha Haverman (Breda 1693 - ?)
- Daniël Haringh (Loosduinen 1641 - aldaar 1713)
- Jan Lucasz. van Hasselt (voor 1600-na 1653)
- Claes Dircksz. van der Heck (Alkmaar ca. 1595 - Alkmaar 1649)
- Abraham van den Hecken (Antwerpen ca. 1610 - Amsterdam? na 1655)
- Gerret Willemsz. Heda (Haarlem ca. 1625 - Haarlem 1649)
- Willem Claesz Heda (Haarlem 1594 - Haarlem 1680)
- Cornelis de Heem (Leiden 1631 - Antwerpen 1695)
- David Cornelisz de Heem (Antwerpen 1663 - Den Haag? na 1701)
- Jan Davidsz de Heem (Utrecht 1606 - Antwerpen 1683)
- Egbert van Heemskerck (Haarlem 1634 - Londen 1704)
- Dirck Helmbreeker (Haarlem 1633 - Rome 1696)
- Bartholomeus van der Helst (Haarlem 1613 - Amsterdam 1670)
- Jacob de Heusch (Utrecht 1657 - Amsterdam 1701)
- Willem de Heusch (Utrecht 1625 - Utrecht 1692)
- Jan van der Heyden (Gorinchem 1637 - Amsterdam 1712)
- Meindert Hobbema (Amsterdam 1638 - Amsterdam 1709)
- Gerard Hoet (Zaltbommel 1648 - Den Haag 1733)
- Gerard Hoet (de Jonge) (Utrecht 1698 - Den Haag 1760)
- Sophia Holt (Zwolle 1658 – Zwolle 1734)
- Gillis Claesz. Hondecoeter (Mechelen ca. 1575 – Amsterdam 1638)
- Gijsbert Hondecoeter (Utrecht? 1604 – Utrecht 1653)
- Melchior d' Hondecoeter (Utrecht 1636 - Amsterdam 1695)
- Abraham Hondius (Rotterdam 1625 - Londen 1691)
- Gerard van Honthorst (Utrecht 1592 - Utrecht 1656)
- Pieter de Hooch (Rotterdam 1629 - Amsterdam 1684)
- Samuel van Hoogstraten (Dordrecht 1627 - Dordrecht 1678)
- Arnold Houbraken (Dordrecht 1660 - Amsterdam 1719)
- Gerard Houckgeest (Den Haag 1600 - Bergen op Zoom 1661)
- Jan van Huchtenburg (Haarlem 1647 - Amsterdam 1733)
- Frans de Hulst (Haarlem ca. 1610 - Haarlem 1661)
- Pierre van Ierssel (Breda 1916 - Breda 1951)
- Lambert Jacobsz (Amsterdam ca. 1598 - Leeuwarden 1636)
- Ludolf Leendertsz de Jongh (Overschie 1616 - Hillegersberg 1679)
- Cornelis Jonson van Ceulen (Londen 1593 - Utrecht 1661)

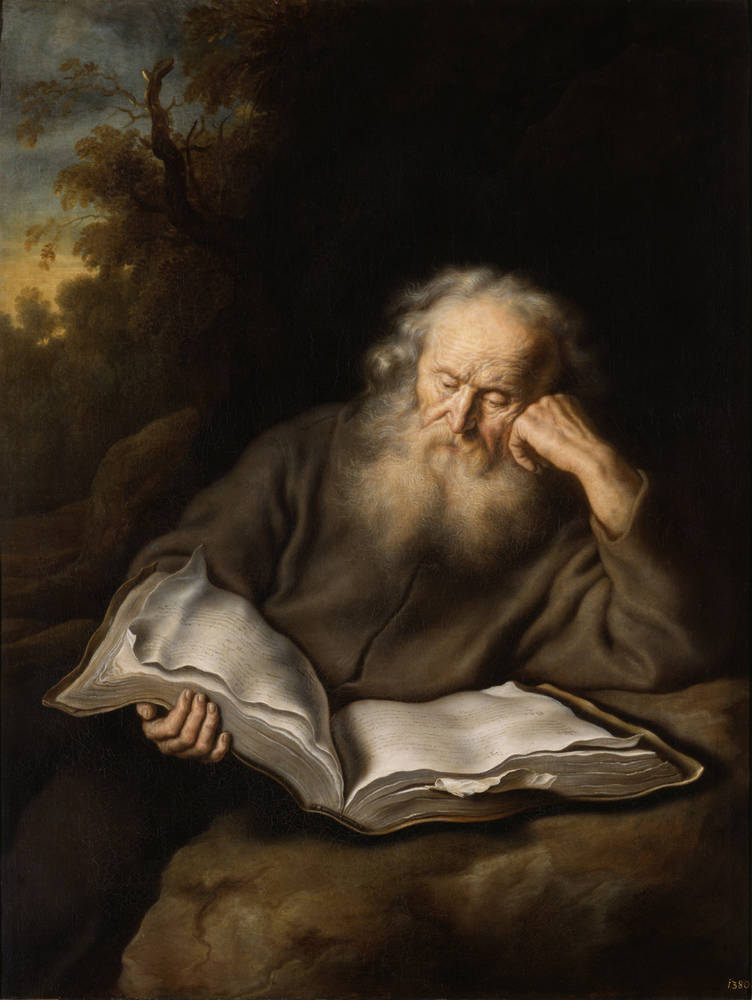
Salomon Koninck, 1643

- Adriaen van der Kabel (Rijswijk 1630 - Lyon 1705)
- Willem Kalf (Rotterdam 1619 - Amsterdam 1693)
- Jan van Kessel (Amsterdam 1641 - Amsterdam 1680)
- Jan (II) van Kessel (Antwerpen 1654 - Madrid 1708)
- Thomas de Keyser (Amsterdam 1596 - Amsterdam 1667)
- Cornelis Kick (Amsterdam 1634 - Amsterdam 1681)
- Simon Kick (Delft 1603 - Amsterdam 1652)
- Josephus Augustus Knip (Tilburg 1777 - Berlicum 1847)
- Henriëtta Geertrui Knip (Tilburg 1783 – Haarlem 1842)
- Isaac Koedijck (Amsterdam 1618 - Amsterdam 1668)
- Roelof Koets (Haarlem ca. 1592 - Haarlem 1654)
- Philips Koninck (Amsterdam 1619 - Amsterdam 1688)
- Salomon Koninck (Amsterdam 1609 - Amsterdam 1656)
- Pieter Cornelisz. Kunst (Leiden 1484/1490 - Leiden 1560/1561)
- Pierre Jean van de Laar (Kessel 1871 – Heerlen 1943)
- Nicolaes Lachtropius (Amsterdam? ca. 1640 - Alphen? na 1700)
- Pieter van Laer (Haarlem 1599 - Haarlem? 1642)
- Gerard de Lairesse (Luik 1640 - Amsterdam 1711)
- Pieter Lastman (Amsterdam 1583 - Amsterdam 1633)
- Anthonie Leemans (Den Haag 1631 - Amsterdam 1673)
- Johannes Leemans (Den Haag 1633 - Den Haag 1688)
- Pieter Leermans (ca. 1635 - Leiden 1607)
- Sir Peter Lely (Soest (Duitsland) 1618 - Londen 1680)
- Jacobus Leveck (Dordrecht 1634 - Dordrecht 1675)
- Judith Leyster (Haarlem 1609 - Heemstede 1660)
- Cornelius Liefrinck (Leiden 1581 - na 1652)
- Jan Lievens (Leiden 1607 - Amsterdam 1674)
- Johannes Lingelbach (Frankfurt am Main 1622 - Amsterdam 1674)
- Dirck van der Lisse (Den Haag 1607 - Den Haag 1669)
- Isaack Luttichuys (Londen 1616 - Amsterdam 1673)
- Simon Luttichuys (Londen 1610 - Amsterdam 1661

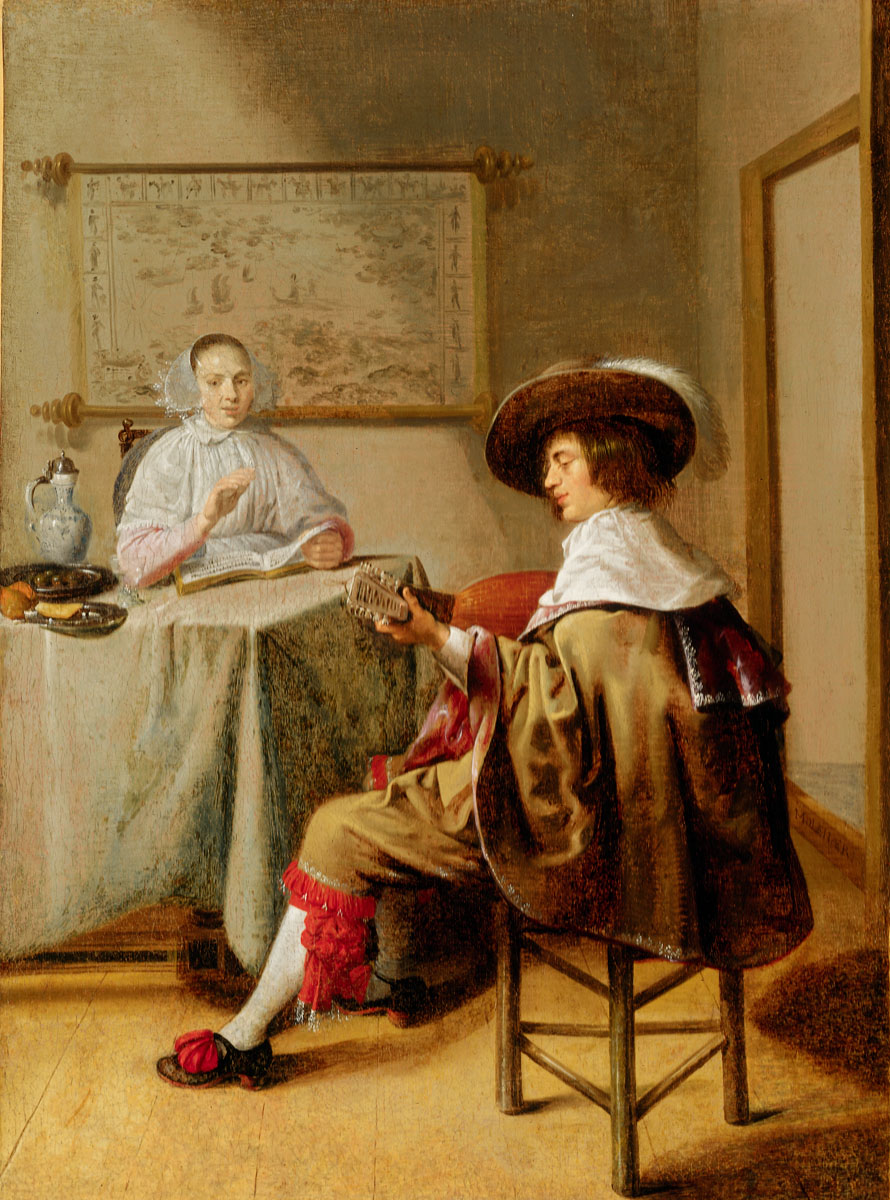
Jan Miense Molenaer, ca. 1650

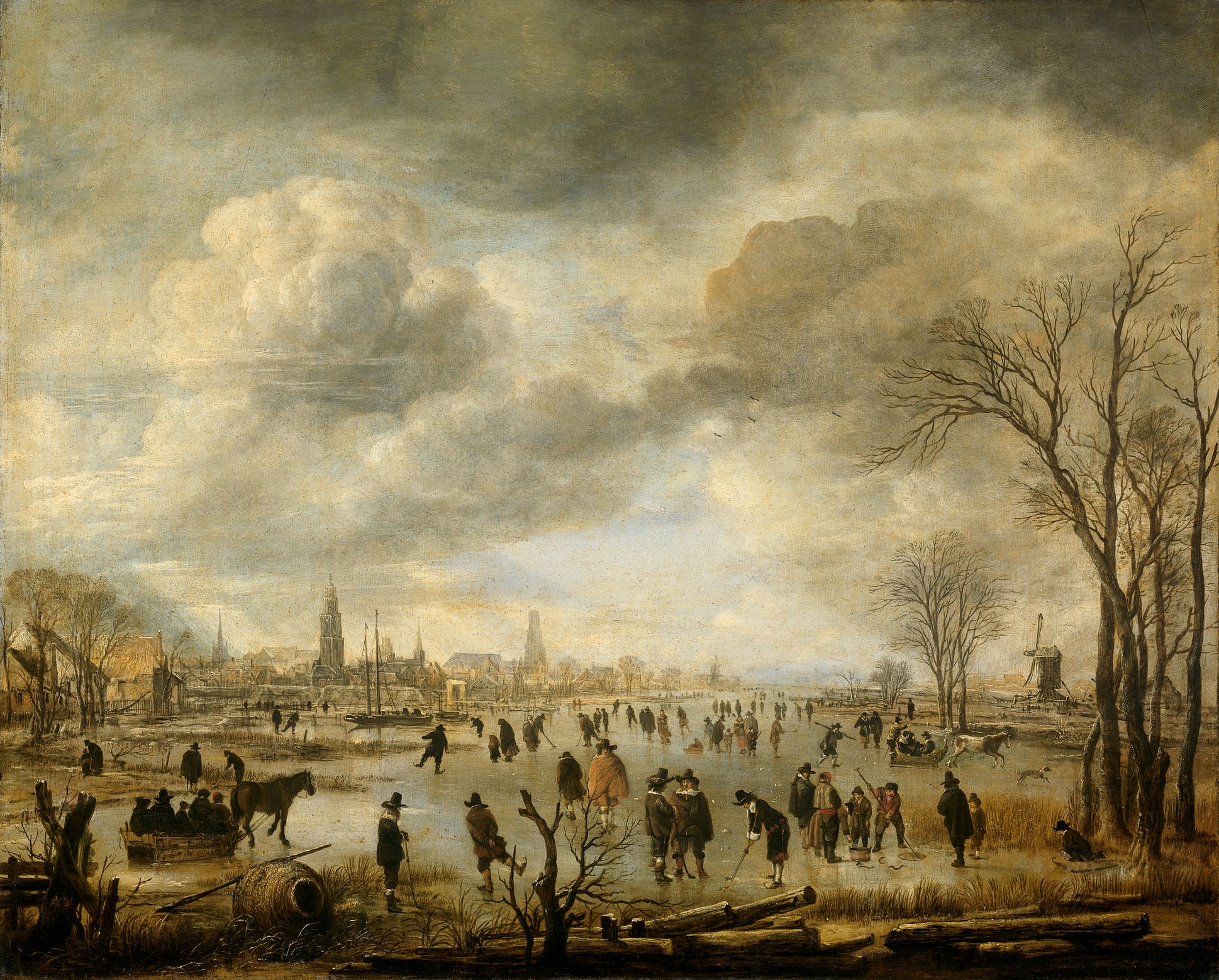
Aert van der Neer, ca. 1650

- Nicolaes Maes (Dordrecht 1634 - Amsterdam 1693)
- Vincent Malo, ook genoemd Vincenzo Armanno (Kamerijk ca. 1605 - Rome ca. 1650)
- Cornelis de Man (Delft 1621 - Delft 1706)
- Jacobus Sibrandi Mancadan (Minnertsga? 1602 - Tjerkgaast 1680)
- Cornelia van Marle (Zwolle 1661 – Groningen 1698)
- monogrammist EM (Zwolle? tussen ca. 1647 en ca. 1654)
- Daniël (II) Marot (Londen 1695 - Den Haag 1769)
- Jacob Marrell (Frankenthal 1614 - Frankfurt am Main 1681)
- Otto Marseus van Schrieck (Nijmegen 1619 - Amsterdam 1678)
- Jacob Matham (Haarlem 1571 - Haarlem 1631)
- Barend van der Meer (Haarlem 1659 - Haarlem? ca. 1700)
- Jan van der Meer (Haarlem 1656 - Haarlem 1705)
- Johan van der Meer (Schipluiden - Vreeswijk voor 1697)
- Gabriël Metsu (Leiden 1629 - Amsterdam 1669)
- Michiel Jansz. van Mierevelt (Delft 1567 - Delft 1641)
- Frans (I) van Mieris (Leiden 1635 - Leiden 1681)
- Jan van Mieris (Leiden 1660 - Rome 1690)
- Abraham Mignon (Frankfurt am Main1640 - Utrecht 1679)
- Daniël Mijtens (Delft 1590 - Den Haag 1647)
- Johannes Mijtens (Den Haag 1614 - Den Haag 1670)
- Nicolaes Moeyaert (Durgerdam 1592 - Amsterdam 1655)
- Jan Miense Molenaer (Haarlem 1610 - Haarlem 1668)
- Nicolaes Molenaer (Haarlem voor 1630 - Haarlem 1676)
- Pieter de Molijn (Londen 1595 - Haarlem 1661)
- Carel de Moor (Leiden 1655 - Warmond 1738)
- Paulus Moreelse (Utrecht 1571 - Utrecht 1638)
- Jacob van Mosscher (Haarlem ca. 1605 - Haarlem na 1655)
- Frederik de Moucheron (Emden 1633 - Amsterdam 1686)
- Cees Mudde (Renswoude 1959 - )
- Pieter Mulier (de Oude) (Haarlem ca. 1600 - Amsterdam 1659)
- Pieter Mulier (de Jonge) (Haarlem 1637 - Milaan 1701)
- Jan Harmensz Muller (Amsterdam 1571 - Amsterdam 1628)
- Michiel van Musscher (Rotterdam 1645 - Amsterdam 1705)
- Jan Barentsz. Muyckens (Leiden 1595 - Amsterdam 1665)

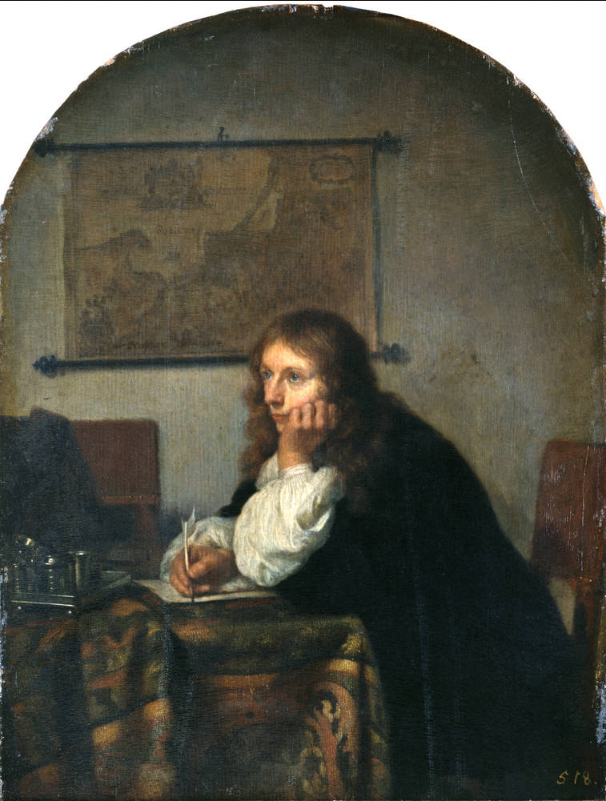
Caspar Netscher, 1665

- Matthijs Naiveu (Leiden 1647 - Amsterdam 1726)
- Herman Naiwincx (Schoonhoven1623 - Hamburg? ca. 1670)
- Aert van der Neer (Amsterdam 1603 - Amsterdam 1677)
- Eglon van der Neer (Amsterdam 1634 - Düsseldorf 1703)
- Caspar Netscher (Heidelberg 1639 - Den Haag 1684)
- Willem van Nieulandt (Antwerpen 1583 - Amsterdam 1635)
- Elias van Nijmegen (Nijmegen 1667 - Rotterdam 1755)
- Reinier Nooms (Amsterdam 1623 - Amsterdam 1664)
- Jan van Noordt (Amsterdam? 1624 - Amsterdam? na 1676)
- Jacob Ochtervelt (Rotterdam 1634 - Amsterdam 1682)
- Jan Olis (Gorinchem 1610 - Heusden 1676)
- Maria van Oosterwijck (Nootdorp 1630 - Uitdam 1693)
- Adriaen van Ostade (Haarlem 1610 - Haarlem 1685)
- Isaac van Ostade (Haarlem 1621 - Haarlem 1649)
- Anthonie Palamedesz. (Delft 1601 - Amsterdam 1673)
- Reinier van Persijn (Alkmaar 1615 - Gouda 1668)
- N.L. Peschier (ca. 1660)
- Nicolaes Eliasz Pickenoy (Amsterdam 1588 - Amsterdam 1655)
- Christoffel Pierson (Den Haag 1631 – Gouda 1714)
- Pieter (II) Pietersz (Haarlem? 1578 - Amsterdam 1631)
- Adam Pynacker (Schiedam1622 - Amsterdam 1673)
- Egbert Lievensz. van der Poel (Delft 1621 - Rotterdam 1664)
- Adriaen Lievensz. van der Poel (Delft 1628 - Leiden 1671)
- Cornelis van Poelenburch (Utrecht 1594 - Utrecht 1667)
- Willem de Poorter (Haarlem 1608 - Heusden? na 1648)
- Jan Porcellis (Gent 1584 - Zoeterwoude 1632)
- Julius Porcellis (Rotterdam(?) 1610 - Leiden 1645)
- Frans Jansz Post (Leiden 1612 - Haarlem 1680)
- Pieter Jansz Post (Haarlem 1608 - Den Haag 1669)
- Hendrik Gerritsz. Pot (Amsterdam 1580 - Amsterdam 1657)
- Paulus Potter (Enkhuizen 1625 - Amsterdam 1654)
- Pieter Symonsz. Potter (Enkhuizen 1597 - Amsterdam 1652)
- Christoffel Puytlinck (Roermond 1640 - Roermond ca. 1679)
- Jacob Symonsz Pynas (Haarlem 1592 - Delft 1656)
- Jan Symonsz Pynas (Alkmaar 1581 - Amsterdam 1631)
- Pieter Jansz Quast (Amsterdam 1605 - Amsterdam 1647)

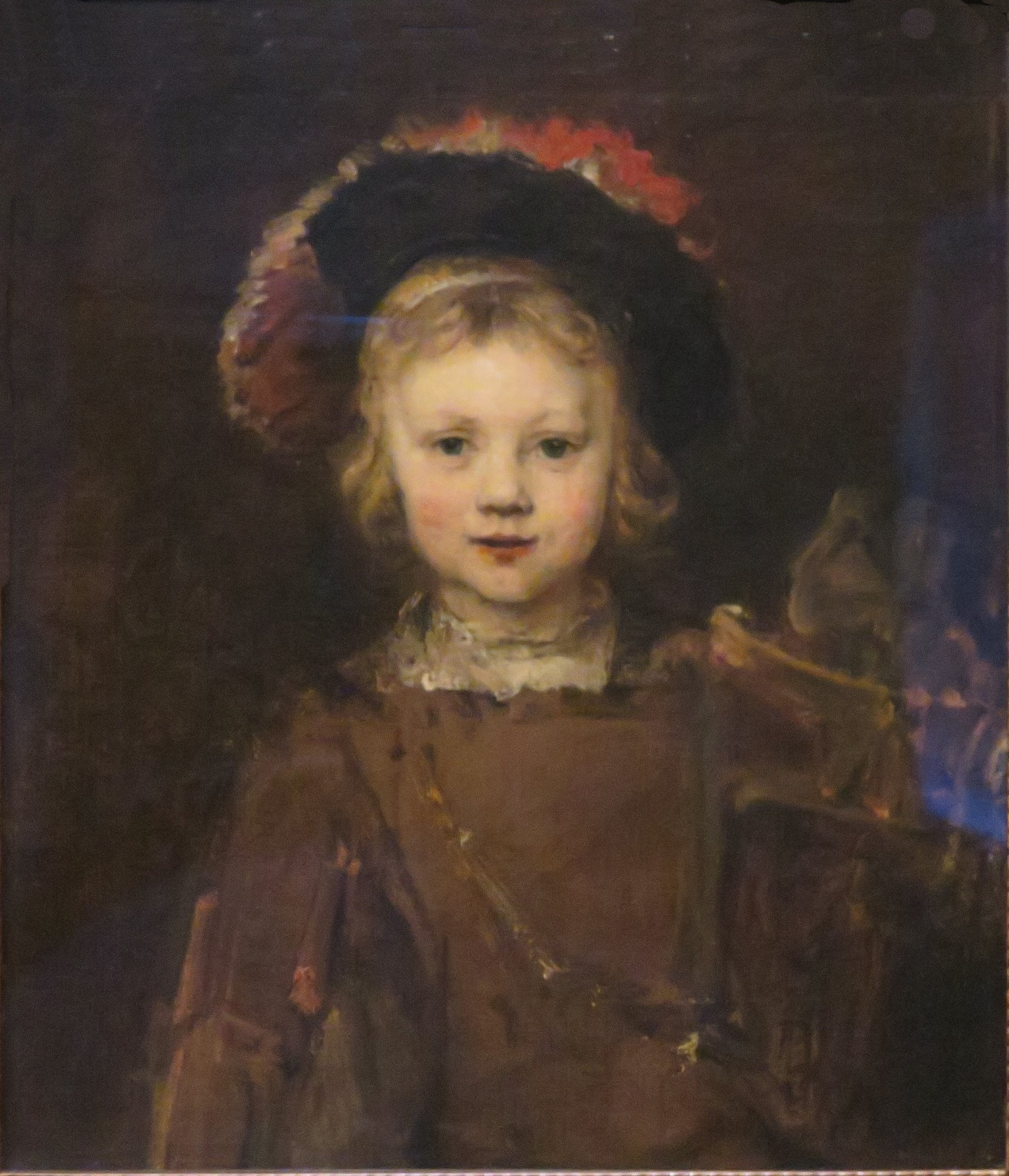
Rembrandt van Rijn, 1635

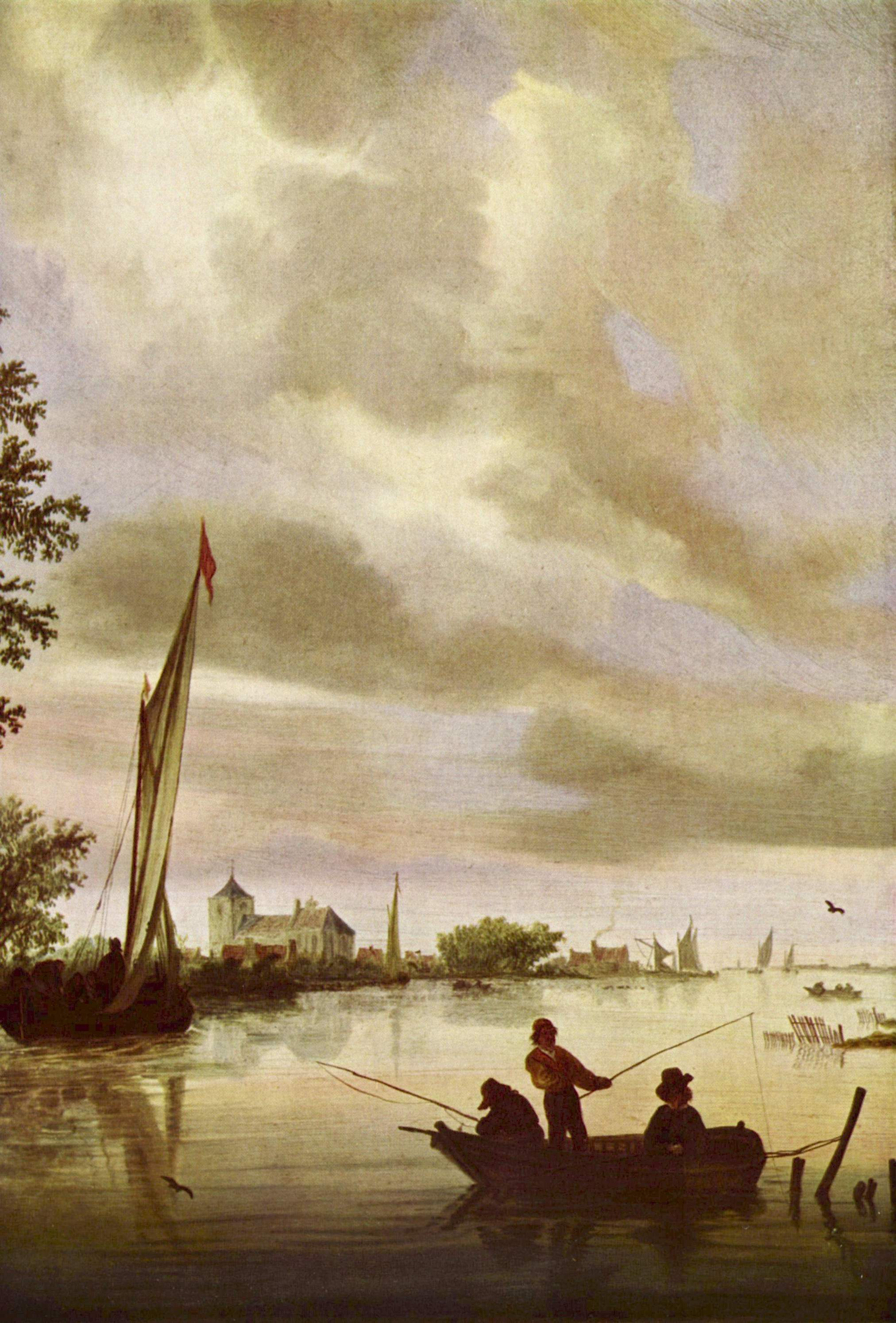
Salomon van Ruysdael, 1632

- Hubert van Ravesteyn (Dordrecht 1638 - aldaar 1691
- Jan Antonisz van Ravesteyn (Den Haag 1572 - Den Haag 1657)
- Rembrandt van Rijn (Leiden 1606 - Amsterdam 1669)
- Pieter de Ring (Ieper ca. 1615 - Leiden 1660)
- Pieter Gerritsz. van Roestraeten (Haarlem 1630 - Londen 1700)
- Roelant Roghman (Amsterdam 1627 - Amsterdam 1692)
- Gillis Rombouts (Haarlem 1631 - Haarlem 1672)
- Salomon Rombouts (Haarlem 1652 - Italië? ca. 1702)
- Jacob Rotius (Hoorn 1644 - Hoorn 1682)
- Jan Albertsz Rotius (Medemblik 1624 - Hoorn 1666)
- Anna Ruysch (Den Haag 1666 - Amsterdam 1754)
- Jacob Isaacksz. van Ruisdael (Haarlem 1628 - Haarlem 1682)
- Salomon van Ruysdael (Naarden 1600 - Haarlem 1670)

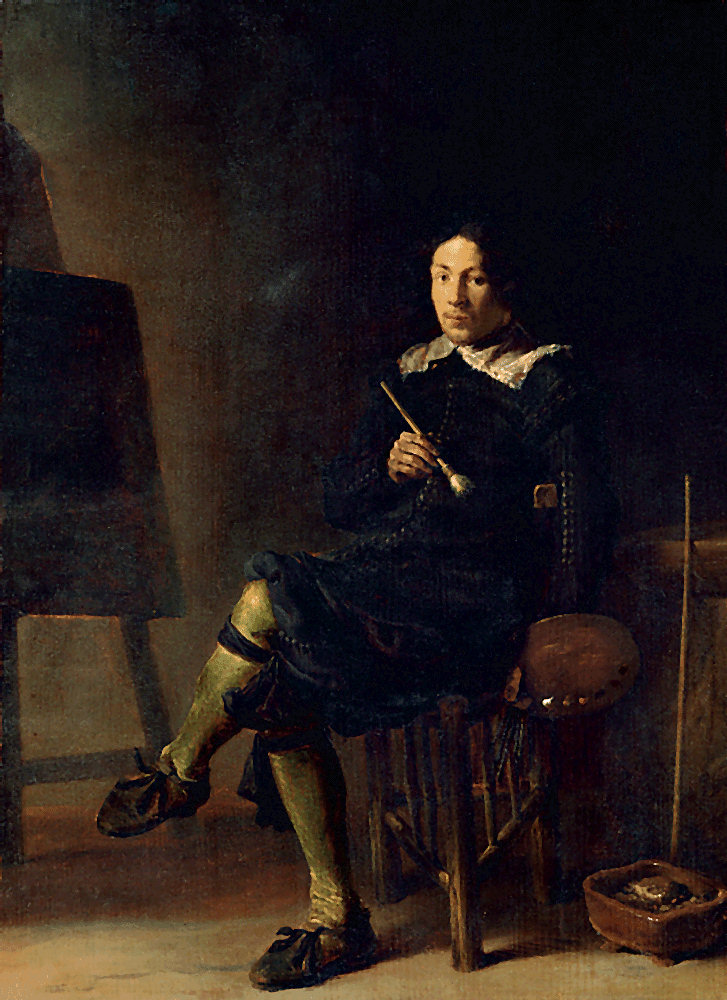
Cornelis Saftleven, 1629

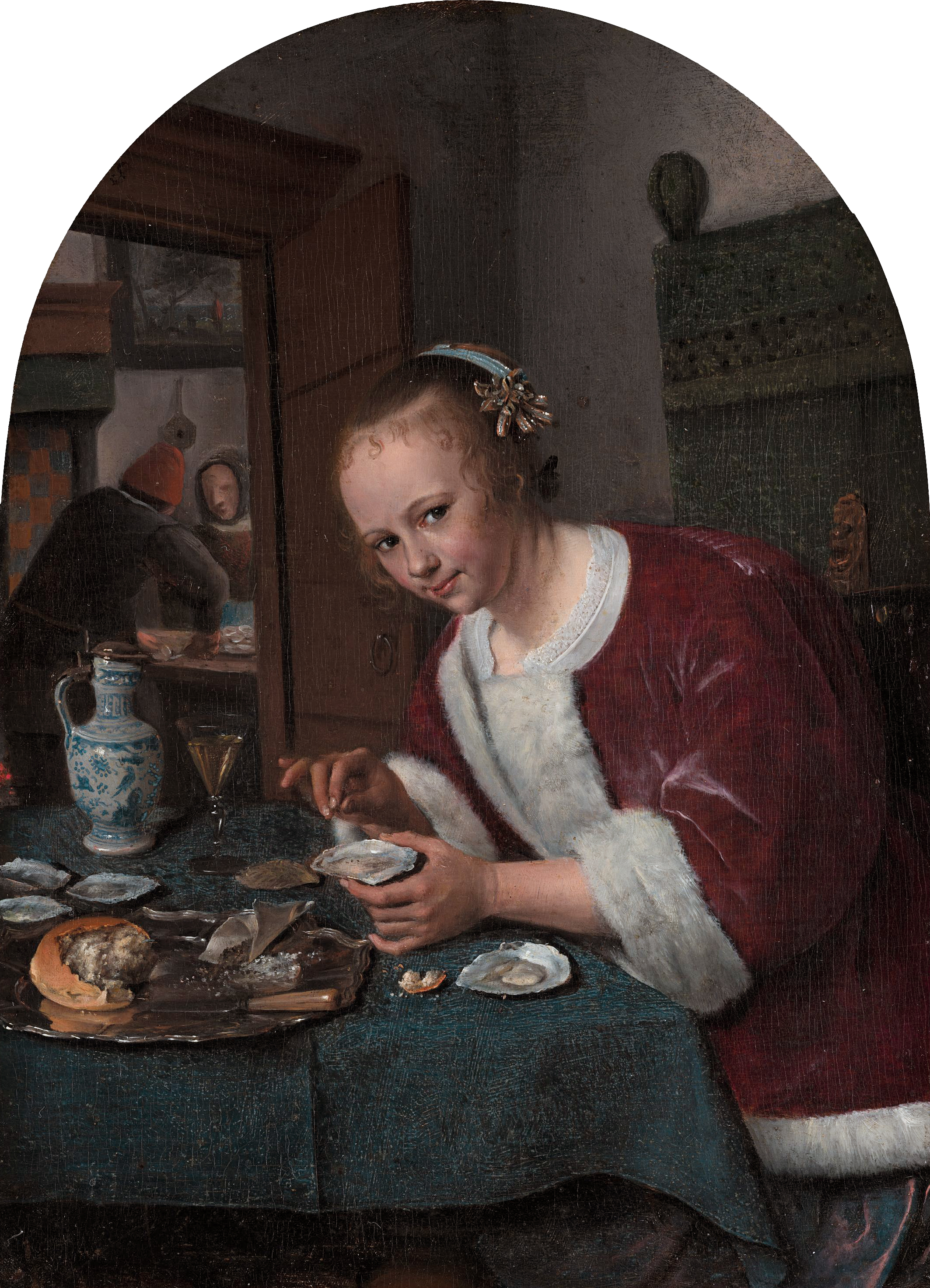
Jan Steen, Het oestereetstertje, ca. 1660

- Pieter Jansz. Saenredam (Assendelft 1597 - Haarlem 1665)
- Cornelis Saftleven (Gorinchem 1607 - Rotterdam 1681)
- Herman Saftleven (Rotterdam 1609 - Utrecht 1685)
- Sara Saftleven (Utrecht 1644 – Naarden 1702)
- Adriaen van Salm (Delfshaven ca. 1660 - Delfshaven 1720)
- Dirck Dircksz. van Santvoort (Amsterdam 1610 - Amsterdam 1680)
- Roelant Savery (Kortrijk 1576 - Utrecht 1639)
- Godfried Schalcken (Made 1643 - Den Haag 1706)
- Floris van Schooten (ca. 1590 - Haarlem 1656)
- Joris van Schooten (Leiden 1587 - ? 1651)
- Otto Marseus van Schrieck (Nijmegen 1619 - Amsterdam 1678)
- Hendrik van Schuylenburgh (Middelburg ca. 1620 - Middelburg 1689)
- Hercules Seghers (Haarlem 1589 - Den Haag 1638)
- Karel Slabbaert (Zierikzee ca. 1618 - Middelburg 1654)
- Pieter Cornelisz. van Slingelandt (Leiden 1640 - Leiden 1691)
- Hendrick Martensz. Sorgh (Rotterdam 1610 - Rotterdam 1670)
- Adriaen van der Spelt (Leiden ca. 1630 - Gouda 1673)
- Jan Adriaensz. van Staveren (Leiden 1614 - Leiden 1669)
- Jan Havicksz Steen (Leiden 1626 - Leiden 1679)
- Harmen Steenwijck (Delft 1612 - Leiden 1656)
- Pieter Steenwijck (Delft ca. 1615 - na 1656)
- Hendrik II van Steenwijk (Antwerpen ca. 1580 - Leiden of Den Haag 1649)
- Matthias Stom (Amersfoort 1600 - Sicilië >1652)
- Dirck Stoop (Utrecht 1618 - Utrecht 1686)
- Abraham Storck (Amsterdam 1644 - Amsterdam 1708)
- Jacobus Storck (Amsterdam 1641 - Amsterdam 1688)
- Juriaan van Streek (Amsterdam 1632 - Amsterdam 1687)
- Christiaen Striep (Den Bosch 1633/34 - Amsterdam 1673)
- Ernst Stuven (Hamburg ca. 1657 - Rotterdam 1712)
- Abraham Susenier (Leiden ca. 1620 - Dordrecht 1672)
- Herman van Swanevelt (Woerden 1604 - Parijs 1655)
- Abraham van den Tempel (Leeuwarden 1622 - Amsterdam 1672)
- Jan Tengnagel (Amsterdam 1584 - Amsterdam 1635)
- Augustinus Terwesten (Den Haag 1649 - Berlijn 1711)
- Mattheus Terwesten (Den Haag 1670 - Den Haag 1757)
- Domenicus van Tol (Bodegraven ca. 1635 - Leiden 1676)
- Jacob Toorenvliet (Leiden 1640 - Leiden 1719)
- Johannes Torrentius (Amsterdam 1589 - Amsterdam 1644)
- Jan Treck (Amsterdam ca. 1606 - Amsterdam 1652)
- Cornelis Troost  (Amsterdam 1697 - Amsterdam 1750)
- Rombout van Troyen (Amsterdam 1605 - Amsterdam 1656)

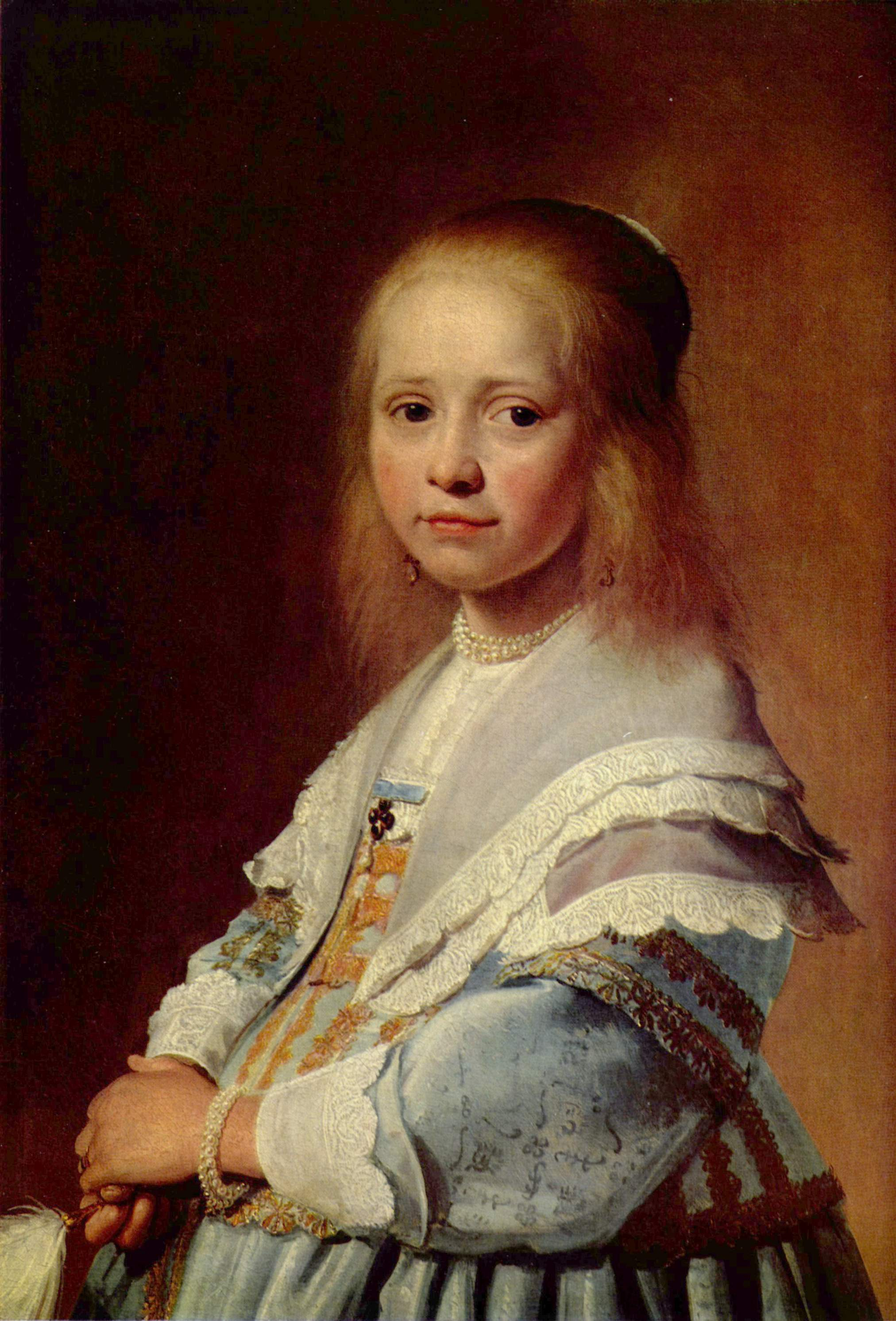
Jan Cornelisz Verspronck, 1641

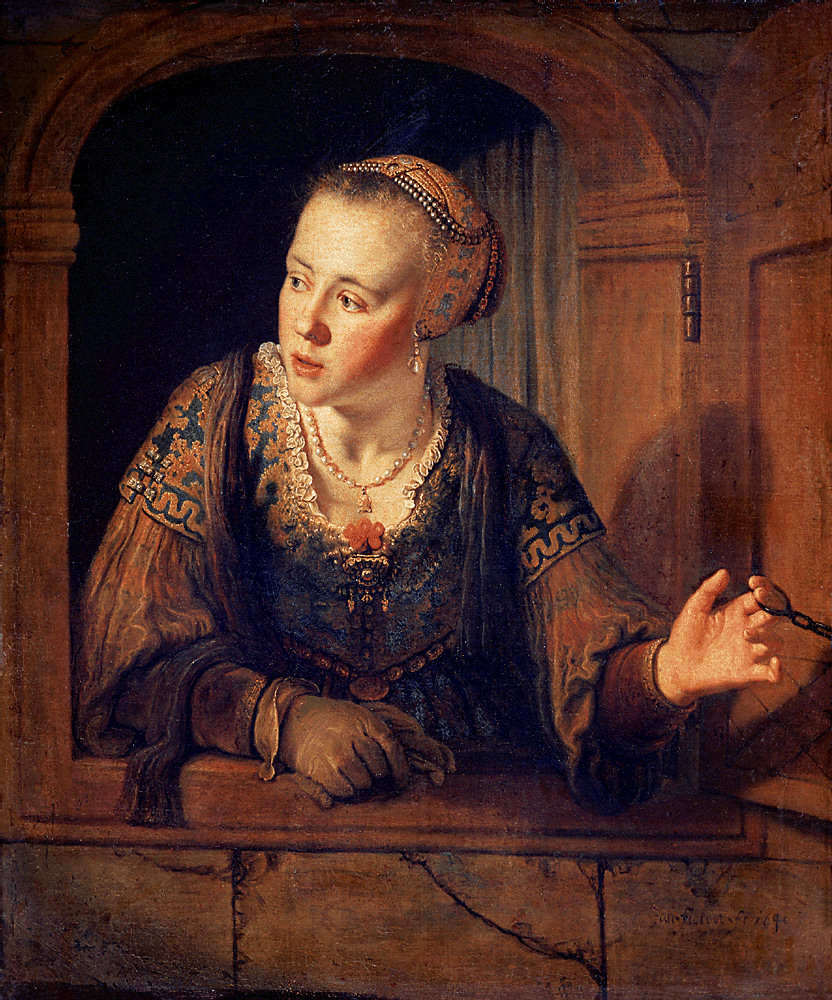
Jan Victors, 1640

- Werner van den Valckert (Den Haag ca. 1580 - Amsterdam in of na 1627)
- Rochus van Veen (Beverwijk 1630 – Beverwijk 1693)
- Adriaen van de Velde (Amsterdam 1636 - Amsterdam 1672)
- Esaias van de Velde (Amsterdam 1587 - Den Haag 1630)
- Jan (II) van de Velde (Rotterdam of Delft 1593 - Enkhuizen 1641)
- Jan Jansz (III) van de Velde (Haarlem 1620 - Enkhuizen 1662)
- Willem (I) van de Velde (Leiden 1611 - Greenwich 1693)
- Willem (II) van de Velde (Leiden 1633 - Londen 1707)
- Jacob Jansz. van Velsen (Delft 1597 - Amsterdam 1656)
- Adriaen Pietersz van de Venne (Delft 1589 - Den Haag 1662)
- Huijbregt van de Venne (Den Haag ca. 1634-1635 - tussen 1682 en 1702)
- Pieter van de Venne (Middelburg ca. 1615 - Den Haag 1657)
- Cornelis Verelst (Amsterdam 1667 - Londen 1734)
- Herman Verelst (Den Haag of Dordrecht 1641 - Londen 1702)
- Johannes Verelst (Den Haag 1648 - Londen 1734)
- Pieter Hermansz Verelst (Dordrecht ca. 1618 - Hulst? ca. 1678)
- Simon Pietersz Verelst (Den Haag 1644 - Londen voor 1717)
- Johannes Verkolje (Amsterdam 1650 - Delft 1693)
- Johannes Vermeer (Delft 1632 - Delft 1675)
- Jan (I) Vermeer van Haarlem (Haarlem 1628 - Haarlem 1691)
- Jan (II) Vermeer van Haarlem (Haarlem 1656 - Haarlem 1705)
- Hendrick Verschuring (Gorinchem 1627 - Dordrecht 1690)
- Johannes Cornelisz. Verspronck (Haarlem ca. 1606 - Haarlem 1662)
- Abraham de Verwer (Haarlem ca. 1585 - Amsterdam 1650)
- Justus de Verwer (Amsterdam 1625 - Amsterdam 1689)
- Jan Franse Verzijl (Gouda? 1602 - Gouda 1647)
- Jan Daemesz. de Veth (Leiden ca. 1595 - Gouda 1625)
- Jan Victors (Amsterdam 1619 - Indonesië 1676)
- David Vinckboons (Mechelen 1576 - Amsterdam 1629)
- Nicolas Vleughels (Parijs 1668 - Rome 1737)
- Philippe Vleughels (Antwerpen 1619 - Parijs 1694)
- Simon de Vlieger (Rotterdam 1600 - Weesp 1653)
- Hendrick Cornelisz. van Vliet (Delft 1611 - Delft 1675)
- Willem van der Vliet (Delft 1584 - Delft 1642)
- Elias Vonck (Amsterdam 1605 - Amsterdam 1652)
- Jan Vonck (Toruń 1631 - Amsterdam 1664)
- Johannes (I) Voorhout (Uithoorn 1647 - Amsterdam 1722/1723)
- Cornelis de Vos (Hulst 1584 - Antwerpen 1651)
- Daniël Vosmaer (Delft 1622 - Brielle 1670)
- Jacob Vosmaer (Delft ca. 1584 - Delft 1641)
- Jacobus Vrel (fl Delft and Haarlem 1654-1670)
- Roelof Jansz. van Vries (Haarlem 1631 - Amsterdam na 1680)
- Cornelis Vroom (Haarlem 1591 - Haarlem 1661)
- Hendrik Cornelisz. Vroom (Haarlem 1566 - Haarlem 1640)

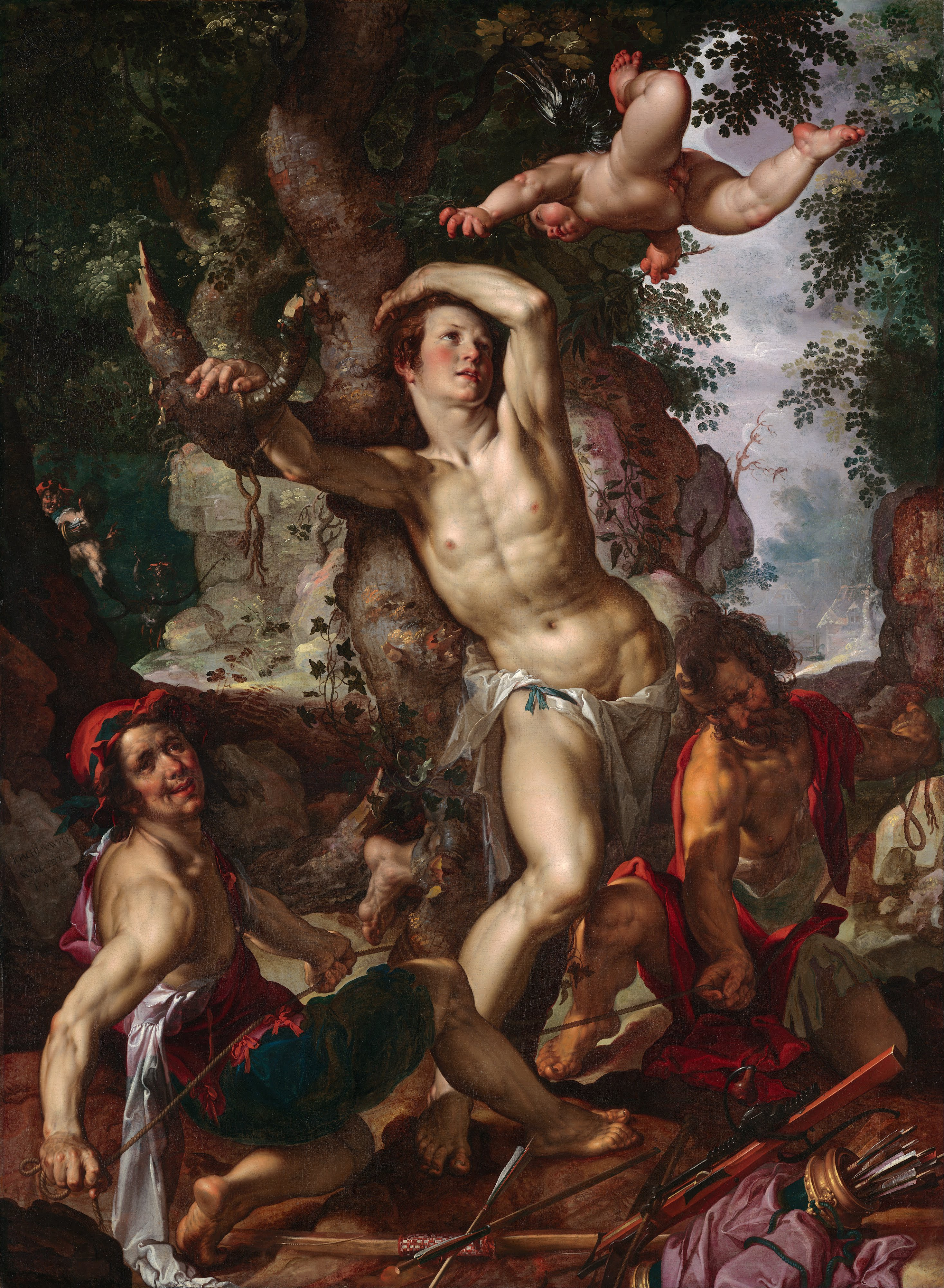
Joachim Wtewael, 1600

- Jan Wandelaar (Amsterdam 1690 - Leiden 1759)
- Jan Abel Wassenberg (Groningen 1689 - Groningen 1750)
- Anthonie Waterloo (Rijsel 1609 - Utrecht 1690)
- Jan Weenix (Amsterdam 1642 - Amsterdam 1719)
- Jan Baptist Weenix (Amsterdam 1621 - Utrecht 1661)
- Jacob de Wet (I) (Haarlem 1611 - Haarlem 1675)
- Jacob de Wet (II) (Haarlem 1641 - Amsterdam 1697)
- Cornelis Claesz van Wieringen (Haarlem voor 1577 - Haarlem 1633)
- Thomas Wijck (Beverwijk ca. 1616 - Haarlem 1677)
- Jan Wijnants (Haarlem 1632 - Amsterdam 1684)
- Jan Willemsz. de Wilde (Leiden 1586 - Leeuwarden 1636)
- Abraham Willaerts (Utrecht 1603 - Utrecht 1669)
- Adam Willaerts (Antwerpen 1577 - Utrecht 1664)
- Willem Wissing (Amsterdam 1656 - Burghley House, Engeland 1687)
- Alida Withoos (Amersfoort ca. 1661 - Amsterdam 1730)
- Frans Withoos (Amersfoort 1665 - Hoorn 1705)
- Johannes Withoos (Amersfoort 1648 - Amsterdam ca. 1688)
- Maria Withoos (Amersfoort 1663 - Hoorn na 1699
- Matthias Withoos (Amersfoort 1627 - Hoorn1703)
- Pieter Withoos (Amersfoort 1655 - Amsterdam 1692)
- Emanuel de Witte (Alkmaar 1617 - Amsterdam 1692)
- Caspar van Wittel (Amersfoort 1653 - Rome 1736)
- Aleida Wolfsen (Zwolle 1648 – Zwolle 1692)
- Philips Wouwerman (Haarlem 1619 - Haarlem 1668)
- Moyses van Wtenbrouck (Den Haag ca. 1595 - Den Haag 1647)
- Joachim Wtewael (Utrecht 1566 - Utrecht 1638)
- Peter Wtewael (Utrecht 1596 - Utrecht 1660)
- Margaretha Wulfraet (Arnhem 1678 - Arnhem 1760)
- Mathijs Wulfraet (Arnhem 1648 - Amsterdam 1727)
- Jan Wyck (Haarlem 1644 - Mortlake 1702)
- Geertgen Wyntges (Delft 1636 - Delft 1712)

## 18e eeuw

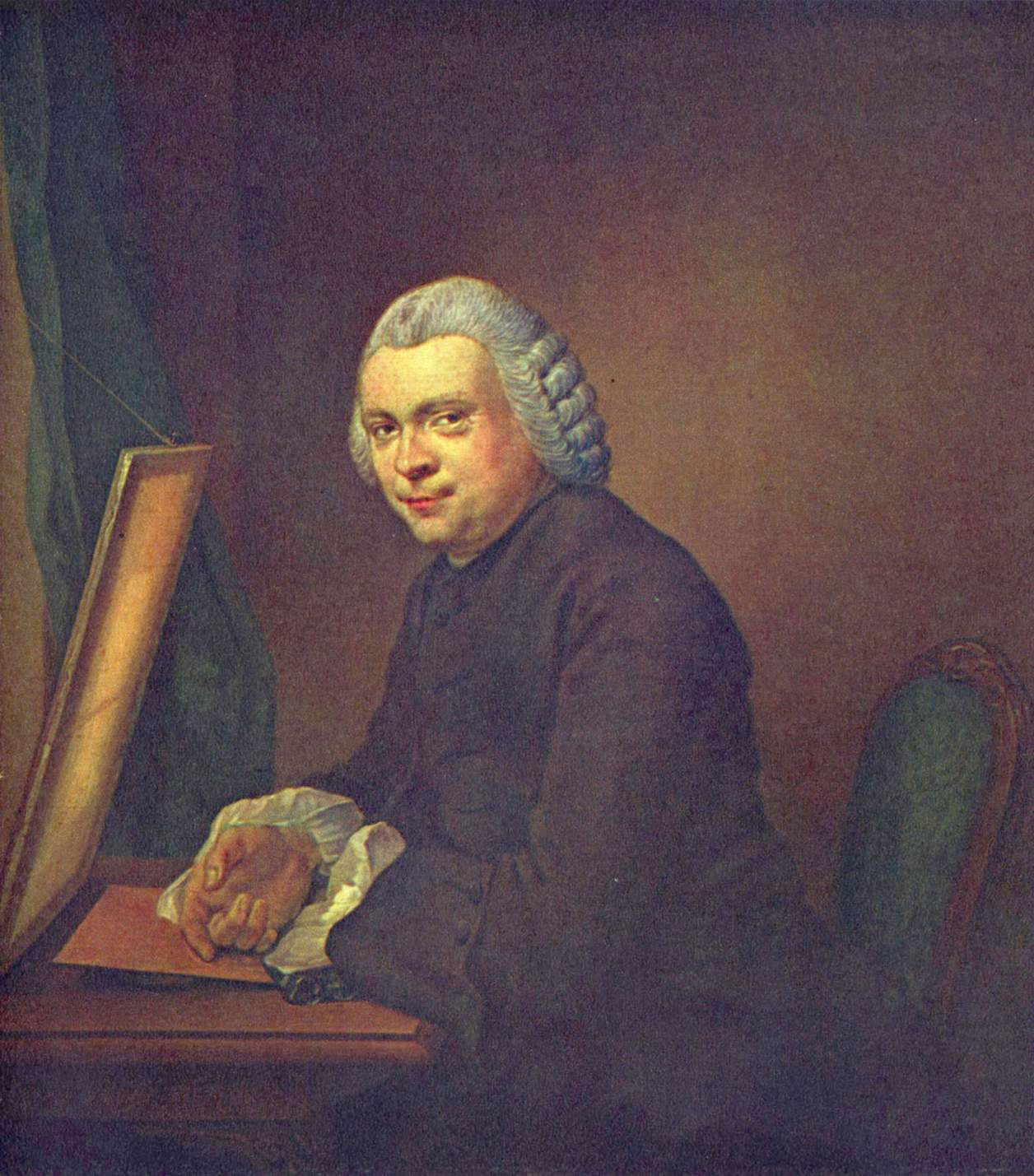
Jacobus Buys, 1766

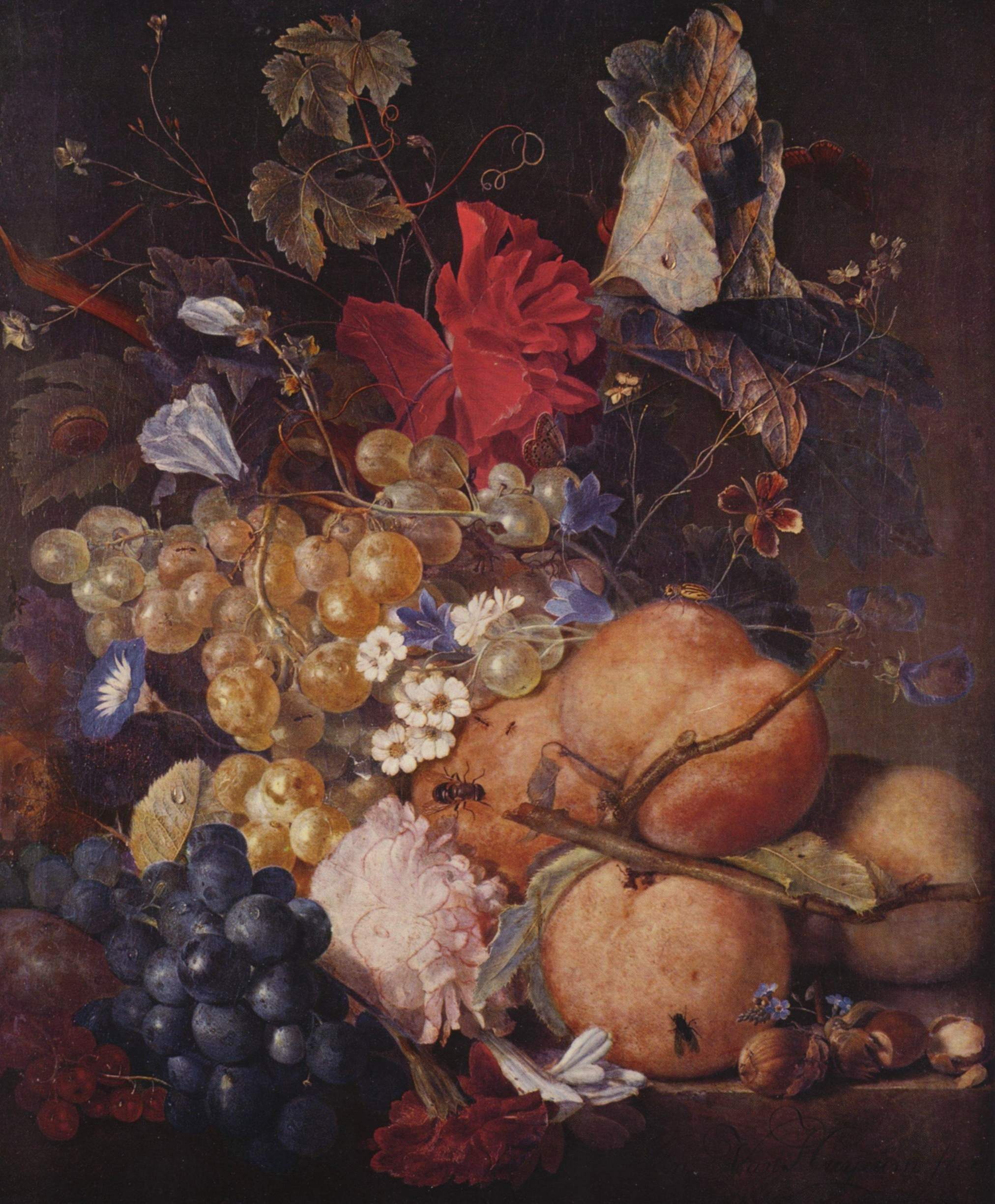
Jan van Huysum, 1735

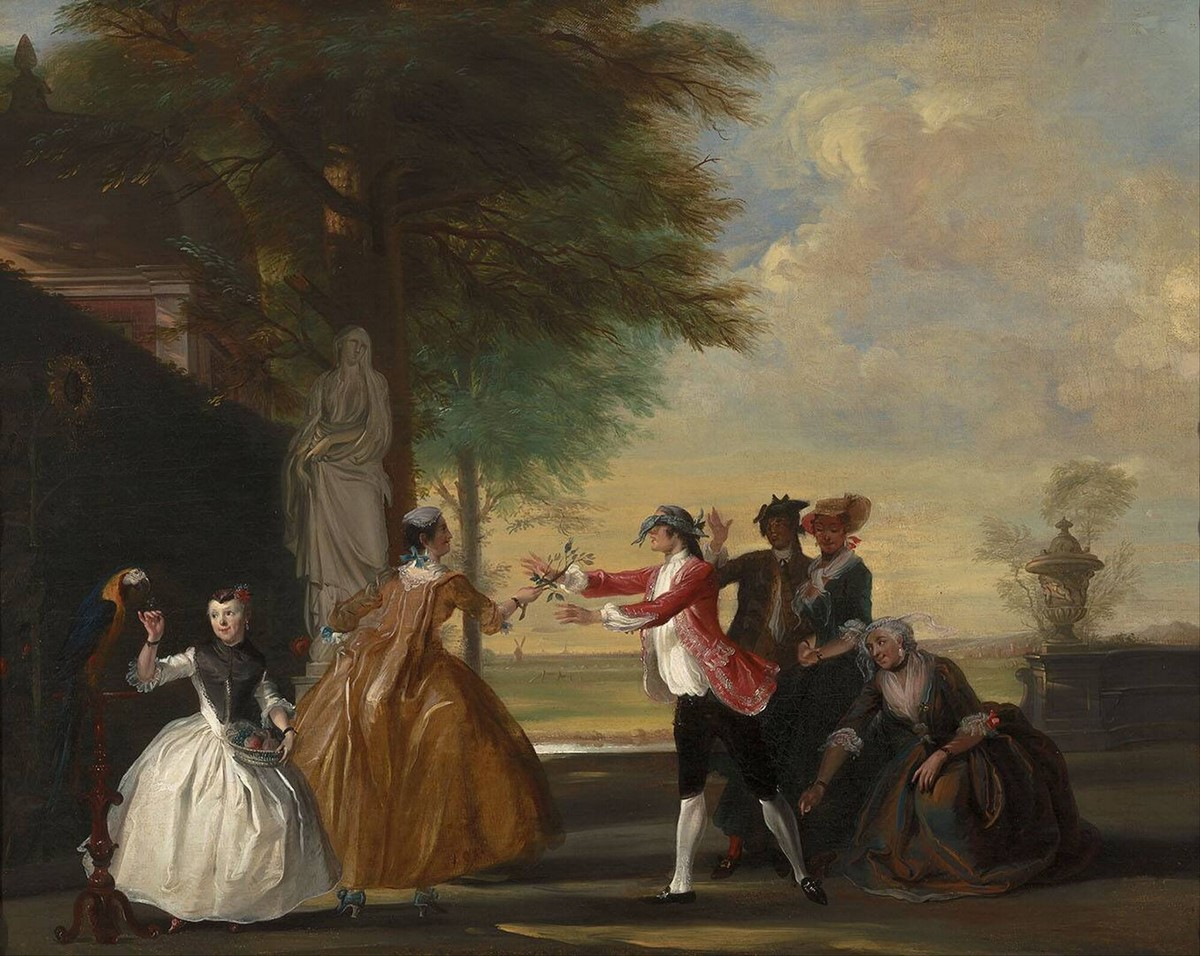
Cornelis Troost, ca. 1740

- Dirk van der Aa (Den Haag 1731 – Den Haag 1809)
- Bernardus Accama (Burum 1697 - Leeuwarden 1756)
- Jan Augustini (Groningen 1725 - Haarlem 1773)
- Ernst Bagelaar (Eindhoven 1775 - Son 1837)
- Antoon van Bedaff (Antwerpen 1787 - Brussel 1829)
- Jan de Beijer (Aurau (Zwitserland) 1703 - Emmerik (Duitsland) 1785)
- Albertus Besters (Den Haag 1755 – Leiden 1819
- Dominicus Franciscus du Bois (Brugge 1800 - Den Bosch 1840)
- Hermanus van Brussel (Haarlem 1763 - Utrecht 1815)
- Dirk van der Burg (Utrecht 1721 - Utrecht 1773)
- Adriaan van der Burg (Dordrecht 1693 - Dordrecht 1733)
- Jacobus Buys (Amsterdam 1724 - Amsterdam 1801)
- Jacob Cats (Altona 1741 - Amsterdam 1799)
- Christina Chalon (Amsterdam 1749 - Hazerswoude 1808)
- Jean-Baptiste Coclers (Maastricht 1696 - Luik 1772)
- Pieter Frederik de la Croix (Frankrijk 1709 – Den Haag 1782)
- Gerard van Dinter (Den Bosch 1746 – Den Bosch 1820)
- Dionys van Dongen (Dordrecht 1748 – Rotterdam 1819)
- Paulus Constantijn la Fargue (Den Haag 1729 – Den Haag 1782)
- Johannes le Francq van Berkhey (Leiden 1729 – Leiden 1812)
- Diana Glauber (Amsterdam 1650 – Hamburg na 1721)
- Willem Grasdorp (Zwolle 1678 – Amsterdam 1723)
- Jan Griffier (Engeland 1688 - Londen ca. 1750)
- Robert Griffier (Engeland ca. 1675 – Amsterdam ca. 1750)
- Joris Herst (Gouda overleden na 1795)
- Engel Hoogerheyden (Middelburg 1740 - Middelburg 1807)
- Jacob Houbraken (Dordrecht 1698 - Amsterdam 1780)
- Jan van Huysum (Amsterdam 1682 - Amsterdam 1749)
- Johannes Jelgerhuis (Leeuwarden 1770 – Amsterdam 1836)
- Tako Hajo Jelgersma (Harlingen 1702 - Haarlem 1795)
- Nicolaas Frederik Knip (Nijmegen 1741 - 's-Hertogenbosch 1808)
- Hendrik Kobell (Rotterdam 1751 - Amsterdam 1779)
- Jan Baptist Kobell (Delfshaven 1778 - Rotterdam 1814)
- Philip van Kouwenbergh (Amsterdam 1671 - Amsterdam 1729)
- Simon Andreas Krausz (Den Haag 1760 - Den Haag 1825)
- Arie Lamme (Heerjansdam 1748 - Dordrecht 1801)
- Arnoldus Lamme (Dordrecht 1771 - Rotterdam 1856)
- Cornelia Lamme (Dordrecht 1769 - Reuil 1839)
- Dirk Langendijk (Rotterdam 1748 - Rotterdam 1805)
- Hendrik Lofvers (Groningen 1739 - Groningen 1806)
- Pieter Lofvers (Groningen 1712 - Groningen 1788)
- Wessel Lubbers (Weener 1755 - Groningen 1834)
- Hendrik Meijer (Amsterdam 1737 - Londen 1793)
- Frans II van Mieris (Leiden 1689 - Leiden 1763)
- Willem van Mieris (Leiden 1662 - Leiden 1747)
- Louis de Moni (Breda 1698 - Leiden 1771)
- Isaac de Moucheron (Amsterdam 1667 - Amsterdam 1744)
- Constantijn Netscher (Den Haag 1668 - Den Haag 1723)
- Dionys van Nijmegen (Rotterdam 1705 - Rotterdam 1798)
- Hermanus Numan (Ezinge 1744 - Amsterdam 1820)
- Dirk van Oosterhoudt (Tiel 1756 - Tiel 1830)
- Jan van Os (Middelharnis 1744 - Den Haag 1808)
- Isaac Ouwater (Amsterdam 1748 - Amsterdam 1793)
- Gerhard Jan Palthe (Denekamp 1681 - Deventer 1767)
- Jan Palthe (Deventer 1717 - Leiden 1769)
- Joris Ponse (Dordrecht 1723 - Dordrecht 1783)
- Jan van Ravenswaay (Hilversum 1789 – Hilversum 1869)
- Tibout Regters (Dordrecht 1710 - Amsterdam 1768)
- Wessel Ruwersma (Holwerd 1751 - Buitenpost 1827)
- Anna Ruysch (Den Haag 1666 - Amsterdam? na 1741)
- Rachel Ruysch (Den Haag 1664 - Amsterdam 1750)
- Aert Schouman (Dordrecht 1710 - Den Haag 1792)
- Jeremias Schultz (Berlijn 1723 - Amsterdam 1800)
- Adam Silo (Amsterdam 1674 - Amsterdam 1760)
- Cornelis van Spaendonck (Tilburg 1756 - Parijs 1839)
- Gerard van Spaendonck (Tilburg 1746 - Parijs 1822)
- Hendrik Spilman (Amsterdam 1721 – Haarlem 1784)
- Guillaume de Spinny (Brussel 1721 - Den Haag 1785)
- Abraham van Strij (Dordrecht 1753 - Dordrecht 1826)
- Jacob van Strij (Dordrecht 1756 - Dordrecht 1815)
- Maria Machteld van Sypesteyn (Haarlem 1724 - Heemstede 1774)
- Cornelis Troost (Amsterdam 1696 - Amsterdam 1750)
- Sara Troost (Amsterdam 1732 - Amsterdam 1803)
- Jan Hendrik Troost van Groenendoelen (1722 - Amsterdam 1794)
- Henricus Turken (Eindhoven 1791 - Luik 1856)
- Dirk Valkenburg (Amsterdam 1675 - Amsterdam 1721)
- Pieter Vanderlyn (Nederland 1687 - Kingston (New York)? 1778)
- Nicolaas Verkolje (Delft 1673 - Amsterdam 1746)
- Andries Vermeulen (Dordrecht 1763 - Amsterdam 1814)
- Elisabeth Geertruida Wassenbergh (Groningen 1729 - Groningen 1781)
- Jan Wassenberg (Groningen 1716 - Groningen 1763)
- Adriaen van der Werff (Rotterdam 1659 - Rotterdam 1722)
- Pieter van der Werff (Kralingen 1665 - Rotterdam 1722)
- Thomas van der Wilt (Piershil 1659 - Delft 1733)
- Jacob de Wit (Amsterdam 1695 - Amsterdam 1754)
- Petronella van Woensel (Raalte 1785 - Den Haag 1839)
- Pieter Christoffel Wonder (Utrecht 1780 - Amsterdam 1852)
- Frans Xavery (Den Haag 1740 - na 1788)
- Jacob Xavery (Den Haag 1736 - na 1774)
- Gerrit Zegelaar (Loenen aan de Vecht 1719 - Wageningen 1794)

## 19e eeuw

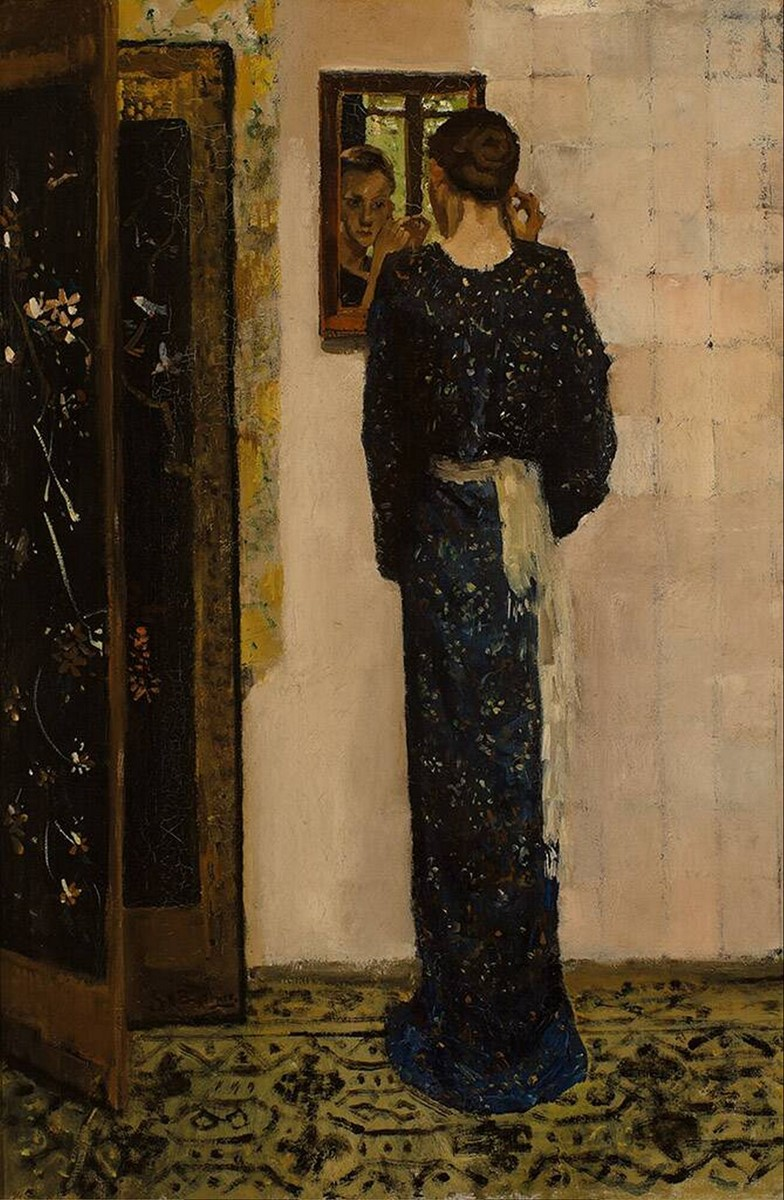
George Hendrik Breitner, 1894

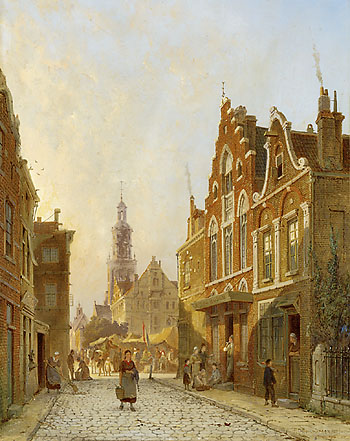
Pieter Cornelis Dommersen, 1889

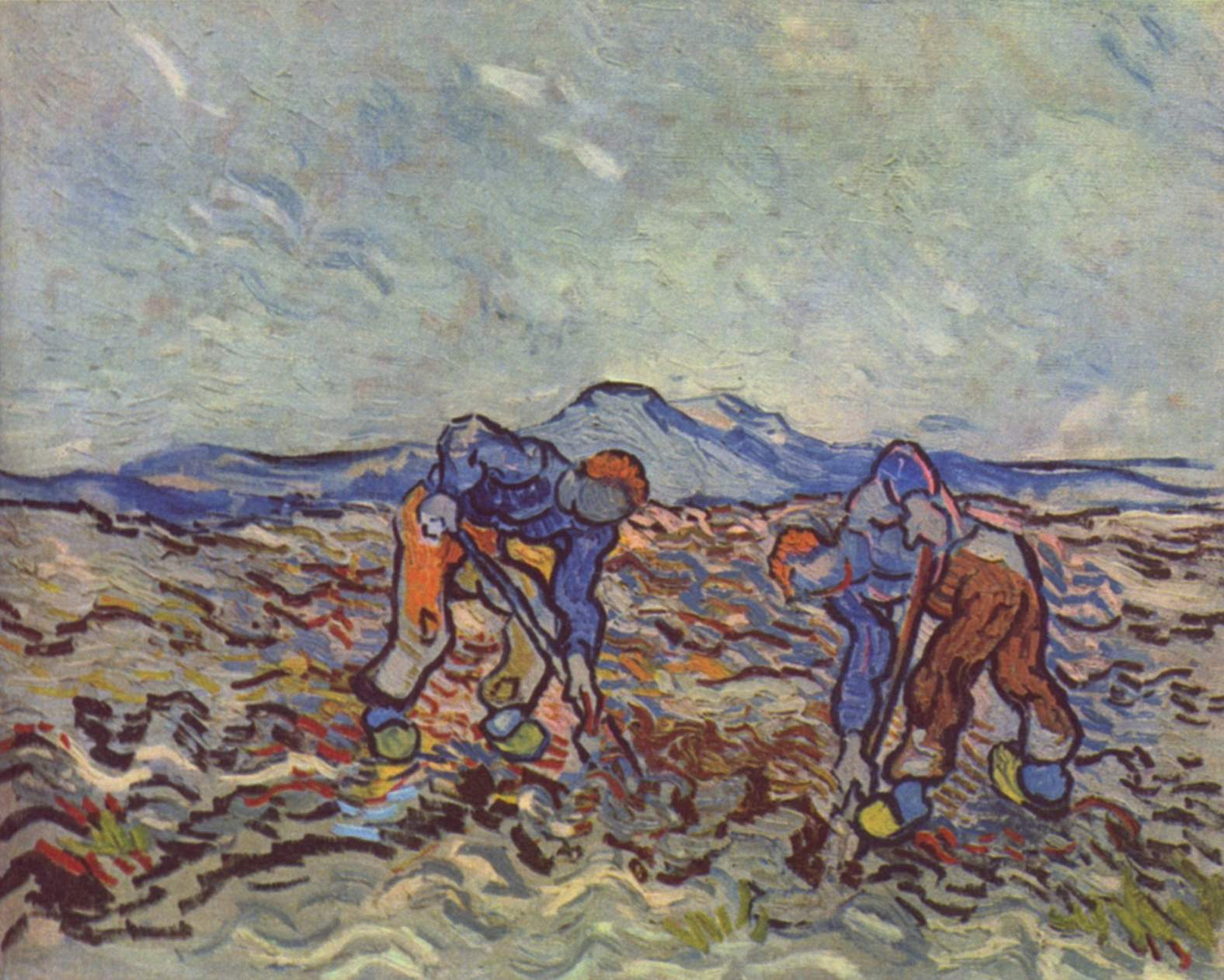
Vincent van Gogh, 1890

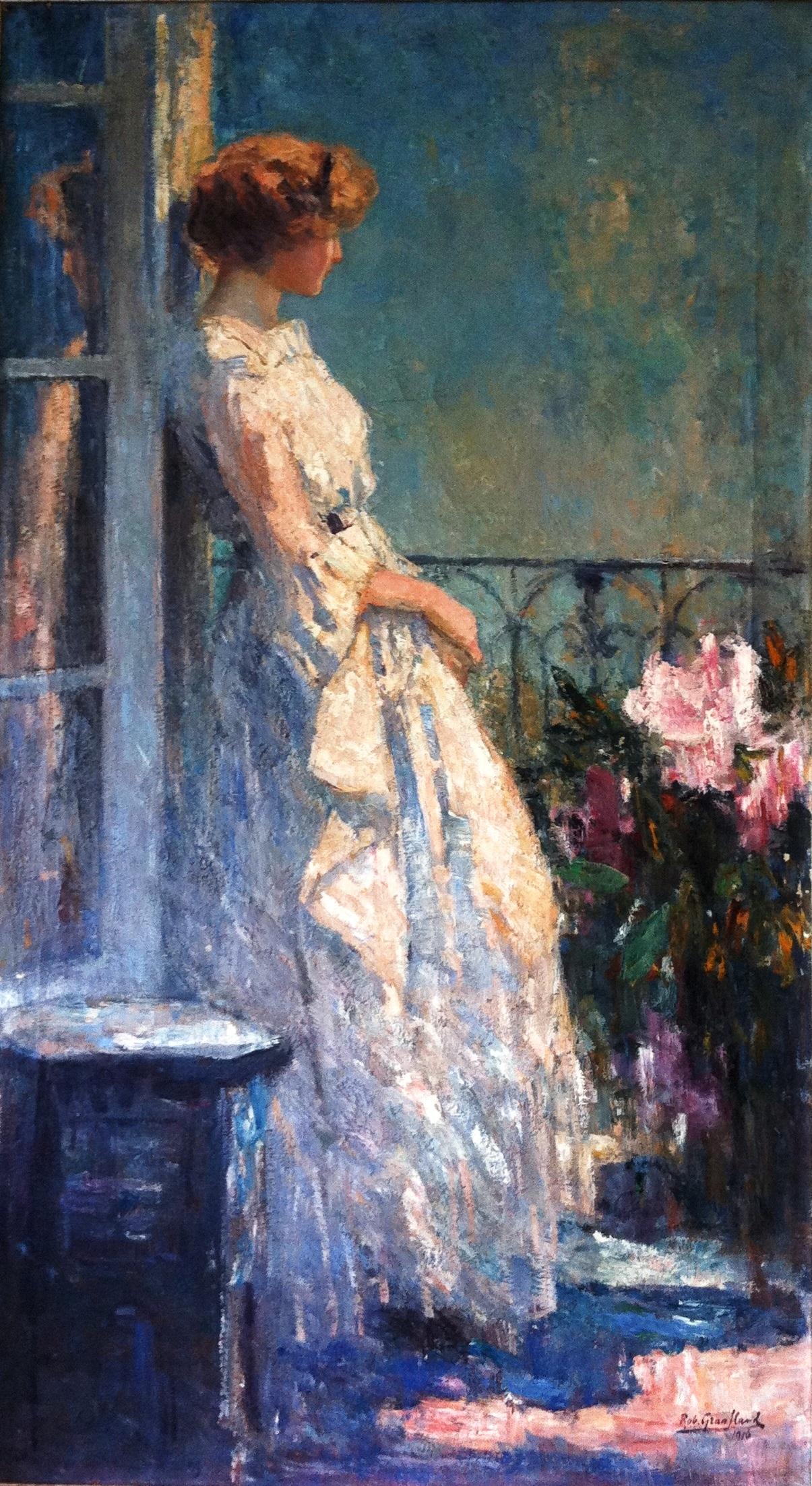
Rob Graafland, 1916

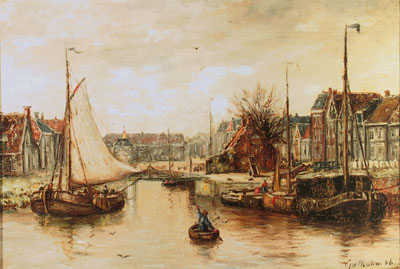
Gerrit van Houten: Binnen-Damsterdiep in Groningen (1886)

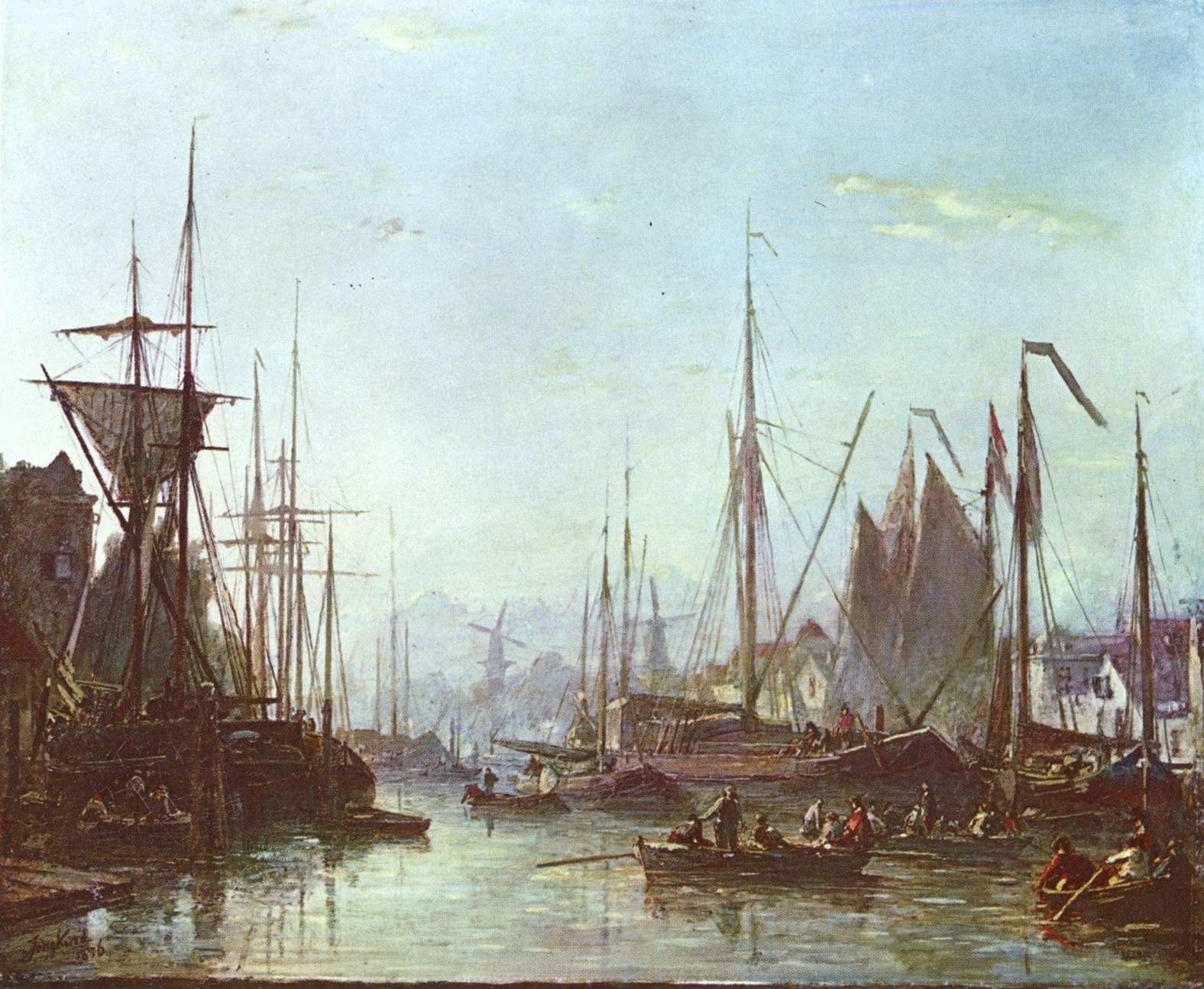
Johan Barthold Jongkind, 1856

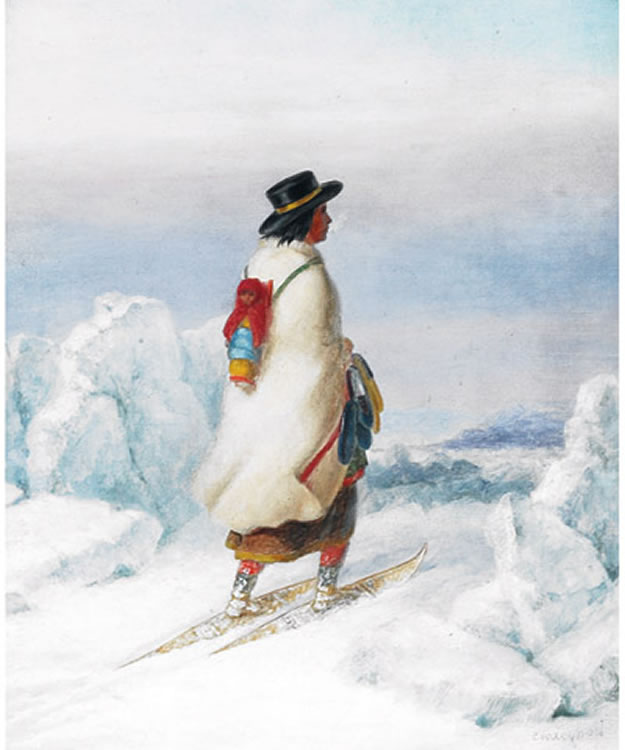
Cornelius Krieghoff (1815-1872): Indian Woman Moccasin Seller

- Cees van der Aa (Almelo 1883 - Almelo 1950)
- Elisabeth Adriani-Hovy (Amsterdam 1873 - Utrecht 1957)
- Constant Joseph Alban (Rotterdam 1877 - 1944)
- Joannes Echarius Carolus Alberti (Maastricht 1777 - na 1843)
- Lawrence Alma-Tadema (Dronrijp 1836 - Wiesbaden 1912)
- Cornelis Hendrik van Amerom (Arnhem 1804 - Leiderdorp 1874)
- Hendrik Jan van Amerom (Den Haag 1776 - Arnhem 1833)
- Lizzy Ansingh (Utrecht 1878 – Amsterdam 1959)
- Louis Apol (Den Haag 1850 - 1936)
- Floris Arntzenius (Soerabaja 1864 - Den Haag 1925)
- Paul Arntzenius (Den Haag 1883 - Den Haag 1965)
- Louis Artan de Saint-Martin (Den Haag 1837 - Oostduinkerke 1890)
- Lou Asperslagh (Den Haag 1893 – Leuven 1949)
- Henriëtte Asscher (Amsterdam 1858 - Amsterdam 1933)
- Franciscus Hermanus Bach (Groningen 1865 - 1956)
- Stans Balwé (Amsterdam 1863 - Blaricum 1954)
- Nicolaas Bastert (Maarsseveen 1854 – Loenen aan de Vecht 1939)
- Jo Bauer-Stumpff (Amsterdam 1873 - Amsterdam 1964)
- Marius Bauer (Den Haag 1867 - Amsterdam 1932)
- Daniel Been (Rotterdam 1885 - Baarn 1967)
- Albert van Beest (Rotterdam 1820 - New York 1860)
- Carel Jacobus Behr (Den Haag 1812 - 1895)
- Else Berg (Racibórz (Silezië) 1877 - Auschwitz (Silezië) 1942)
- Andries van den Berg (Den Haag 1852 - Den Haag 1944)
- George ten Berge (Alkmaar 1835 - Alkmaar 1875)
- Johannes Warnardus Bilders (Utrecht 1811 - Oosterbeek 1890)
- Marie Bilders-van Bosse (Amsterdam 1837 - Wiesbaden 1900)
- Gerard Bilders (Utrecht 1838 - Den Haag 1865)
- Valentijn Bing (Amsterdam 1812 - Nieuwpoort 1895)
- Richard Bisschop (Leeuwarden 1849 - Bergen 1926)
- Susanne Bisschop-Robertson (Den Haag 1855 - Den Haag 1922)
- Gerrit van Blaaderen (Amstelveen (Nieuwer-Amstel) 1873 - Bergen (NH) 1935)
- David Bles (Den Haag 1821 - Den Haag 1899)
- Bernardus Johannes Blommers (Den Haag 1845 - Den Haag 1914)
- Théophile de Bock (Den Haag 1851 - Haarlem 1914)
- Corrie Boellaard (Nijmegen 1869 - Laren 1934)
- Henricus Adrianus Bogaerts (Henri Bogaerts) (’s-Hertogenbosch 1841 - Boxtel 1902)
- Elias Pieter van Bommel (Amsterdam 1819 - Wenen 1890)
- Jan Willem van Borselen (Gouda 1825 - Den Haag 1892)
- Pieter van Borselen (Leiden 1802 - Den Haag 1873)
- Gerardus Johannes Bos (Leiden 1825 – Leiden 1898)
- Johannes Bosboom (Den Haag 1817 - Den Haag 1891)
- Gijs Bosch Reitz (Amsterdam 1860 - Amsterdam 1938)
- Johan Braakensiek (Amsterdam 1858 - Amsterdam 1940)
- George Hendrik Breitner (Rotterdam 1857 - Amsterdam 1923)
- Henk Bremmer (Leiden 1871 – Den Haag 1956)
- Cornelis de Bruin (Utrecht 1870 - Amsterdam 1940)
- Clara Bruins (Assen 1859 - Hilversum 1922)
- Aleida Budde (Deventer 1800 - Diepenveen 1852)
- Cornelis Bernardus Buijs (Leeuwarden 1808 - Groningen 1872)
- Johan Cohen Gosschalk (Zwolle 1873 - Amsterdam 1912)
- Arnout Colnot Amsterdam 1887 - Bergen (NH) 1983
- Carel Frederik Cordes (Steenwijk 1851 - 's-Hertogenbosch 1927)
- Nelly Court (Amsterdam 1882 - Utrecht 1937)
- Jacobus Ludovicus Cornet (Leiden 1815 - Leiden 1882)
- Jacobus Jan Cremer Arnhem 1827 – Den Haag 1880
- Carel Dake Amsterdam 1857 – Amsterdam 1918
- Lucie van Dam van Isselt Bergen op Zoom 1871 – Den Haag 1949
- Charles Dankmeijer Amsterdam 1861 – Scheveningen 1923
- Antoon Derkinderen 's-Hertogenbosch 1859 – Amsterdam 1925
- Waalko Jans sr. Dingemans (Lochem 1873 - Haarlem 1925)
- Henriette Dingemans-Numans (Sintang (Borneo Nederlands-Indië) 1877 - Zeist 1955)
- Johan Hendrik Doeleman (Rotterdam 1848 - Voorburg 1913)
- Cornelis Christiaan Dommersen (Utrecht 1842 - Den Haag 1928)
- Pieter Cornelis Dommersen (Utrecht 1834 - Hexham Engeland 1918)
- William Raymond Dommersen (Utrecht 1850 - Londen 1927)
- Guus van Dongen (Keulen 1878 - Parijs 1946)
- Gerarda Doyer (Deventer 1865 - Borgele 1915)
- Rein Draijer (Groningen 1899 – Den Haag 1986)
- Wilhelmina Drupsteen (Amsterdam 1880 – Oosterbeek 1966)
- Pierre Louis Dubourcq (Amsterdam 1815 - Amsterdam 1873)
- Erasmus Bernardus van Dulmen Krumpelman (Monnickendam 1832 - Amsterdam 1909)
- Eelke Jelles Eelkema (Leeuwarden 1788 - Leeuwarden 1839)
- Otto Eerelman (Groningen 1839 – Groningen 1926)
- Adrianus Johannes Ehnle (Den Haag 1819 - Haarlem 1863)
- Evert Ekker (Kampen 1858 – Nice 1943)
- Isaac Cornelis Elink Sterk (Haarlem 1808 - Haarlem 1871)
- Bernard Essers Kraksaan (Oost-Java, Nederlands-Indië 1893 - Doniawerstal 1945)
- Adrianus Eversen (Amsterdam 1818 - Delft 1897)
- Charles Eyck (Meerssen 1897 – Schimmert 1983)
- Arnoldus Johannes Eymer (Amsterdam 1803 - Haarlem 1863)
- Willem de Famars Testas (Utrecht 1834 - Arnhem 1896)
- Dirk Filarski (Amsterdam 1885 - Zeist 1964)
- Etha Fles (Utrecht 1857 - Bergen 1948)
- Louis Henri de Fontenay (Amsterdam 1800 - Parijs? na 1853)
- Pieter Fontijn (Dordrecht 1773 - Dordrecht 1839)
- Eduard Frankfort (Meppel 1864 - Laren 1920)
- Paul Gabriël (Amsterdam 1828 - Scheveningen 1903)
- Johan Gabriëlse (Westkapelle 1881 – Ambarawa (Java) 1945)
- Anna Gildemeester (Amsterdam 1867 - Florence 1945)
- Paulus Adriaan Gildemeester (Amsterdam 1858 - Egmond aan den Hoef 1930)
- Vincent van Gogh (Zundert 1853 - Auvers-sur-Oise 1890)
- Henri Goovaerts  (Maastricht 1865 - Maastricht 1912)
- Rob Graafland (Maastricht 1875 - Heerlen 1940)
- Jan Hendrik van Grootvelt (Varik 1808 - Den Bosch 1855)
- Arnold Marc Gorter (Ambt Almelo 1866 - Amsterdam 1933)
- Job Graadt van Roggen (Amsterdam 1867 - Alkmaar 1959)
- Julie de Graag (Gorinchem 1877 - Den Haag 1924)
- Jan Grégoire (Maastricht 1887 - Amsterdam 1960)
- Petrus Franciscus Greive (Amsterdam 1811 - Amsterdam 1872)
- Loes van Groningen (Zwolle 1884 – Bussum 1970)
- Sophie Jacoba Wilhelmina Grothe (Zeist 1852 - Zeist 1926)
- Constantin Guys (Vlissingen 1802 - Parijs 1892)
- Meijer Isaäc de Haan (Amsterdam 1852 - Amsterdam 1895)
- Adriana Haanen (Oosterhout 1814 – Oosterbeek 1895)
- Elisabeth Haanen (Utrecht 1809 – Amsterdam 1845)
- Johannes Hubertus Leonardus de Haas (Maasdriel 1832 - Königswinter (Duitsland) 1908)
- Maurits Frederik Hendrik de Haas (Rotterdam 1832 - New York 1895)
- Willem Frederik de Haas (Rotterdam 1830 - Faial (Azoren, Portugal) 1880)
- Pieter Alardus Haaxman (Delft 1814 - Delft 1887)
- Pieter Haaxman (Den Haag 1854 - Haarlem 1937)
- Johann Conrad Hamburger (Frankfurt am Main 1809 – na 1871)
- Hélène Hamburger (Newington 1836 - Amsterdam 1919)
- Herman Hana (Amsterdam 1874 – Amsterdam 1952)
- Ferdinand Hart Nibbrig (Amsterdam 1866 - Laren 1915)
- Nola Hatterman (Amsterdam 1899 - Paramaribo 1984)
- Eugenie Hasselman (Zoelen 1855 - Egmond aan den Hoef 1937)
- Bertha van Hasselt (Zwolle 1878 - Nijmegen 1932)
- Hendrik Johannes Haverman (Amsterdam 1857 - Den Haag 1928)
- Marie Heijermans (Rotterdam 1859 - Amsterdam 1937)
- Barend Leonardus Hendriks (Arnhem 1830 - Arnhem 1899)
- Sara Hendriks (Oosterbeek 1846 - Naarden 1925)
- Frans Hermesdorf (Zurlauben, thans Trier 1854 - Aken 1904)
- Jan van Herwijnen (Delft 1889 – Bergen (NH) 1965)
- Jan Heukelom (Amsterdam 1875 – Voorburg ZH 1965)
- Adrianus David Hilleveld (Amsterdam 1838 - Gombong (Java) 1877)
- Cornelis Willem Hoevenaar (Utrecht 1802 - Utrecht 1873)
- Cornelis Willem Hoevenaar (Utrecht 1847 - Utrecht 1884)
- Jozef Hoevenaar (Utrecht 1840 - Utrecht 1926)
- Willem Pieter Hoevenaar (Utrecht 1808 - Utrecht 1863)]
- Pieter Hofman (Teteringen (thans Breda) 1886 – Den Haag 1965)
- Henri ten Holt (Utrecht 1884 – Bergen (NH) 1968)
- Rob Graafland (Maastricht 1875 – Heerlen 1940)
- Gerrit van Houten (Groningen 1866 - Santpoort 1934)
- Bartholomeus Johannes van Hove (Den Haag 1790 - Den Haag 1880)
- Huib van Hove (Den Haag 1814 - Antwerpen 1864)
- Johannes Huybertus van Hove (Den Haag 1827 - Den Haag 1881)
- Bramine Hubrecht (Rotterdam 1855 - Holmbury St Mary (Surrey, Engeland) 1913)
- Jan Derk Huibers (Deventer 1829 - Zeist 1918)
- Gerard Huijsser (Amsterdam 1892-06-08 - Hilversum 1970-07-26)
- Abraham sr. Hulk (Londen 1813 - Zevenaar 1897)
- Johannes Frederik Hulk (Amsterdam 1829 – Haarlem 1911)
- John Frederik Hulk (Amsterdam 1855 - Vreeland 1913)
- Frans IJserinkhuijsen (Amsterdam 1892 – Amsterdam 1959)
- Jozef Israëls (Groningen 1824 - Scheveningen 1911)
- Jacob Jansen Vredenburg (Deventer 1802 - Deventer 1865)
- Johannes Rienksz Jelgerhuis (Leeuwarden 1770 - Amsterdam 1836)
- Germ de Jong (Sint Jacobiparochie 1886 – Overveen 1967)
- Marie de Jonge (Amersfoort 1872 – Zutphen 1951)
- Johan Barthold Jongkind (Lattrop (Overijssel) 1819 - La Côte-Saint-André (departement Isère, Frankrijk) 1891)
- Jan Lodewijk Jonxis (Utrecht 1789 - Utrecht 1866)
- Pieter de Josselin de Jong (Sint-Oedenrode 1861 – Den Haag 1906)
- Fokke Kamstra (Sneek 1870 – Alkmaar 1950)
- Ed Karsen (Amsterdam 1860 – Amsterdam 1941)
- Kaspar Karsen (Amsterdam 1810 – Biebrich (Wiesbaden) 1896)
- Herman ten Kate (Den Haag 1822 - Den Haag 1891)
- Johannes Marius ten Kate (Amsterdam 1859 - Den Haag 1896)
- Mari ten Kate (Den Haag 1831 – Driebergen 1910)
- David van der Kellen (Utrecht 1827 - Nieuwer-Amstel 1895)
- Anton Kerssemakers (Gestel (Eindhoven) 1846 - Eindhoven 1924)
- Johannes Gerardus Keulemans (Rotterdam 1842 - Essex 1912)
- Conrad Kickert (Den Haag 1882 - Parijs 1965)
- Catharina Kiers (Amsterdam 1839 - Den Haag 1930)
- George Lourens Kiers (Amsterdam 1838 - Amsterdam 1916)
- Jan Elias Kikkert (Amsterdam 1843 – Leiden 1925)
- Lodewijk Johannes Kleijn (Loosduinen 1817- Den Haag 1897)
- Klein), David Kleijne (Kleyne (Bergen op Zoom 1753 - Middelburg 1805)
- Willem de Klerk (Dordrecht 1800 - Dordrecht 1876)
- Barend Cornelis Koekkoek (Middelburg 1803 - Kleef 1862)
- Johannes Hermanus Koekkoek (Veere 1778 - Amsterdam 1851)
- Johannes Hermanus Barend Koekkoek (Amsterdam 1840 - Amsterdam 1912)
- Hermanus Koekkoek (Middelburg 1815 - Haarlem 1882)
- Hermanus Willem Koekkoek (Amsterdam 1867 - Amsterdam 1929)
- Marianus Adrianus Koekkoek (Middelburg 1807 - Amsterdam 1868)
- Willem Koekkoek (Amsterdam 1839 - Amstelveen 1885)
- Johan Philip Koelman (Den Haag 1818 – Den Haag 1893)
- Jac Koeman (Edam 1889 – Bergen NH 1978)
- Arie Ketting de Koningh (Dordrecht 1815 - Amersfoort 1867)
- Leendert de Koningh (Dordrecht 1777 - Dordrecht 1849)
- Leonard de Koningh (Londen 1810 - Dordrecht 1887)
- Sophia de Koningh (Londen 1807 - Dordrecht 1870)
- Louis Kortenhorst (Weesp 1884 - Waalre 1966)
- Anton Koster (Terneuzen 1859 - Haarlem  1937)
- Hendrik Maarten Krabbé (Londen 1868 – Amsterdam 1931)
- Cornelius Krieghoff (Amsterdam 1815 - Chicago 1872)
- Otto Kriens (Den Haag 1873 – Voorburg 1930)
- Herman Krumpelman (Monnickendam 1790 - Edam 1875)
- Kruseman Adriaan (Rotterdam 1875 - Denemarken 1964)
- Cornelis Kruseman (Amsterdam 1797 - Lisse 1857)
- Fredrik Marinus Kruseman (Haarlem 1816 - Brussel 1882)
- Jan Adam Kruseman (Haarlem 1804 - Haarlem 1862)
- Jan Theodoor Kruseman (Amsterdam 1835 - Ukkel 1895)
- Johan Caspar Muller Kruseman (Leeuwarden 1805 - Semarang (Java, Indonesië) 1855)
- Johannes Alexander Kruseman (Vlaardingen 1860 - Lisse 1947)
- Johannes Diederikus Kruseman (Valkenswaard 1828 - Den Haag 1918)
- Gerrit Hendrik Kruseman Aretz (Zwolle 1773 - Nijmegen 1818)
- Elisabeth Kruseman van Elten (New York 1875 - 1934?)
- Hendrik Dirk Kruseman van Elten (Alkmaar 1829 - Parijs 1904)
- Herman Kruyder (Lage Vuursche 1881 – Amsterdam 1935)
- Berend Kunst (Nieuwolda 1794 - Hoogezand 1881)
- Leo Kurpershoek (Rotterdam 1885 - Enschede 1970)
- Harrie Kuyten (Utrecht 1883 – Schoorl 1952)

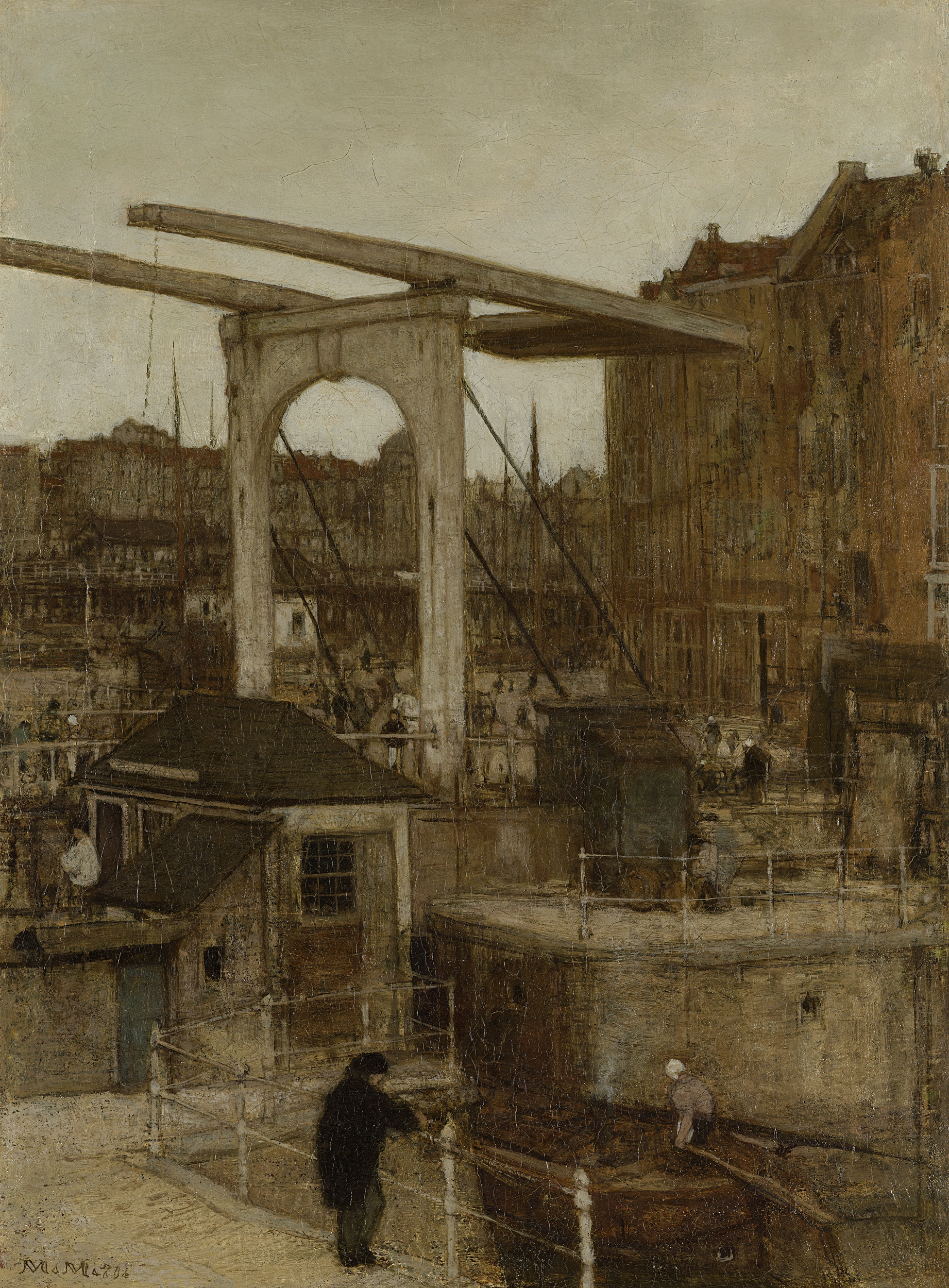
Matthijs Maris, 1880

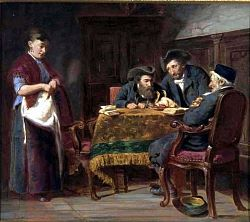
Meijer Isaac de Haan, 1880

- Joseph van Lil (Oisterwijk 1826 - Antwerpen 1906)
- Clemens van Lamsweerde (Arnhem 1897 - Bloemendaal 1972)
- Clotildis van Lamsweerde (Arnhem 1848 - Arnhem 1913)
- Hendrika Landré-van der Kellen (Utrecht 1846 - Amsterdam 1903)
- C.C.A. Last (Amsterdam 1808 - Den Haag 1876)
- Thé Lau (De Rijp 1889 – Maastricht 1958)
- Ferdinand Leenhoff (Zaltbommel 1841 – Nice 1914)
- Thomas van Leent (Princenhage 1807 - Den Bosch 1882)
- Henri jr. Leeuw (Roermond 1861 - Nijmegen 1918)
- Henk van Leeuwen van Oudewater , (Ter Aar 1890 - Voorburg Zuid-Holland 1972)
- Charles Leickert (Brussel 1816 - Mainz 1907)
- Joannes van Liefland (Utrecht 1806 - Utrecht 1861)
- Alexander Liernur (Den Haag 1856 - Deventer 1917)
- Martinus Wilhelmus Liernur (Den Haag 1833 - Den Haag 1901)
- Maud van Loon (Amsterdam 1857 - Overveen 1945)
- Pieter van Loon (Amsterdam 1801 - Utrecht 1873)
- Jacobus van Looy (Haarlem 1855 - Haarlem 1930)
- Adriaan Lubbers (Amsterdam 1892 - New York 1954)
- Joseph Lücker (Krefeld 1821 - Roermond 1900)
- Petrus Josephus Lutgers (Amsterdam 1808 - Loenen aan de Vecht 1874)
- Alexander van Maasdijk (Brussel 1856 - Rotterdam 1931)
- Jacob Jan van der Maaten (Elburg 1820 - Apeldoorn 1879)
- Mien Marchant (Gorinchem 1866 - Laren 1952)
- Jacob Maris (Den Haag 1837 - Karlsbad 1899)
- Matthijs Maris (Den Haag 1839 - Londen 1917)
- Willem Maris (Den Haag 1844 - Den Haag 1910)
- Grada Hermina Marius (Hengelo 1854 - Den Haag 1919)
- Antoon Markus (Arnhem 1870 - Oosterbeek 1955)
- Anton Mauve (Zaandam 1838 - Arnhem 1888)
- Mariane Antoinette Meijer (Amsterdam 1805 - Amsterdam 1886)
- Hendrik Willem Mesdag (Groningen 1831 - Den Haag 1915)
- Geesje Mesdag van Calcar (Hoogezand 1850 – Scheveningen 1936)
- Harmen Meurs (Wageningen 1891 – Speuld (Ermelo) 1964)
- Henri Minderop (Rotterdam 1870 - Rotterdam 1946)
- Woutherus Mol (Haarlem 1785 - Haarlem 1857)
- Petrus Marius Molijn (Rotterdam 1819 - Antwerpen 1849)
- Antoon Molkenboer (Leeuwarden 1872 – Haarlem 1960)
- Jan Mooy (Callantsoog 1776 - Den Helder 1847)
- Jan Evert Morel (Amsterdam 1835 - Weesp 1905)
- Frederik Nachtweh (Deventer 1857 - Rotterdam 1941)
- Willem Carel Nakken (Den Haag 1835 - Rijswijk 1926)
- Daniël Nederveen ('s-Hertogenbosch 1811 - aldaar 1891)
- Clasine Neuman (Amsterdam 1851 - Den Haag 1908)
- Johan Heinrich Neuman (Keulen 1819 - Den Haag 1898)
- Kasper Niehaus (Groningen 1889 - Bergen (NH) 1974)
- Toon Ninaber van Eyben (Scheveningen 1896 – Boxtel 1977)
- Wijnand Nuijen (Den Haag 1813 - Den Haag 1839)
- Anthony Oberman (Amsterdam 1781- Amsterdam 1845)
- Albarta ten Oever (Groningen 1772 - Groningen 1854)
- Tony Offermans (Den Haag 1869 - Laren 1911)
- Ferdinand Oldewelt (Amsterdam 1857 – Laren (NH) 1935)
- Hendrik van Oort (Utrecht 1775 - Utrecht 1847)
- Jan van Oort (Sluis 1867 - Geldrop 1938)
- George Willem Opdenhoff (Fulda 1807 - Den Haag 1873)
- Simon Opzoomer (Rotterdam 1807 - Antwerpen 1878)
- Georgius Jacobus Johannes van Os (Den Haag 1782 - Parijs 1861)
- Pieter Frederik van Os (Amsterdam 1808 - Haarlem 1892)
- Pieter Gerardus van Os (Den Haag 1776 - Den Haag 1839)
- Dirk Oudes (Alkmaar 1895 - Alkmaar 1969)
- Frederikus Josephus Ouwens (Alkmaar 1881 - Alkmaar 1933)
- David Oyens (Amsterdam 1842 - Brussel 1902)
- Pieter Oyens (Amsterdam 1842 - Brussel 1894)
- Corrie Pabst (Woerden 1865 - Laren 1943)
- Evert Pieters (Amsterdam 1856 - Laren 1932)
- Bart Peizel (Veendam 1887 – Amsterdam 1974)
- Thérèse Peizel-Ansingh (Sorella) (Amsterdam 1883 – Amsterdam 1968)
- Pieter Plas (Alkmaar 1810 - Alkmaar 1853)
- Pieck Adrie (Scheveningen 1894 – Hollandsche Rading 1982)
- Anton Pieck (Den Helder 1895 - Overveen 1987)
- Pitloo Antonie (Arnhem 1790 - Napels 1837)
- Ary Pleysier (Vlaardingen 1819 - Vreeland 1879)
- Jacobus Johannes van Poorten (Deventer 1841 – Hamburg 1914)
- Jan Ponstijn (Amsterdam 1883 – Bergen (NH) 1970)
- Hendrik Antoon Pothast (Nijmegen 1847 – Amsterdam 1924)
- Albert Jurardus Prooijen (Groningen 1834 – Amsterdam 1898)
- Matthijs Quispel (Numansdorp 1805 – Dordrecht 1858)
- Jozef van Raaij (Bergen op Zoom 1898 – Zevenbergen 1974)
- Cornelis Raaphorst (Wassenaar 1875 – Wassenaar 1954)
- Willem Raaphorst (Wassenaar 1870 – Wassenaar 1963)
- John Rädecker (Amsterdam 1885 – Amsterdam 1956)
- Petrus Antonius Ravelli (Amsterdam 1788 – aldaar 1861)
- Adriana van Ravenswaay (Hilversum 1816 – Hilversum 1872)
- Otto van Rees (Freiburg (Duitsland) 1884 – Utrecht 1957)
- Martinus van Regteren Altena (Amsterdam 1866 – Nunspeet 1908)
- Willem Cornelis Rip (Rotterdam 1856 - Den Haag 1922)
- Susanne (Suze) Robertson (Den Haag 1855 – Den Haag 1922)
- Charles Rochussen (Rotterdam 1814 - Rotterdam 1894)
- Ferdinand Rodenbach (Roeselare 1864 – Brussel 1938)
- Willem Roelofs (Amsterdam 1822 - Berchem 1897)
- Henri Knip (Den Bosch 1819 - Brussel 1905)
- Henriëtte Ronner-Knip (Amsterdam 1821 - Elsene 1909)
- Margaretha Roosenboom (Den Haag 1843 - Voorburg 1896)
- Nicolaas Johannes Roosenboom (Schellingwoude1805 - Assen 1880)
- Johannes Rosierse (Dordrecht 1818 - Dordrecht 1901)
- Jan Cornelis van Rossum (Amsterdam 1820 - Amsterdam 1905)
- Chris le Roy (Deventer 1884 - Nijmegen 1969)
- Aletta Ruijsch (Den Helder 1860 - Den Haag 1930)
- Frieda Rutgers van der Loeff (Braunschweig 1877 – Alkmaar 1948)

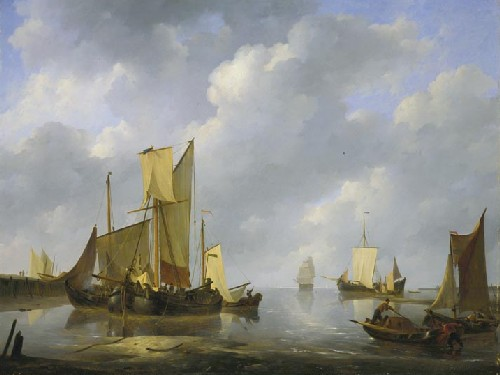
Johannes Christiaan Schotel, 1822

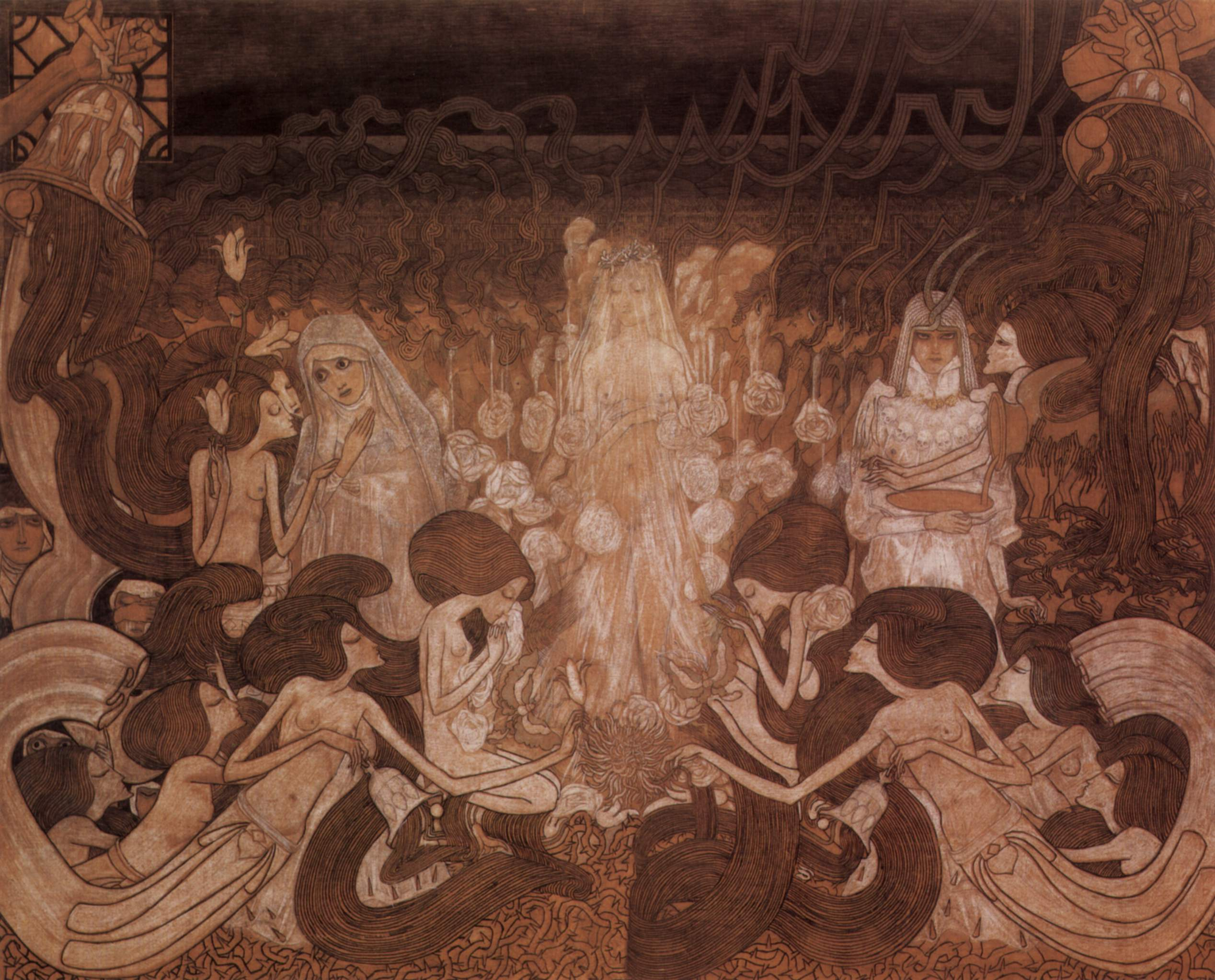
Jan Toorop, 1893

- Gerardus de San (Brugge 1754 - Groningen 1830)
- Gerardine van de Sande Bakhuyzen (Den Haag 1827 - Den Haag 1895)
- Hendrikus van de Sande Bakhuyzen (Den Haag 1795 - Den Haag 1860)
- Julius van de Sande Bakhuyzen (Den Haag 1835 - Den Haag 1925)
- Jaap Sax (Amsterdam 1899 – Alkmaar 1977)
- Dirk Schäfer (Den Haag 1864 - Voorburg 1941)
- Willem van Schaik (Beetsterzwaag 1874 – Blaricum 1938)
- Ary Scheffer (Dordrecht 1795 - Argenteuil 1858)
- Lodewijk Schelfhout (Den Haag 1881 – Amstelveen 1943)
- Andreas Schelfhout (Den Haag 1787 - Den Haag 1870)
- Jan Hendrik Scheltema (Den Haag 1861 – Brisbane 1941)
- Petrus van Schendel (Terheijden 1806 - Brussel 1870)
- Piet Schipperus (Rotterdam 1840 - Den Haag 1929)
- Christina Josepha Schmetterling (Amsterdam 1793 - Amsterdam 1840)
- Elisabeth Barbara Schmetterling (Amsterdam 1801 - Amsterdam 1882)
- Jacobus Schoemaker Doyer (Krefeld 1792 - Zutphen 1867)
- Hendrik Jacobus Scholten (Amsterdam 1824 - Heemstede 1907)
- Henri Schoonbrood (Maastricht 1898 – Maastricht 1972)
- Johannes Christiaan Schotel (Dordrecht 1787 – Dordrecht 1838)
- Martinus Schouman (Dordrecht 1770 - Breda 1848)
- Johann Georg Schwartze (Amsterdam 1814 - Amsterdam 1874)
- Thérèse Schwartze (Amsterdam 1851 - Amsterdam 1918)
- Mommie Schwarz (Zutphen 1896 - Auschwitz 1942)
- Leon Senf (Delft, 1860 - Alkmaar, 1940)
- Piet sr. Slager ('s-Hertogenbosch 1841 - 's-Hertogenbosch 1912)
- Piet jr. Slager  ('s-Hertogenbosch 1871 - 's-Hertogenbosch 1938)
- Frans Slager ('s-Hertogenbosch 1876 - Meerhout 1953)
- Jeanette Slager ('s-Hertogenbosch 1881 - 's-Hertogenbosch 1945)
- Anna Sluijter (Amsterdam 1866 - Laren 1931)
- Jacob Smits (Rotterdam 1855 - Achterbos-Sluis 1928)
- Dirk Smorenberg (Alkmaar 1883 – Oud-Loosdrecht 1960)
- Hendrina Sollewyn (Haarlem 1783 - Haarlem 1863)
- Sorella (Thérèse Peizel-Ansingh) (Amsterdam 1883 – Amsterdam 1968)
- Jacob Spin (Amsterdam 1806 - Amsterdam 1875)
- Jacob Jan Coenraad Spohler (Amsterdam 1837 - Amsterdam 1894)
- Johannes Franciscus Spohler (Rotterdam 1853 - Amsterdam 1923)
- Cornelis Springer (Amsterdam 1817 - Hilversum 1891)
- Koos Stikvoort (Amsterdam 1891 - Alkmaar 1975)
- Jacobus van der Stok (Leiden 1794 - Amsterdam 1864)
- Anna Joanna van Stolk (Rotterdam 1853 - Den Haag 1938)
- Carel Nicolaas Storm van 's-Gravesande (Breda 1841 - Den Haag 1924)
- Georg Sturm (Wenen 1855 – Wageningen 1923)
- Pauline Suij (Amersfoort 1863 - Amsterdam 1949)
- Wilhelmine Suij (Amersfoort 1861 - voor 1936)
- Johannes Tavenraat (Rotterdam 1809 - Rotterdam 1881)
- Abraham Teerlink (Dordrecht 1776 - Rome 1857)
- Henri Teixeira de Mattos (Amsterdam 1865 - Den Haag 1908)
- Paul Tétar van Elven (Antwerpen 1823 - Scheveningen 1896)
- Hendrik Otto van Thol (Den Haag 1859 - Den Haag 1902)
- Lammert van der Tonge (Amsterdam 1871 - Laren 1937)
- Jan Toorop (Purworedjo 1858 - Den Haag 1928)
- Anton Trautwein (Amsterdam 1851 - Haarlem 1919)
- Jelle Troelstra (Leeuwarden 1891 - Amersfoort 1979)
- Wouter Johannes van Troostwijk (Amsterdam 1782 - Amsterdam 1810)
- Willem Vaarzon Morel (Zutphen 1868 – Koudekerke 1955)
- Maurits van der Valk (Amsterdam 1857 - Laren 1935)
- Bertha Valkenburg (Almelo 1862 - Laren 1929)
- Hendrik Valkenburg (Terwolde 1826 - Amsterdam 1896)
- Henri van de Velde (Amsterdam 1896 – Abcoude 1969)
- Gijsberta Verbeet (Den Bosch 1838 - Den Bosch 1916)
- Willem Verbeet (Den Bosch 1801 - Den Bosch 1887)
- Albertus Verhoesen (Utrecht 1806 - Utrecht 1881)
- Wouter Verschuur (Amsterdam 1812 - Vorden 1874)
- Floris Henrik Verster (Leiden 1861 - Leiden 1927)
- Petrus Gerardus Vertin (Den Haag 1819 - Den Haag 1893)
- Salomon (Samuel) Verveer (Den Haag 1813 - Den Haag 1876)
- Gesine Vester (Heemstede 1857 - Haarlem 1939)
- Jan Voerman (sr) (Kampen 1857 - Hattem 1941)
- Johannes Gijsbert Vogel (Hooge Zwaluwe 1828 - Velp 1915)
- Jo Voskuil (Breda 1897 – Amsterdam 1972)
- André van der Vossen (Haarlem 1893 – Overveen 1963)
- Hendrik de Vries Groningen 1896 - Haren 1989
- Jan van der Waarden (Haarlem 1811 - Haarlem 1872)
- Antonie Waldorp (Den Haag 1803 - Amsterdam 1866)
- Jaring Walta (Westhem 1887 – Leeuwarden 1971)
- Marie Wandscheer (Amsterdam 1856 - Ede 1936)
- Froukje Wartena (Akkrum 1855 - Laren 1933)
- Dorothea Arnoldine von Weiler (Arnhem 1864 - Amsterdam 1956)
- Jan Weissenbruch (Den Haag 1822 - Den Haag 1880)
- Jan Hendrik Weissenbruch (Den Haag 1824 - Den Haag 1903)
- Willem Wenckebach ('s-Gravenhage 1860 – Santpoort 1937)
- Nicolaas van der Waay (Amsterdam 1855 - Amsterdam 1936)
- Jan Harm Weijns (Zwolle 1864 - Rotterdam 1945)
- Oswald Wenckebach (Heerlen 1895 – Noordwijkerhout 1962)
- Jaap Weyand (Amsterdam 1886 - Bakkum 1960)
- Hal Wichers (Tarutung 1893 - Nijmegen 1968)
- Hendrik Wiegersma (Lith 1891 – Deurne 1969)
- Matthieu Wiegman (Zwolle 1886 - Bergen (Noord-Holland) 1971)
- Piet Wiegman (Zwolle 1885 - Alkmaar 1963)
- Ben Wierink (Amsterdam 1856 – Amsterdam 1939)
- Ids Wiersma (Brantgum 1878 - Dokkum 1965)
- Anthonie van Wijngaerdt (Rotterdam 1808 - Haarlem 1887)
- Piet van Wijngaerdt (Amsterdam 1873 – Abcoude 1964)
- Barend Wijnveld (Amsterdam 1820 - Haarlem 1902)
- Jan Hillebrand Wijsmuller (Amsterdam 1855 - Amsterdam 1925)
- Lambertus van den Wildenbergh (Arnhem 1803- Antwerpen ?)
- Cornelis Pieter de Wit (Amsterdam 1882 - Groningen 1975)
- Ernst Witkamp (Amsterdam 1854 - Amsterdam 1897)
- Willem Witsen (Amsterdam 1860 - Amsterdam 1923)
- Hendrik Jan Wolter (Amsterdam 1873 - Amersfoort 1952)
- Anna Wolterbeek (Amsterdam 1834 - Oosterbeek 1905)
- Elsa Woutersen-van Doesburgh (Amsterdam 1875 - Bloemendaal 1957)
- Marie Wuytiers (Amsterdam 1865 - Hilterfingen 1944)
- Willem Bernardus IJzerdraat (Den Haag 1835 - Haarlem 1907)
- Jan Zoetelief Tromp (Batavia 1872 - Breteuil-sur-Iton 1947)
- Willem de Zwart (Den Haag 1862 - Den Haag 1931)

## 20e eeuw
- Willem Adams (Meerveldhoven 1937)

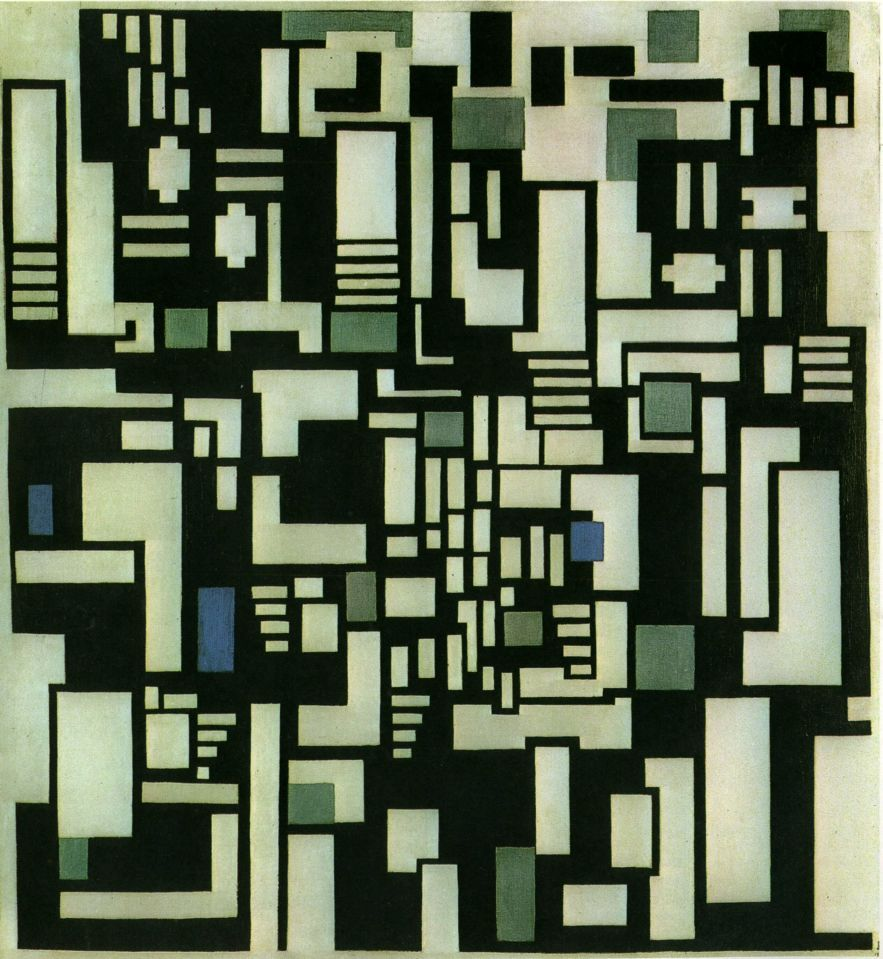
Theo van Doesburg, 1917

- Willem Adolfs (Amsterdam 1903 – Neuengamme 1945)
- Gisèle d'Ailly-van Waterschoot van der Gracht (Den Haag 1912 – Amsterdam 2013)
- Ben Akkerman (Rotterdam 1942 – Enschede 2010)
- Philip Akkerman (Vaassen 1957)
- Nelleke Allersma (Den Andel 1940)
- Ties Egge Allersma (Middelstum 1913 – Valance 1982)
- Jan Altink (Groningen 1885 – Den Haag 1971)
- Els Amman (Leiden 1931 – Groningen 1978)
- Riek Ammermann (Groningen 1944)
- Greet van Amstel (Amsterdam 1903 – Amsterdam 1981)
- Kees Andrea (Den Haag 1914 – Den Haag 2006)
- Lolkje Anema (Ried 1871 - Den Haag 1953)
- Martine Antonie (Zaltbommel 1909 – ? 2006)
- Karel Appel (Amsterdam 1921 – Zürich 2006)
- Ad Arma (Rotterdam 1954)
- Armando (Amsterdam 1929 – Potsdam 2018)
- Lies Arntzenius (Den Haag 1902 – Den Haag 1982)
- Bernardus Arps (Culemborg 1865 – Oosterbeek 1938)
- Arvee (Hillegom 1956)
- Menno Baars (Utrecht 1967)
- Jac Baas (Rotterdam 1930)
- Franciscus Hermanus Bach (Groningen 1865 – Groningen 1956)
- Johannes Martinus Bach (Den Haag 1866 – ? 1943)
- Reinier Sybrand Bakels (Den Hoorn 1873 – Den Haag 1956)
- Justus Dick Bakhuizen van den Brink (Leiden 1950)
- Charles Bakker (Amsterdam 1876 – Amsterdam 1957)
- Gerrit Bakker (Nunspeet 1949 - Nunspeet - 2025)
- Nanne Balyon (Den Haag 1960)
- Els Bannenberg (Heerlen 1948)
- Cees Bantzinger (Gouda 1914 – Amstelveen 1985)
- Marjolein Bastin (Loenen aan de Vecht 1943)
- Cornelia Baumann (Kralingen 1885 – Renkum 1971)
- Dagmar Baumann (Essen (Niedersachsen) 1960)
- David Bautz (Den Haag 1884 – Voorburg 1955)
- Bets Bayens (Amsterdam 1891 – Hilversum 1965)
- Han Bayens (Waalwijk 1876 – Amsterdam 1945)
- Karl Jakob Beekum (Rotterdam 1914 – Stadskanaal 1998)
- Julia Beelaerts van Blokland (Oosterbeek 1923 – Oosterbeek 2006)
- Dan Bekking (Haarlem 1906 – Amsterdam 1973)
- Gerrit Benner (Leeuwarden 1897 – Nijemirdum 1981)
- Bianca Berends (1971)
- Siep van den Berg (Tirns 1913 – Amsterdam 1998)
- Rien Beringer (Den Haag 1927 – Curaçao 2005)
- Frederik Jacob Besseling (Arnhem 1874 – Amsterdam 1938)
- Pieter den Besten (Rotterdam 1894 – Rotterdam 1972)
- Corneille Guillaume Beverlo (Luik 1922 – Auvers-sur-Oise 2010)
- Gerti Bierenbroodspot (Amsterdam 1940)
- Rudi Bierman (Batavia 1921 – Amsterdam 1972)
- Mies Bloch (Amsterdam 1907 – Bergen (NH) 1999)
- Louise Alexandrine van Blommestein (Parijs 1882 – Arlesheim (Zwitserland) 1965)
- Maria Boas-Zélander (Amsterdam 1889 – Auschwitz 1943)
- Kees Boendermaker (Amsterdam 1904 – Bergen (NH) 1979)
- Cornelis de Boer (Groningen 1878 – ?)
- Willy Boers (Amsterdam 1905 – Amsterdam 1978)
- Gesina Boevé (Rotterdam 1881 – Zeist 1958)
- Hedi Bogaers (Laren 1956 – Zierikzee 2006)
- Romualda Bogaerts (Huis ter Heide 1921 – Laren 2012)
- Marike Bok (Amsterdam 1943 – Den Haag 2017)
- Henri Bol (Eindhoven 1945 – 's-Hertogenbosch 2000)
- Kees Bol (Oegstgeest 1916 – Waalwijk 2009)
- Claire Bonebakker (Soerabaja 1904 – Taxco de Alarcón (Mexico) 1979)
- Bob Bonies (Den Haag 1937)
- Henri Boot (Maastricht 1877 – Haarlem 1963)
- Johan Borgman (Groningen 1889 – Oosterbeek 1976)
- Annie Borst Pauwels (Haarlem 1913 – Den Haag 1999)
- Karin Bos (Rijswijk (ZH) 1966)
- Rinus van den Bosch (Den Haag 1938 – Den Haag 1996)
- Inge Boulonois (Alkmaar 1945 - Heerhugowaard 2024)
- Dan Bout (Amsterdam 1891 - Amsterdam 1965)
- Henk de Bouter (Driebergen 1968)
- Maaike Braat (Arnhem 1907 – Amsterdam 1992)
- Agnes van den Brandeler (Delft 1918 – Hengelo (Gelderland) 2003)
- Eugène Brands (Amsterdam 1913 – Amsterdam 2002)
- Roger Braun (Eygelshoven 1972 – 2022)
- Gerrit Breteler (Enschede 1954 – Nes 2023)
- Arthur Briët (Madiun (Oost-Java, Indonesië) 1867 – Nunspeet 1939)
- Willem den Broeder (Schiedam 1951)
- Frederika Broeksmit (Charlois 1875 – Bussum 1945)
- Anke Brokstra (Amsterdam 1940 – Vriescheloo 2021)
- Herman Brood (Zwolle 1946 – Amsterdam 2001)
- Berry Brugman (Almelo 1915 – Almelo 1996)
- Bob Bruijn (Den Haag 1906 – Wassenaar 1989)
- Dick Bruna (Utrecht 1927 – Utrecht 2017)
- Lambertus Johannes Bruna (Deventer 1822 - Enschede 1906)
- Annemarie Busschers ('s-Hertogenbosch 1970)
- Anton Buytendijk (Amsterdam 1913 - Amsterdam 2002)
- Hil van Calcar (Ezinge 1920 - Hilversum 2013)
- Mies Callenfels-Carsten (Roermond 1893 - Middelburg 1981)
- Edith Cammenga (Alphen aan den Rijn 1958)
- Marga Carlier (Utrecht 1943 - De Steeg 2010)
- Maria Carlier (Utrecht 1943)
- Charlotte Caspers (Gent 1979)
- Evert Caspers (Leeuwarden 1897 - Zwolle 1976)
- Henk Chabot (Sprang-Capelle 1894 - Rotterdam 1949)
- Wim Chabot (Rotterdam 1907 - Rotterdam 1977)
- Geertrui Charpentier (Waalwijk 1930 - Amsterdam 2012)
- Moos Cohen (Tiel 1901 - Auschwitz 1942)
- Karel Colnot (Bergen (NH) 1921 - Bergen (NH) 1996)
- Willem Commandeur (Koedijk 1919 - Alkmaar 1966)
- Constant (Amsterdam 1921 - Utrecht 2005)
- Corneille (Luik 1922 - Auvers-sur-Oise 2010)
- Adrianne Cornelder-Doffegnies (Zevenaar 1865 - Nijmegen 1937)
- Hans Coumans (Schin op Geul 1943 - Heumen 1986)
- Eline Cremers (Maassluis 1896 - Den Haag 1996)
- Carla Daalderop-Bruggeman (Tiel 1928 - Tiel 2015)
- Marie Dagnelie (Den Helder 1918 - Amerongen 1984)
- Cor Dam (Delft 1935 - Delft 2019)
- Frank Dammers (Zwolle 1951)
- Pieter Defesche (Maastricht 1921 - Ulestraten 1998)
- Egbert Dekkers (Zeeland (NB) 1908 – Boxtel 1983)
- Pieter Delicaat (Cuijk 1956)
- Jan Deodatus (Roden 1914 - Hoorn (Terschelling) 1986)
- Pieter Derksen (Stokkum 1945 - Stokkum 2019)
- Antoon Derkzen van Angeren (Delft 1878 - Bedford (Canada) 1961)
- Hans Deuss (Amsterdam 1948)
- John van Deventer (Leiden 1903 - Kerbournec en Saint-Pierre-Quiberon 1952)
- Piet Dieleman (Arnemuiden 1956)
- Toon Diepstraten (Diessen 1963)
- Henri Dievenbach (Haarlem 1872 - Laren 1946)
- Christoffel Hendrik Dijkman (Sint-Maartensdijk 1879 - Borgharen 1954)
- Johan Doeleman (Hoorn 1880 - Soest 1957)
- Theo van Doesburg (Utrecht 1883 - Davos 1931)
- Eppo Doeve (Bandung 1907 - Amsterdam 1981)
- Kees van Dongen (Delfshaven 1877 - Monte Carlo 1968)
- Aad Donker (Virum (Denemarken) 1967 - Leiden 1998)
- Gijs Donker (Amstelveen 1964)
- Justus Donker (Rotterdam 1966)
- Joop Doodeheefver (Amsterdam 1924 - 2011)
- Lide Doorman (Middelburg 1872 - Den Haag 1964)
- Tini van Doornik (Watergraafsmeer 1906 - Amsterdam 1980)
- Daniel Douglas (Dedemsvaart 1984)
- Driesten A.J. van (Leiden 1878 - Oegstgeest 1969)
- Sam Drukker (Goes 1957)
- Hans van Drumpt (Voorschoten 1939 – Maastricht 2015)
- Anita Duijf (Amsterdam 1951)
- Lydia Duif (Den Haag 1903 - Den Haag 1993)
- Rinus Duin (Moreni (Roemenië) 1918 - Abcoude 1996)
- Jan Dunselman (Den Helder 1863 - Amsterdam 1931)
- Kees Dunselman (Den Helder 1877 - Amsterdam 1937)
- Marjan Dunselman (Amsterdam 1950)
- Attie Dyserinck (Batavia 1876 – Den Haag 1942)

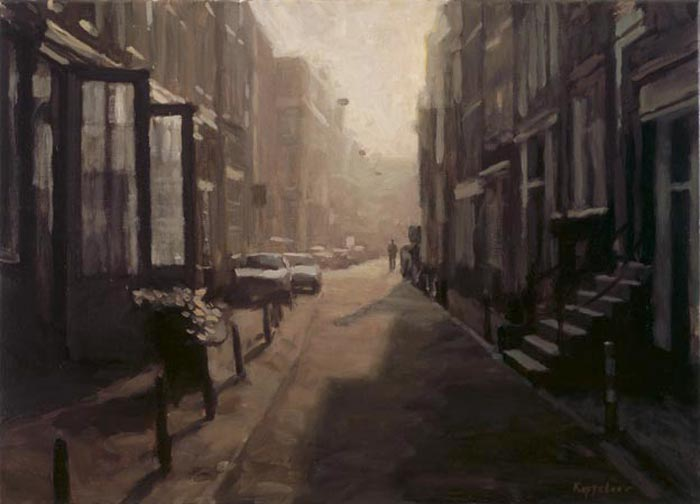
Frans Koppelaar, 1993

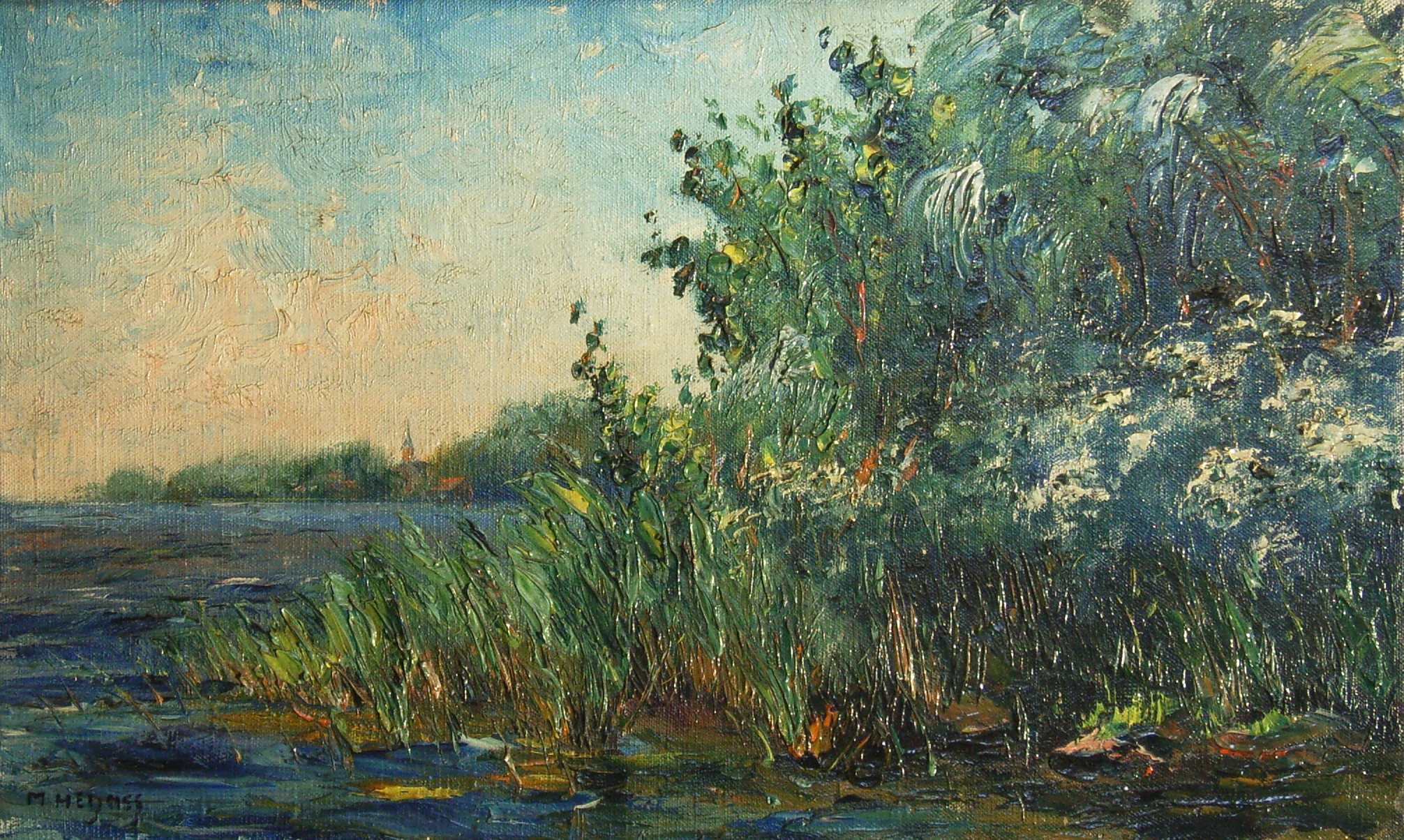
Marinus Heijnes

- Hans Ebeling Koning (Bilthoven 1931 – ? 2023)
- Marcel van Eeden (Den Haag 1965)
- Emmy Eerdmans (Bussum 1931 - ? 2024)
- Ruurd Elzer (Sneek 1915 - Groningen 1995)
- Sjoerd Elzer (Groningen 1944)
- Leo van den Ende (Den Haag 1939)
- Ferdinand Erfmann (Rotterdam 1901 - Sardinië 1968)
- Maurits Cornelis Escher (Leeuwarden 1898 - Hilversum 1972)
- Piet Esser (Baarn 1914 - Leeuwarden 2004)
- Dora Esser-Wellensiek (Diemerbrug 1917 – Saint-Cybranet (Dordogne) 1995)
- Jan Hendrik Eversen (Den Haag 1906 - Arnhem 1995)
- Ima van Eysinga (Noordwijkerhout 1881 - Ermelo 1958)
- Karin Eyck (Stockholm 1901 – Maastricht 1996)
- Edgar Fernhout (Bergen (NH) 1912 - Bergen (NH) 1974)
- Ruth Fischer (Hamburg 1913 - ...)
- Marianne Franken (Amsterdam 1884 - Bergen-Belsen 1945)
- Jacques Frenken ('s-Hertogenbosch 1929)
- Jos Frissen (Houthem 1892 - Kerkrade 1982)
- Corrie Gabriëlse (Utrecht 1912 - Echten 1994)
- Salomon Garf (Amsterdam 1879 - Auschwitz 1943)
- Ed Gebski (Heerlen 1959)
- Bobette van Gelder (Amsterdam 1891 - Bergen-Belsen 1945)
- Hendrika van Gelder (Amsterdam 1870 - Sobibór 1943)
- Cor van Geleuken (Stramproy 1920 - Heerlen 1986)
- Henk van Gemert (Amsterdam 1913 - Amsterdam 2002)
- Ger Gerrits (Nieuwer-Amstel (Amstelveen) 1893 - Amsterdam 1965)
- Ad Gerritsen (Arnhem 1940 – Arnhem 2015)
- Leo Gestel (Woerden 1881 - Hilversum 1941)
- Aart Glansdorp (Rotterdam 1903 - Rotterdam 1989)
- Rien Glansdorp (Rotterdam 1913 - 's-Hertogenbosch 1990)
- Bernard Govaerts (Odijk 1969)
- Herman Gordijn (Den Haag 1932 - Terschuur 2017)
- Ali Goubitz (Amsterdam 1904 – Amsterdam 1975)
- David Granaat (Amsterdam 1914 – Alkmaar 2005)
- Cees Graswinckel (Den Haag 1906 - Wapenveld 1986)
- Wim Graves Kooiman (Utrecht 1937 - Schoonhoven 2016)
- Hélène Grégoire (Amsterdam 1946)
- Kenne Grégoire (Teteringen 1951)
- Jacoba Greven (Zwollerkerspel 1920 - Roermond 1999)
- Anita Groener (Veldhoven 1958)
- Adriaan Groenewegen (Rotterdam 1874 - Horn 1963)
- Paul van Groningen (Amsterdam 1955)
- Hedy Gubbels (Rotterdam 1950)
- Johann Gütlich (Rotterdam 1920 – São Paulo 2000
- Dick Haakman (Bergen (NH) 1934 - Poederoijen 2018)
- Jacoba Haas (Amsterdam 1946 - Amsterdam 2018)
- Jos Hachmang (Noordwijkerhout 1957)
- Elisabeth van Haersolte (Alkmaar 1917 – Den Haag 2011)
- Jacoba G. van Haersolte-de Lange (Alkmaar 1897 - Renkum 1974)
- Frits ten Hagen (Breda 1924 - Hoorn 2006)
- Fer Hakkaart (Leiden 1941)
- Chris Hammes (Andijk 1872 - Hees 1965)
- Tol Hansse (Laren (NH) 1940 – Heerhugowaard 2002)
- Meg den Hartog (1952)
- Frans Willem Hartsuijker (Amsterdam 1894 - Utrecht 1991)
- Margot van Hasselt (Amsterdam 1879 - Utrecht 1935)
- Jan van Heel (Rotterdam 1898 - Den Haag 1990)
- Jacoba van Heemskerck (Den Haag 1876 - Domburg 1923)
- Johannes Gerardus Heiberg (Rotterdam 1869 - Rotterdam 1952)
- Sara Heijberg-Ledeboer (Rotterdam 1867 - Rotterdam 1952)
- Marianne van der Heijden (Kerkrade 1922 – Maastricht 1998)
- Marinus Heijnes (Amsterdam 1888 - Kaag 1963)
- Henk Helmantel (Westeremden 1945)
- Henk Henriët (Amsterdam 1903 - Niestadt 1945)
- Dorus Hermsen ('s-Hertogenbosch 1871 - Den Haag 1931)
- Geertruida van Hettinga Tromp (Groningen 1872 - Zwolle 1962)
- Cees Heuff (Nijmegen 1933 – Kerk-Avezaath 1993)
- Anton Heyboer (Sabang 1924 - Den Ilp 2005)
- Theodoor Heynes (Kaag 1920 - Amsterdam 1990)
- Jaap Hillenius (Amsterdam 1934 - Amsterdam 1999)
- Jemmy van Hoboken (Den Haag 1900 - Wageningen 1962)
- Willem Hofhuizen (Amsterdam 1915 - Maastricht 1986)
- Willem Gerard Hofker (Den Haag 1902 - Amsterdam 1981)
- Jan Alexander Hohmann (Etten-Leur 1896 - Oosterhout (Noord-Brabant) 1967)
- Pieter Holstein (Enschede 1934)
- Toos van Holstein (Eindhoven 1949)
- Friso ten Holt (Argelès-Gazost 1921 - Callantsoog 1997)
- Reinder Homan (Smilde 1950)
- Ina Hooft (Den Haag 1894 - Laren 1994)
- Bernard de Hoog (Amsterdam 1867 - Den Haag 1943)
- Hans van Horck (Tegelen 1952)
- Cootje Horst (Montreux 1920 - Leersum 1992)
- Loes van der Horst (Noordwijk 1919 – Amsterdam 2012)
- Theo van der Horst (Arnhem 1921 - Arnhem 2003)
- Gerrit van Houten (Groningen 1866 - Santpoort 1934)
- Adriana van Houweninge (Nijmegen 1890 - Nijmegen 1953)
- Gerard van Hove (Den Haag 1877 - Laren 1936)
- Maria van Hove (Nieuwer-Amstel 1884 - Amsterdam 1925)
- Maria G. van Hove-ter Kuile (Enschede 1891 - Laren 1965)
- Betsy Huitema-Kaiser (Hoorn 1894 - Laren 1978)
- Jopie Huisman (Workum 1922 - Workum 2000)
- Han Hulsbergen (Hengelo 1901 - Blaricum 1989)
- Willem van de Hulst (Utrecht 1917 – Nieuwersluis 2006)
- Willem Hussem (Rotterdam 1900 - Den Haag 1974)
- Vilmos Huszár (Boedapest 1884 - Harderwijk 1960)
- Henk van den Idsert (Alkmaar 1921 - Bergen (Noord-Holland) 1993)
- Isaac Israëls (Amsterdam 1865 - Den Haag 1934)
- Mirjam Jacobson (Amsterdam 1887 - Bergen Belsen 1945)
- John Jager (Amsterdam 1905 - Den Haag 1961)
- Louise Jama-van Raders (Batavia 1871 - Den Haag 1946)
- Nic Jonk (Grootschermer 1928 – Alkmaar 1994)
- Meertje Kaal (1930 -Amsterdam 2016)
- Dorry Kahn (Amsterdam 1896 – Amsterdam 1981)
- Else Kalshoven-Biermans (Aken 1878 – Zaltbommel 1927)
- Jopie van Kampen (Amsterdam 1911 – Zuid-Afrika 1988)
- Gerart Kamphuis (Zoetermeer 1953)
- Hans Kanters (Amsterdam 1947)
- Ewoud de Kat (Vlissingen 1904 – Haarlem 1974)
- Arie Kater (Amsterdam 1922 – Amsterdam 1977)
- Jan Kelderman (Edam 1914 – Amsterdam 1990)
- Charlotte van der Kellen (Amsterdam 1857 - Amsterdam 1942)
- Anna Kerling (Den Haag 1862 – Den Haag 1955)
- Dick Ket (Den Helder 1902 - Bennekom 1940)
- Peter Klashorst (Santpoort 1957)
- Frits Klein (Oranjewoud 1924 - Oudemirdum 2016)
- Albert Klijn (Amsterdam 1895 – Amsterdam 1981)
- Nel Kluitman (Alkmaar 1906 - Hilversum 1990)
- Dinah Kohnstamm (Amsterdam 1869 - Auschwitz 1942)
- Pyke Koch (Beek 1901 - Wassenaar 1991)
- Marianus Adrianus (II) Koekkoek (Amsterdam 1873 - Amsterdam 1944)
- Frans de Kok (Tilburg 1943 - Breda 2020)
- Jan van der Kooi (Groningen 1957)
- Pieter Kooistra (Leeuwarden 1922 - Tiel 1998)
- Harry Koolen (Meerssen 1904 – Heerlen 1985)
- Willem de Kooning (Rotterdam 1904 - East Hampton 1997)
- Metten Koornstra (Rotterdam 1912 - Amsterdam 1978)
- Jacques Kopinsky (Amsterdam 1924 - alhier 2003)
- Frans Koppelaar (Den Haag 1943)
- Kees de Kort (Nijkerk 1934 - 2022)
- Sal Koster (Rotterdam 1910- Delft 2000)
- Theo Koster (Emmeloord 1952)
- Toon Koster (Schiedam 1913 - Utrecht 1989)
- David Kouwenaar (Amsterdam 1921 - Bergen (Noord-Holland) 2011)
- Diederik Kraaijpoel (Amsterdam 1928 - Groningen 2012)
- Jasper Krabbé (Amsterdam 1970)
- Jeroen Krabbé (Amsterdam 1944)
- Maarten Krabbé (Laren 1908 – Amsterdam 2005)
- Eva Krause (Düsseldorf 1970)
- Steven Kwint (Elst 1931 – Auray (Bretagne) 1977)
- Ger Lataster (Schaesberg 1920 - Amsterdam 2012)
- Bart van der Leck (Utrecht 1876 - Blaricum 1958)
- Daan Lemaire (Naarden 1942)
- Aart Leemhuis (Haarlemmerliede 1936)
- Theodoor van Lelyveld (Semarang 1867 - Den Haag 1954)
- Johan Lennarts (Eindhoven 1932 - Lagardère (Frankrijk) 1991)
- Gerard van Lerven (Arnhem 1885 - Arnhem 1966)
- Avi Lev (Głubczyce 1955)
- Suze de Lint (Princenhage 1878 - Den Haag 1953)
- Cor Litjens (Nijmegen 1956)
- Ben van Londen (Arnhem 1907 – Wageningen (Nederland) 1987)
- Piet Lont (Hippolytushoef 1947)
- Pit van Loo (Winsum 1905 - Haren 1991)
- Reinier Lucassen (Amsterdam 1939-2025)
- Lucebert (Amsterdam 1924 - Alkmaar 1994)
- Toon Lüske (Amsterdam 1897 - Rome 1926)
- Paul de Lussanet (Laren 1940)
- Jos Lussenburg (Enkhuizen 1889 - Nunspeet 1975)

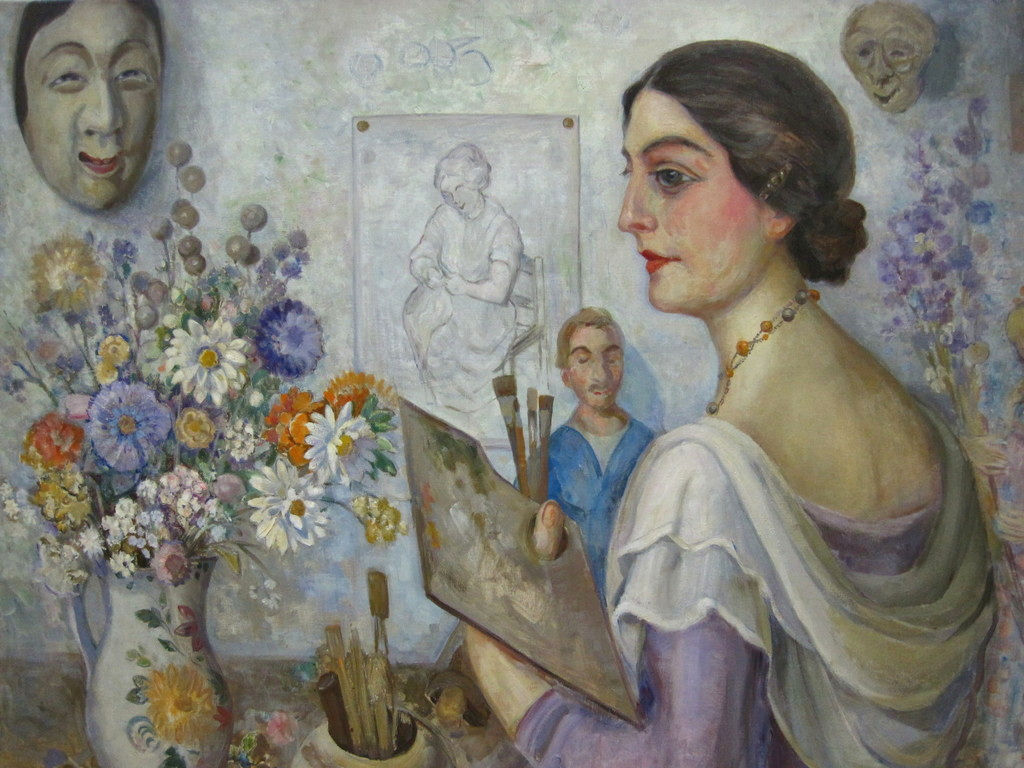
Charlotte Pothuis, 1900

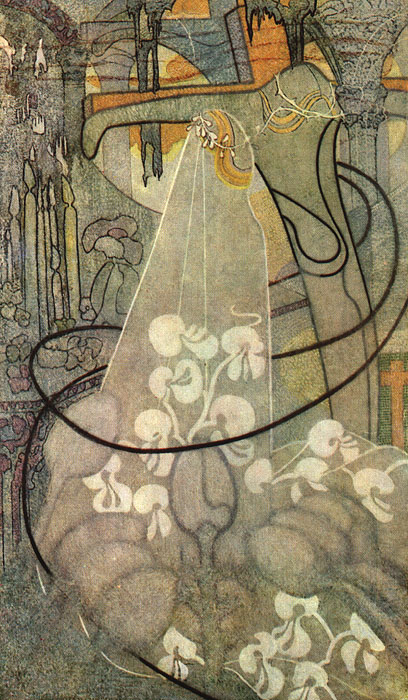
Jan Thorn-Prikker, 1893

- Maria Henri Mackenzie (Rotterdam 1878 - Hilversum 1961)
- Kees Maks (Amsterdam 1876 - Amsterdam 1967)
- Jan Mankes (Meppel 1889 – Eerbeek 1920)
- Antoon Markus (Arnhem 1870 - Oosterbeek 1955) https://antoonmarkus.com/
- Jon Marten (Ginneken 1934)
- Jan Martens (Eindhoven 1939 - Roermond 2017)
- Anton Martineau (Amsterdam 1926 - aldaar 2017)
- Johan Hendrik van Mastenbroek (Rotterdam 1875 - Rotterdam 1945)
- Charles Masthoff (Tanjung Priok 1886 - Den Haag 1959)
- Han van Meegeren (Deventer 1889 - Amsterdam 1947)
- Jacques van Meegeren (Rijswijk 1912 - Amsterdam 1977)
- Gerben van der Meer (Leeuwarden 1938 - Amsterdam 2021)
- Edith Meijering Deventer 1962 – Zutphen 2022
- Mary Meijs (Maastricht 1929 - Maastricht 2011)
- Tine Mersmann (Gorredijk 1946 - Smilde 2012)
- Martinus Leonardus Middelhoek (Zwijndrecht 1898 - Brielle 1986)
- Piet van Mierop (Majong (Java) 1903 - Arnhem 1978)
- Jaap Min (Bergen (NH) 1914 - Bergen (NH) 1987)
- Egbert Modderman (Groningen 1989)
- Herman Moerkerk ('s-Hertogenbosch 1879 - Haarlem 1949)
- Joop Moesman (Utrecht 1909 – Houten 1988)
- Piet Moget (Den Haag 1928 - Port-la-Nouvelle 2015)
- Pieter Laurens Mol (Breda 1946)
- M.J.A. Mol (Standdaarbuiten 1908 - Utrecht 1991)
- Karel Mols (Tilburg 1899 - Zeist 1976)
- Piet Mondriaan (Amersfoort 1872 - New York 1944)
- Gerrit van Morée (Den Bosch 1909 - Breda 1981)
- Rob Morren (Vleuten 1968 - Utrecht 2021)
- Paula Mouthaan (Vrijenban 1892 - Ekeren 1969)
- Ries Mulder (IJsselstein 1909 - IJsselstein 1973)
- Xeno Münninghoff (Deventer 1873 - Barneveld 1944)
- Tilly Münninghof-van Vliet (Amsterdam 1879 - Oosterbeek 1960)
- Marianne Naerebout (1958)
- Jacob (Jaap) Nanninga (Winschoten 1904 – Den Haag 1962)
- Carel de Nerée tot Babberich (Zevenaar 1880 - Todtmoos (Baden-Württemberg, Duitsland) 1909)
- Constance de Nerée tot Babberich (Willemstad 1858 - Den Haag 1930)
- Frans de Nerée tot Babberich (Zevenaar 1882 - Den Haag 1929)
- Gerrit van 't Net (Eemnes 1910 - Amsterdam 1971)
- Tiddo Nieboer (Groningen 1940 - Narbonne 2002)
- Albert Niemeyer (Breda 1951)
- Maria van Nieuwenhoven-Stempels (Dordrecht 1884 - Laren 1940)
- Constant Anton Nieuwenhuijs (Amsterdam 1921 - Utrecht 2005)
- Jan Nieuwenhuijs (Amsterdam 1922 - Amsterdam 1986)
- Frans Nols (Heerlen 1922 - Amsterdam 1972)
- Janus Nuiten (Princenhage 1929 - ? 2014)
- Tineke Nusink (Maassluis 1951- Rotterdam 2025)
- Wim Oepts (Amsterdam 1904 - Parijs 1988)
- Wouter Okel (Hengelo 1957)
- Melle Oldeboerrigter (Melle) (Amsterdam 1908 – Amsterdam 1976)
- Theo Onnes (1957)
- To van Oosten Slingeland (Schoonhoven 1887 - IJsselstein 1975)
- Jeanne Bieruma Oosting (Leeuwarden 1898 - Almen 1994)
- Peter van Oostzanen (Leiden 1962)
- Jan Peter van Opheusden (Eindhoven 1941)
- Vincent van Oss (Sterksel 1960)
- Rob Otte (Amsterdam 1936 – Amsterdam 2019)
- Michiel Otten (Amsterdam ? 1953 - 2017)
- Piet Ouborg (Dordrecht 1893 - Den Haag 1956)
- Willem den Ouden (Haarlem 1928 - Varik 2025)
- Nancy van Overveldt (Den Haag 1930 - Lelystad 2015)
- Lou Paes (Maastricht 1919 - Huizen 2006)
- Jan Peeters (Amsterdam 1912 – Amsterdam 1992)
- Pieter Pander (Drachten 1962)
- Johannes Perier (Eemnes 1952)
- Nicolaas Pieneman (Amsterdam 1880 - Amsterdam 1938)
- Piet Pijn (Den Haag 1926 - Bilthoven 2002)
- Louis Pluymakers (Maastricht 1908 - Maastricht 1992)
- Anton Pohl (Pasuruan 1876 - Tiel 1942)
- Mia Pot-van Regteren Altena (Amsterdam 1914 - Schoorl 2009)
- Barend Polvliet (Schoonhoven 1869 - Den Dolder 1918)
- Charlotte Pothuis (Londen 1867 - Amsterdam 1945)
- Johan Ponsioen (Nijmegen 1900 - Tiel 1969)
- Rien Poortvliet (Schiedam 1932 - Soest 1995)
- Gerriet Postma (Twijzelerheide 1932 - Groningen 2009)
- Bernard Pothast (Hall (Brummen) 1882 - Laren 1966)
- Anna van Prooijen (Groningen 1858 - Den Haag 1933)
- Annemiek Punt (Hengelo 1959)
- Marinus van Raalte (Rotterdam 1873 - Bergen-Belsen 1944)
- Michael Raedecker (Amsterdam 1963)
- Libert Ramaeker (Maastricht 1925 - Maastricht 1993)
- Adolfo Ramón (Sarrión 1947)
- Huibert Antonie Ravenswaaij (Gorinchem 1891 - Lisse 1972)
- Willem Reijers (Arnhem 1910 - Alkmaar 1958)
- Cor Reisma (Steenwijk 1902 - Leeuwarden 1962)
- Daan Remmerts de Vries (Leeuwarden 1962)
- Bep Rietveld (Utrecht 1933 - Amsterdam 1999)
- Jack de Rijk (Amsterdam 1931 - Amsterdam 2005)
- Fokko Rijkens (Nijmegen 1961)
- Thierry Rijkhart de Voogd (Rouen 1944 - Zutphen 1999)
- Jan Rijnders (Delft 1935)
- Jacoba (Coba) Ritsema (Haarlem 1876 – Amsterdam 1961)
- Carla Rodenberg (Gouda 1941)
- Jan Roëde (Groningen 1914 - 2007)
- Jan Roeland (IJsselmuiden 1931 - Amsterdam 2016)
- Dicky Rogmans (Renkum 1925 - Blaricum 1992)
- Gé Röling ('s-Hertogenbosch 1904 - Terwolde 1981)
- Marte Röling (Laren 1939)
- Matthijs Röling (Oostkapelle 1943 - Ezinge 2024)
- Edlef Romeny (Sint-Michielsgestel 1926)
- Cornelis Romeyn (Culemborg 1923 - Amsterdam 2005)
- Frans Ronda (Maastricht 1899 - Maastricht 1976)
- Aart Roos (Zaandam 1919 - Purmerend 2009)
- Anton Rooskens (Griendtsveen 1906 - Amsterdam 1976)
- Christa Rosier (Hilversum 1960 - Huizen 2011)
- Anton Rovers (Haarlem 1921 - Amsterdam 2003)
- Dio Rovers (Utrecht 1896 - Breda 1990)
- Josche Roverts (Utrecht 1936 - Gouda 2002)
- Huib de Ru (Utrecht 1902 - Haarlem 1980)
- Georg Rueter (Haarlem 1875 – Amsterdam 1966)
- Leo Rulkens (Roermond 1883 - Roermond 1949)
- Riky Schellart (Den Haag 1942 - Tilburg 2013)
- Leendert Scheltema (Nes (Ameland) 1876 - Wateringen 1966)
- Martin Schildt (Rotterdam 1867 - Rotterdam 1921)
- Femmy Schilt-Geesink (Utrecht 1908 - Laren 1988)
- Piet Schoenmakers (Roermond 1919 – Roermond 2009)
- Johannes Hendrikus Scholten (Overschie 1904 - Arnhem 1984)
- Jan Schoonhoven (Delft 1914 - Delft 1994)
- Anthonie Pieter Schotel (Dordrecht 1890 - Laren 1958)
- Geert Schreuder (Veendam 1949)
- Wim Schuhmacher (Amsterdam 1894 - Amsterdam 1986)
- Lion Schulman (Hilversum 1851 - Auschwitz 1943)
- Ton Schulten (Ootmarsum 1938)
- Louis Schutte (Aalsmeer 1904 - Haarlem 1979)
- Stijn Seip (Rotterdam 1938)
- Hans (Johannes Antonius) Siegmund (Amersfoort 1930 – Rijswijk (gemeente Buren) 2017)
- Ciano Siewert (Rotterdam 1942 - Utrecht 2024)
- Jan Sierhuis (Amsterdam 1928 – Amsterdam 2023)
- Martin Sjardijn (Den Haag 1947)
- Jan Sloots, Geffen 1928 – Helmond 2007
- Jan Sluijters ('s-Hertogenbosch 1881 - Amsterdam 1957)
- Willy Sluiter (Amersfoort 1873 - Den Haag 1949)
- Richard Smeets (Gennep 1955)
- Jan Smeltekop (Groningen 1954)
- Arie Smit (Zaandam 1916 - Denpasar (Bali) 2016)
- Philippe Smit (Zwolle 1887 - Thoury-Férottes 1948)
- Ad Snijders (Eindhoven 1929 - Eindhoven 2010)
- Auke Sonnega (Leeuwarden 1910 - Den Haag 1963)
- Rosa Spanjaard (Borne 1866 - Den Haag 1937)
- Jean-Marie van Staveren (Rotterdam 1946)
- Elly van Steensel (H.F. van Steensel) (Vlaardingen 1965)
- Jaap Stellaart (Zaandijk 1920 - Zaandam 1992)
- Gé-Karel van der Sterren (Stadskanaal 1969)
- Wouter Stips (Wassenaar 1944)
- Abram Stokhof de Jong (Amsterdam 1911 - Vipiteno 1966)
- Marie-Hélène Stokkink (Venlo 1944)
- Pieter Stoop (Breda 1946)
- Charles de Stuers (Pasuruan 1894 - Den Haag 1981)

- Jacques Tange (Vlissingen 1960)

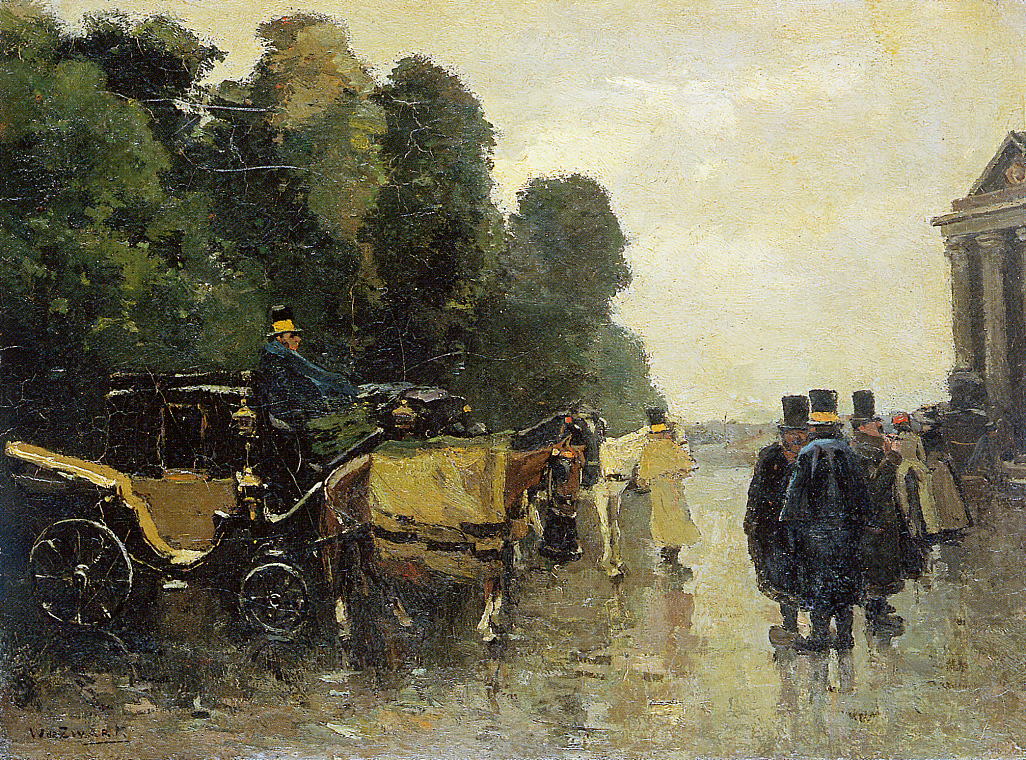
Willem de Zwart

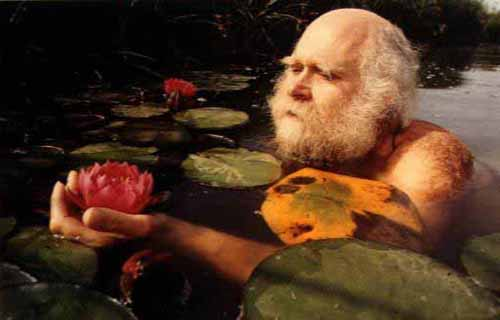
Herman de Vries

- Joseph Teixeira de Mattos (Amsterdam 1892 - Parijs 1971)
- Ellis Tertoolen (Gouda 1951 - Figeac 2011)
- Willemien Testas (Amsterdam 1876 - Amsterdam 1931)
- Kees den Tex (Amsterdam 1916 – Bergen NH 1997)
- Evert Thielen (Venlo 1954)
- Anthony Thieme (Rotterdam 1888 - Greenwich Village 1954)
- PINK de Thierry, pseudoniem van Helena Scheerder (Haarlem 1943)
- Karel Thole (Bussum 1914 - Cannobio 2000)
- Willem Bastiaan Tholen (Amsterdam 1860 - Den Haag 1931)
- Alida Louisa Thomas (Surabaya 1895 - Arnhem 1987)
- Jean Thomassen (Den Haag 1949)
- Johan Thorn Prikker (Den Haag 1868 - Keulen 1932)
- René Tonneyck (Ubbergen 1915 – Den Haag 1997)
- Margje Toonder (Margje Toonder-Herblot) (Amsterdam 1908 - Amsterdam 1991)
- Charley Toorop (Katwijk 1891 - Bergen (Noord-Holland) 1955)
- Joop Uittenbogaard (Rotterdam 1916 - Eindhoven 2010)
- Frans van Veen (Voorburg 1950)
- Bas van der Veer (Schoonhoven 1887 - Den Haag 1941)
- Bart van Vegchel (Tilburg 1877 - Boxtel 1968)
- Bram van Velde (Zoeterwoude-Rijndijk 1895 – Grimaud, Frankrijk 1981)
- Geer van Velde (Lisse 1898 - Val-de-Marne, Parijs 1977)
- Aat Veldhoen (Amsterdam 1934 – Amsterdam 2018)
- Thierry Veltman (Bussum 1939)
- Pieter van Velzen (Weesp 1911 - Nieuw-Loosdrecht 1990)
- Ad Verdonk (Woensel 1894 - Woerden 1977)
- Aat Verhoog (Rijswijk (ZH) 1933)
- Karel Verschuur (Wageningen (Nederland) 1919 - Bloemendaal (Noord-Holland) 1944)
- Anton Verhey (Reeuwijk 1938)
- Hans Verhoef (Antwerpen 1932)
- Jan Verkade (Zaandam 1868 - Beuron 1946)
- Kees Verkade (Haarlem 1941 - Monaco 2020)
- Kees Verschuren (Breda 1941)
- Floris Verster (Leiden 1861 - Leiden 1927)
- Kees Verwey (Amsterdam 1900 - Haarlem 1995)
- Bas Veth (Arnhem 1861 - Gouvieux 1944)
- Jan Veth (Dordrecht 1864 - Amsterdam 1925)
- Dirk Vis (Nederhorst den Berg 1906 - Driebergen 2002)
- Harrie Visser (Emmen 1945)
- Sees Vlag (Gouda 1934 – Den Haag 2018)
- Kees van der Vlies (Bandoeng 1940)
- Joachim van der Vlugt (Luxemburg-Stad 1970)
- Ben Vollers (Amsterdam 1947)
- Theo Voorzaat (Rotterdam 1938)
- To Vreede (Terschelling 1916 – Amsterdam 1995)
- Cornelia (Cor) Vrolijk (Zeist 1944 - Amsterdam 2015)
- Herman de Vries (Alkmaar 1931)
- Jan van Vuuren (Molenaarsgraaf 1871 - Ermelo 1941)
- Willem Waanders (Rotterdam 1900 - Breda 1985)
- Wim Wagemans (Leiden 1906 – Den Haag 1993)
- Willem Wagenaar (Groningen 1907 - Amsterdam 1999)
- Meinte Walta (Wijtgaard 1920 – Leeuwarden 2002)
- Alex van Warmerdam (Haarlem 1952)
- Karla Wenckebach (Schoorl 1923)
- Paul Werner (Arnhem 1930 - Amsterdam 2018)
- Co Westerik (Den Haag 1924 - Rotterdam 2018)
- Kees van de Wetering (Rotterdam 1949)
- Friso Wiegersma (Deurne 1925 – Amsterdam 2006)
- Pieter Wiegersma (Deurne 1920 – Brussel 2009)
- Jip Wijngaarden (Amsterdam 1964)
- Poen de Wijs (Nijmegen 1948 - Den Haag 2014)
- Maya Wildevuur (Deventer 1944 - Midwolda 2023)
- Daan Wildschut (Grave 1913 – Bunde 1995)
- Joop Willems (Nijmegen 1915 - Amsterdam 1989)
- Carel Willink (Amsterdam 1900 - Amsterdam 1983)
- Sylvia Willink (Amsterdam 1944)
- Ruud van de Wint (Den Helder 1942 - Den Helder 2006)
- Herman van Wissen (Groningen 1910 - Groningen 2000)
- Frans de Wit (Leiden 1942 - Leiden 2004)
- Jan Wolkers (Oegstgeest 1925 - Texel 2007)
- Theo Wolvecamp (Hengelo 1925 - Amsterdam 1992)
- Ans Wortel (Alkmaar 1929 - Hilvarenbeek 1996)
- Alfred Würth (Amsterdam 1924 - Haarlem 2017)
- Jacob Ydema (Greonterp 1901 - Winterswijk 1990)
- Bob Zijlmans (Rotterdam 1918 - Rotterdam 1992)
- Klaas Zwaan (Spakenburg 1922 - Spakenburg 1998)
- Piet Zwiers (Meppel 1907 - Meppel 1965)
- Ina van Zyl (Ceres (Zuid-Afrika) 1971)